# Olympische Sommerspiele 2016/Leichtathletik – Marathon (Männer)

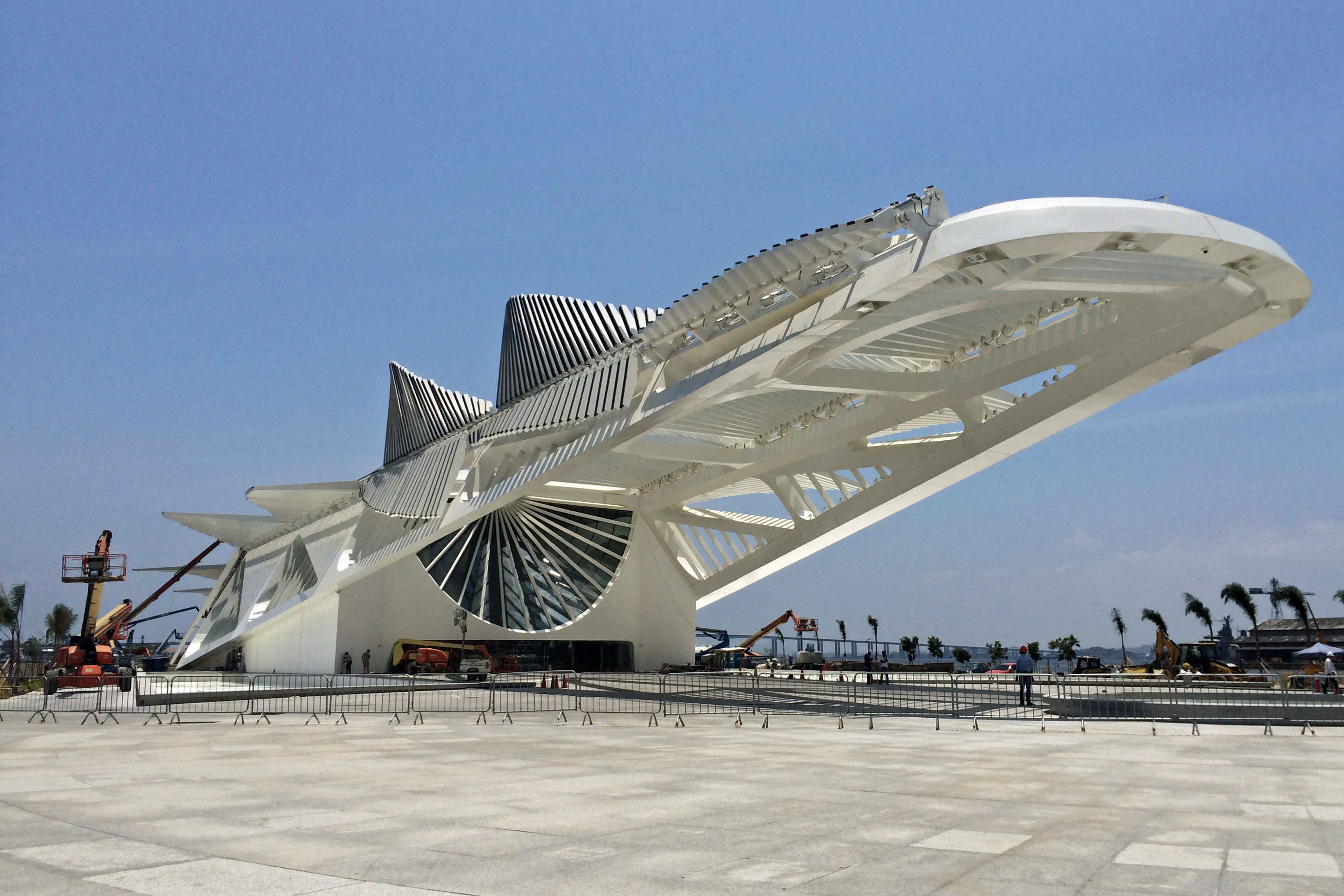
Das auf einer Halbinsel gelegene Museu do Amanhã

Der Marathonlauf der Männer bei den Olympischen Spielen 2016 in Rio de Janeiro fand am 21. August 2016 statt. Start und Ziel befanden sich am Sambódromo im Zentrum Rio de Janeiros. 155 Athleten gingen an den Start, 140 konnten das Rennen beenden.
Olympiasieger wurde der Kenianer Eliud Kipchoge, der vor dem Äthiopier Feyisa Lilesa gewann. Galen Rupp aus den USA errang die Bronzemedaille.
Der Deutsche Philipp Pflieger kam als 55. ins Ziel, Julian Flügel als 71.

Der Schweizer Tadesse Abraham belegte Rang sieben, Christian Kreienbühl Rang 75.

Läufer aus Österreich und Liechtenstein nahmen nicht teil.
Der aus Äthiopien stammende Yonas Kinde nahm als Flüchtling aus seinem Heimatland unter der olympischen Flagge und dem Kürzel ROT (Refugee Olympic Team) teil.
Die IAAF (heute World Athletics) hatte im April 2015 2:17:00 h als Qualifikationszeit festgelegt, zu erbringen in einem Wettkampf zwischen dem 1. Januar 2015 und dem 11. Juli 2016. Im November 2015 wurde diese Zeit auf 2:19:00 h korrigiert.

## Aktuelle Titelträger
| Olympiasieger                         | Stephen Kiprotich ( Uganda)                | 2:12:28 h                                  | London 2012     |
| Weltmeister                           | Ghirmay Ghebreslassie ( Eritrea)           | 2:08:01 h                                  | Peking 2015     |
| Europameister                         | Tadesse Abraham ( Schweiz)                 | 1:02:03 h – Halbmarathon                   | Amsterdam 2016  |
| Nord-/Zentralamerika-/Karibik-Meister | Wettbewerb nicht im Meisterschaftsprogramm | Wettbewerb nicht im Meisterschaftsprogramm | San José 2015   |
| Südamerika-Meister                    | Juan Huamán ( Peru)                        | 2:28:23 h                                  | Asunción 2015   |
| Asienmeister                          | Shingo Igarshi ( Japan)                    | 2:14:29 h                                  | Hongkong 2015   |
| Afrikameister                         | Wettbewerb nicht im Meisterschaftsprogramm | Wettbewerb nicht im Meisterschaftsprogramm | Durban 2016     |
| Ozeanienmeister                       | Rowan Walker ( Australien)                 | 2:21:47 h                                  | Gold Coast 2014 |

## Bestehende Rekorde
| Weltrekord         | Dennis Kimetto ( Kenia) | 2:02:57 h | Berlin                         | 28. September 2014 |
| Olympischer Rekord | Samuel Wanjiru ( Kenia) | 2:06:32 h | OS Peking, Volksrepublik China | 24. August 2008    |

Der bestehende olympische Rekord wurde bei diesen Spielen nicht erreicht, dazu waren die äußeren Rahmenbedingungen mit hohen Temperaturen kombiniert mit nassen und regnerischen Verhältnissen zu ungünstig. Die Siegeszeit des kenianischen Olympiasiegers Eliud Kipchoge im Rennen am 21. August betrug 2:08:44 h, womit er den Rekord nur knapp um 2:12 min verfehlte. Zum Weltrekord fehlten ihm 5:47 min.
Anmerkung:
Alle Zeitangaben sind auf die Ortszeit Rio (UTC-3) bezogen.

## Streckenverlauf

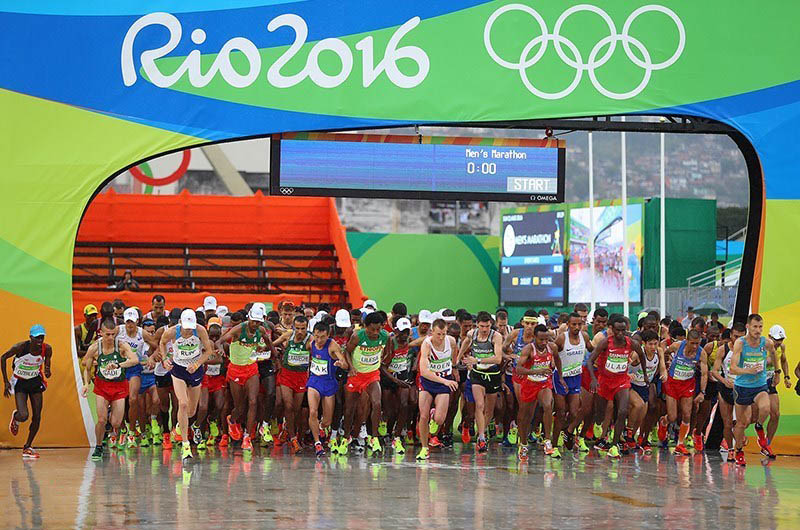
Start des Marathonlaufs

Gestartet wurde der Lauf auf dem Sambódromo, einer Tribünenstraße im Stadtteil Cidade Nova. Nach etwa siebenhundert Metern bog die Strecke rechts in die Avenida Presidente Vargas ein und folgte dem Straßenverlauf bis zur Avenida Rio Bravo. Hier begann ein circa zehn km langer Rundkurs, der dreimal absolviert werden musste. Die Route bog links Richtung Nordwesten in die Avenida Rio Bravo ein. An der Avenida Rodrigues Alves ging es nach Norden, dort wurde das auf einer Halbinsel gelegene Museu do Amanhã umrundet. Zurück auf der Avenida Rodrigues Alves verlief der Weg ostwärts am Ufer entlang bis zur Rua Primeiro de Março, anschließend weiter südwärts bis zum Lago do Praço. Dort gab es einen Linksbogen mit dem Ziel Praça Mal. Âncora. Nun ging es wieder ostwärts am Ufer entlang bis zur Avenida General Justo. Dort verlief die Route in südlicher Richtung bis zur Avenida Marechal Câmara, von wo aus der Kurs nach Nordwesten abbog. Anschließend führte die Strecke mit mehreren Kurven zurück zum Ausgangspunkt des Rundkurses.
Nach Absolvierung der drei Runden ging es weiter auf der Avenida Dom Henrique zurück bis zum Stadtteil Botafogo. Auf Höhe der Rua Marquês de Olinda lag der Wendepunkt, von dem aus die Strecke zurück bis zur Abzweigung des Rundkurses führte. Hier führte die Route nach links in die Avenida Presidente Vargas, auf der es zum Sambódromo zurück zum Ziel ging.

## Doping
Es gab einen Dopingfall in diesem Wettbewerb. Der ursprünglich auf Rang 68 platzierte Marokkaner Abdelmajid El Hissouf wurde im November 2017 wegen der Einnahme verbotener Mittel disqualifiziert. Darüber hinaus wurde er für den Zeitraum vom 8. November 2016 bis 7. November 2020 mit einer Sperre belegt.

## Resultat

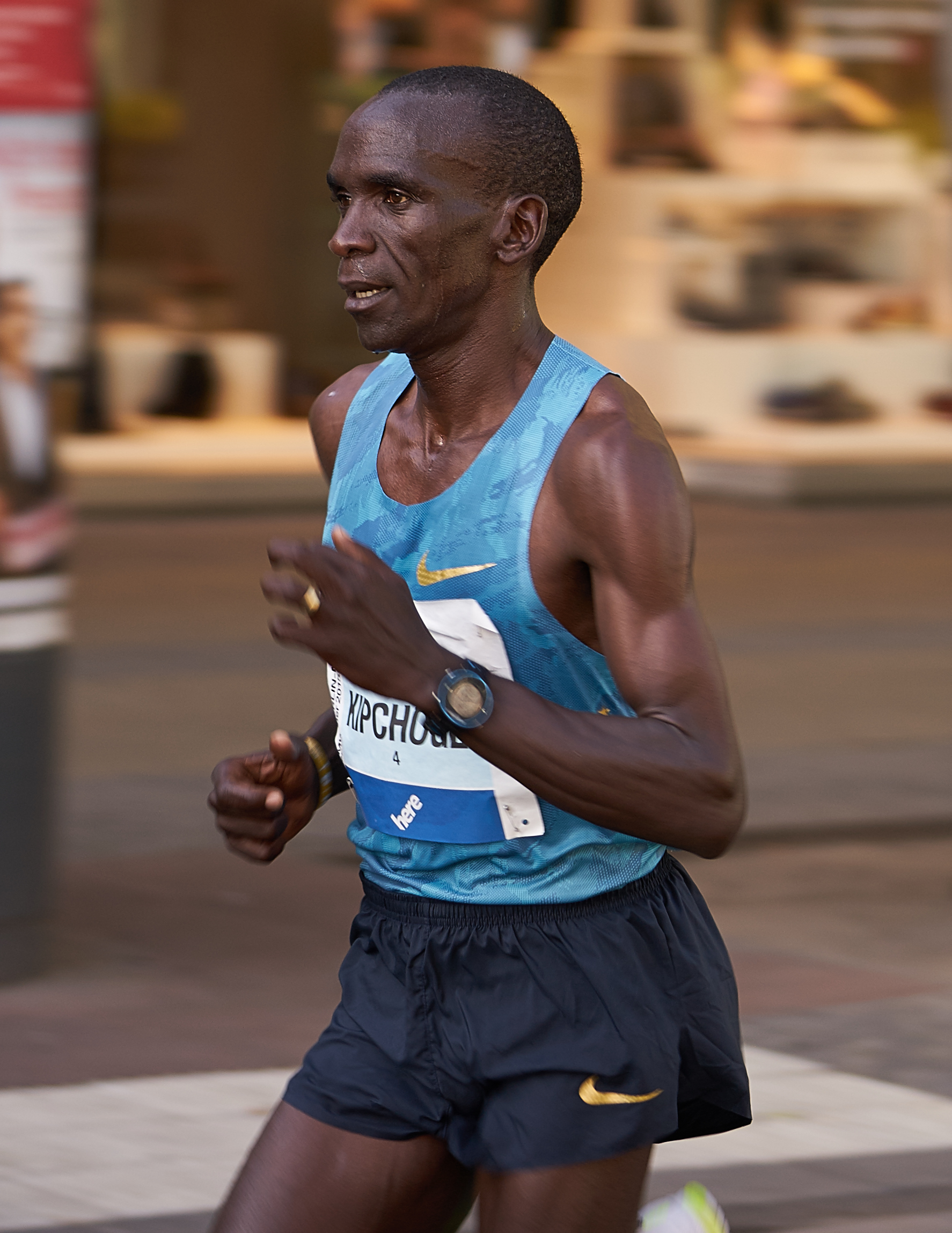
Olympiasieger Eliud Kipchoge

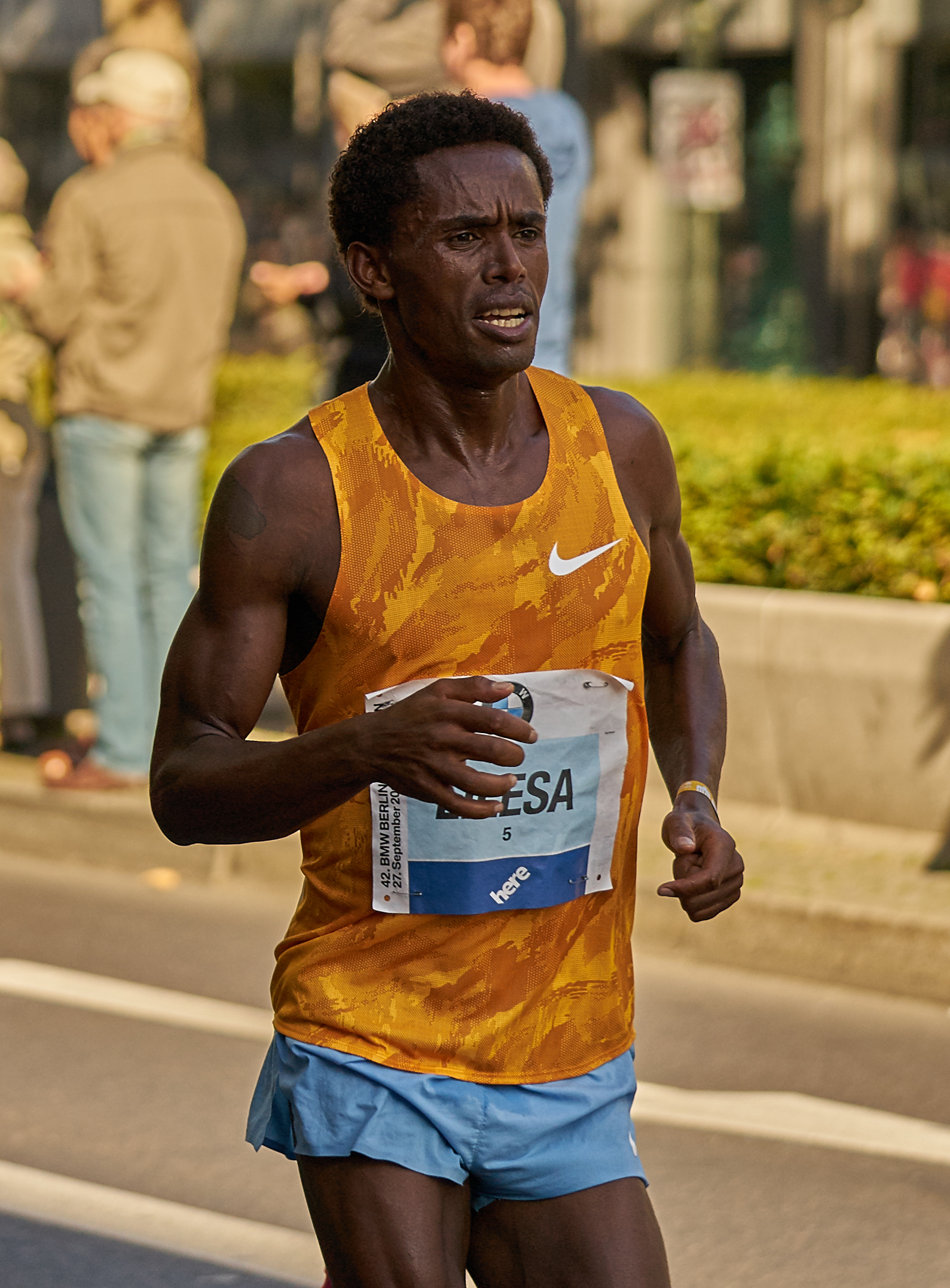
Silbermedaillengewinner Fiyesa Lilesa

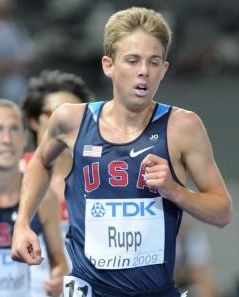
Bronze gab es für Galen Rupp

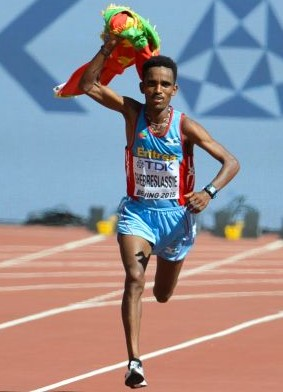
Ghirmay Ghebreslassie erreichte Platz vier

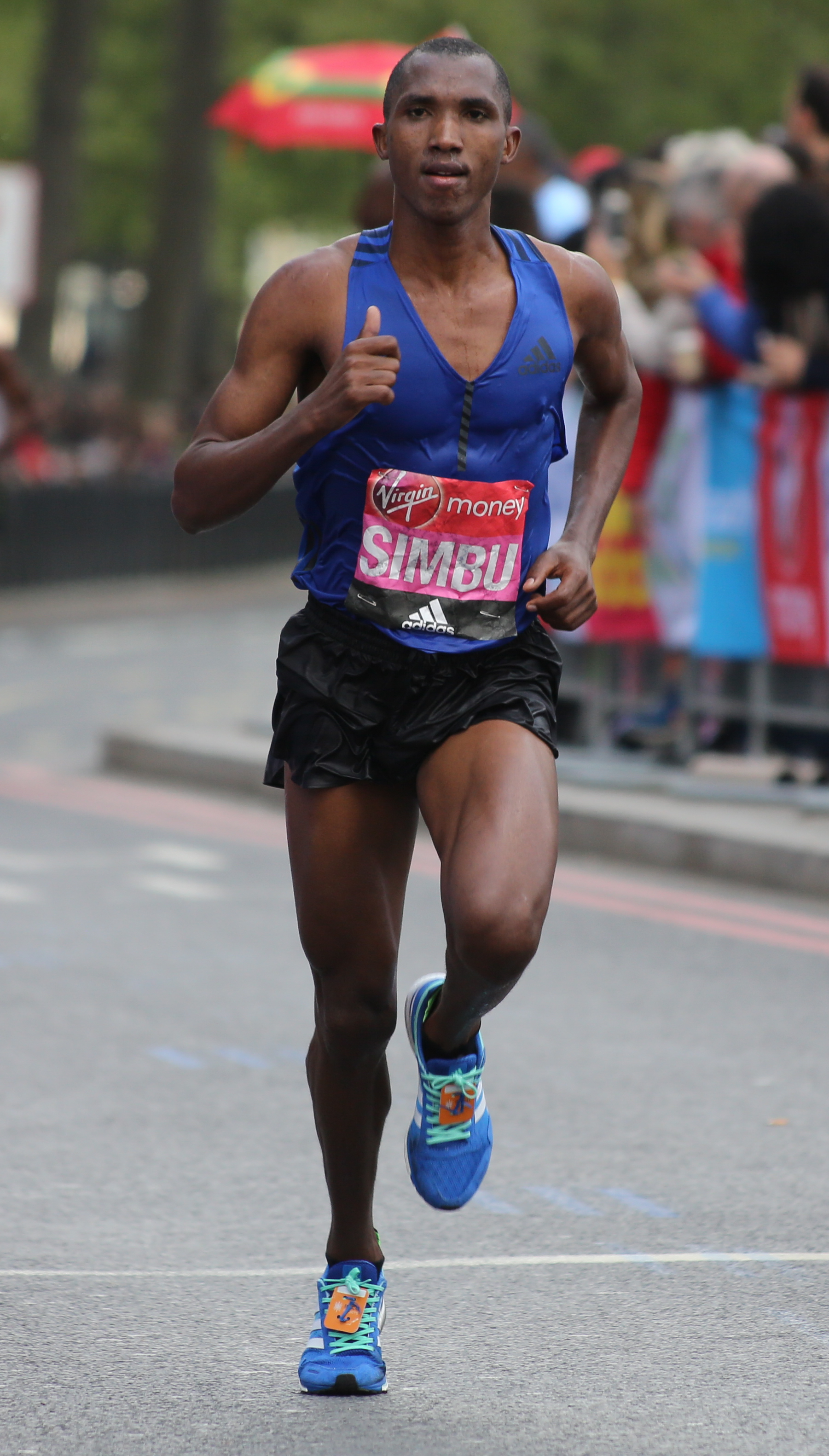
Der fünftplatzierte Alphonce Felix Simbu

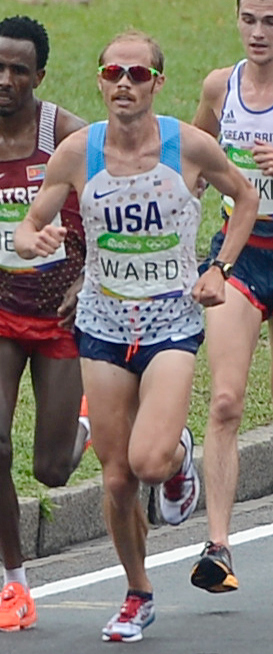
Jared Ward – Rang sechs

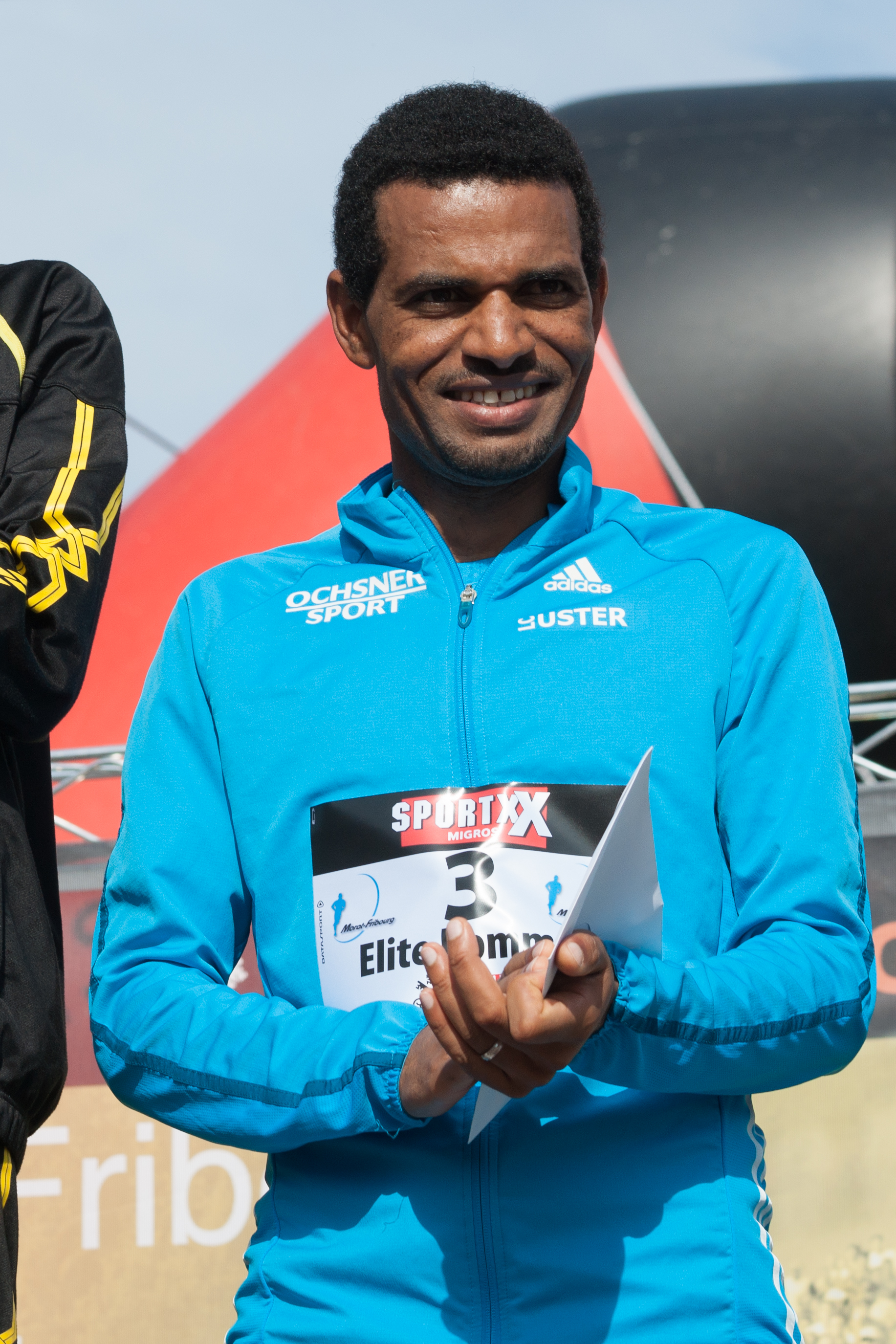
Tadesse Abraham belegte Rang sieben

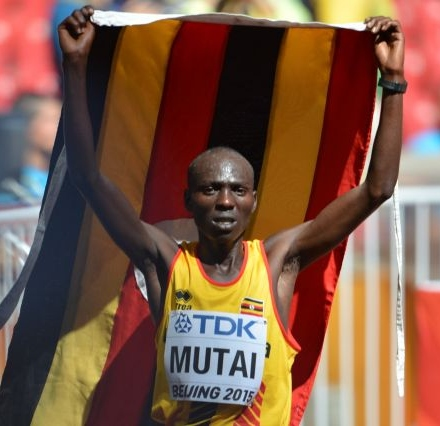
Rang acht für Munyo Solomon Mutai

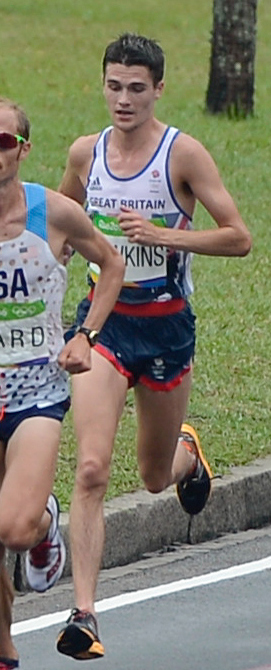
Callum Hawkins – Platz neun

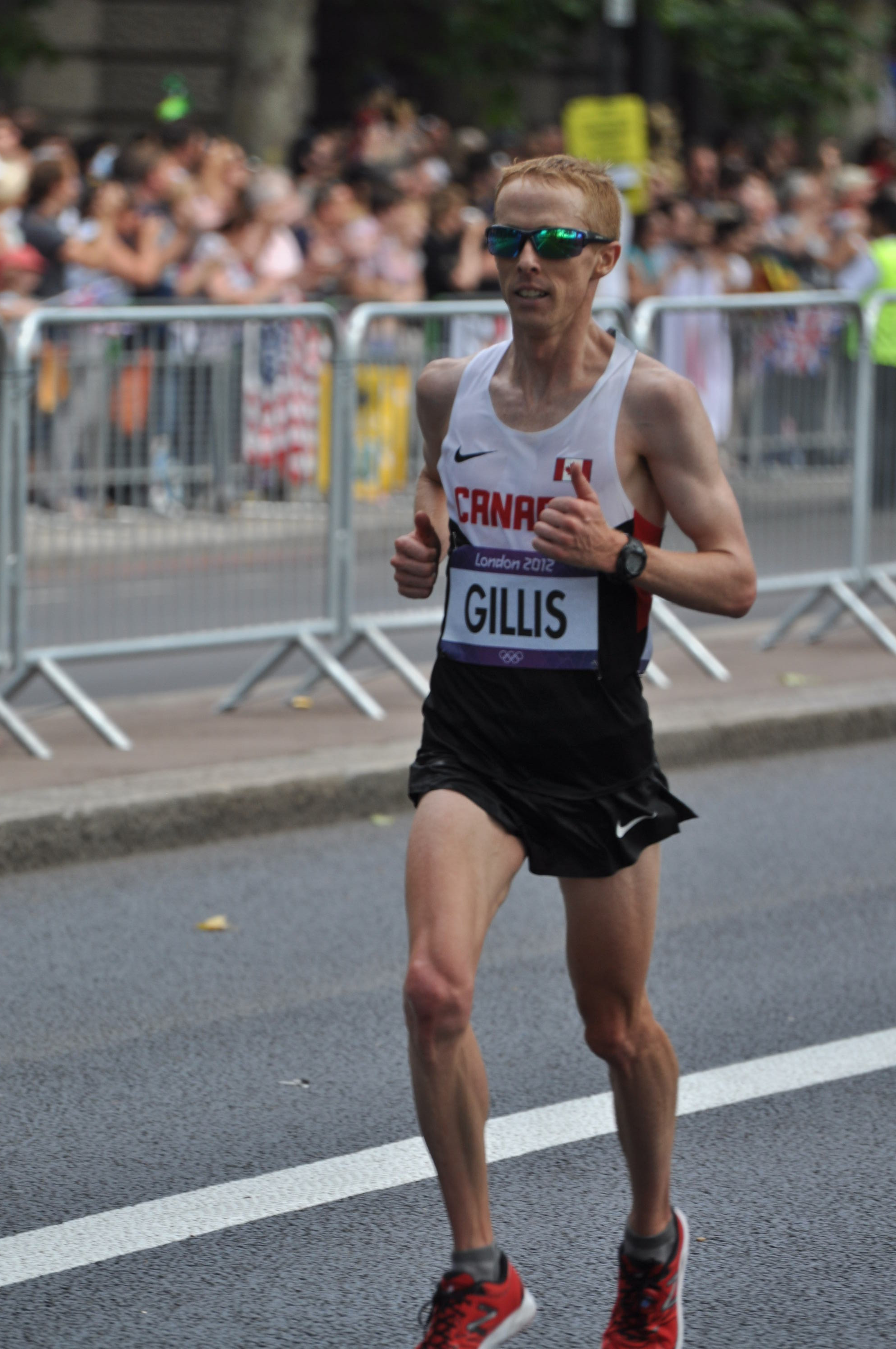
Eric Gillis belegte Rang zehn

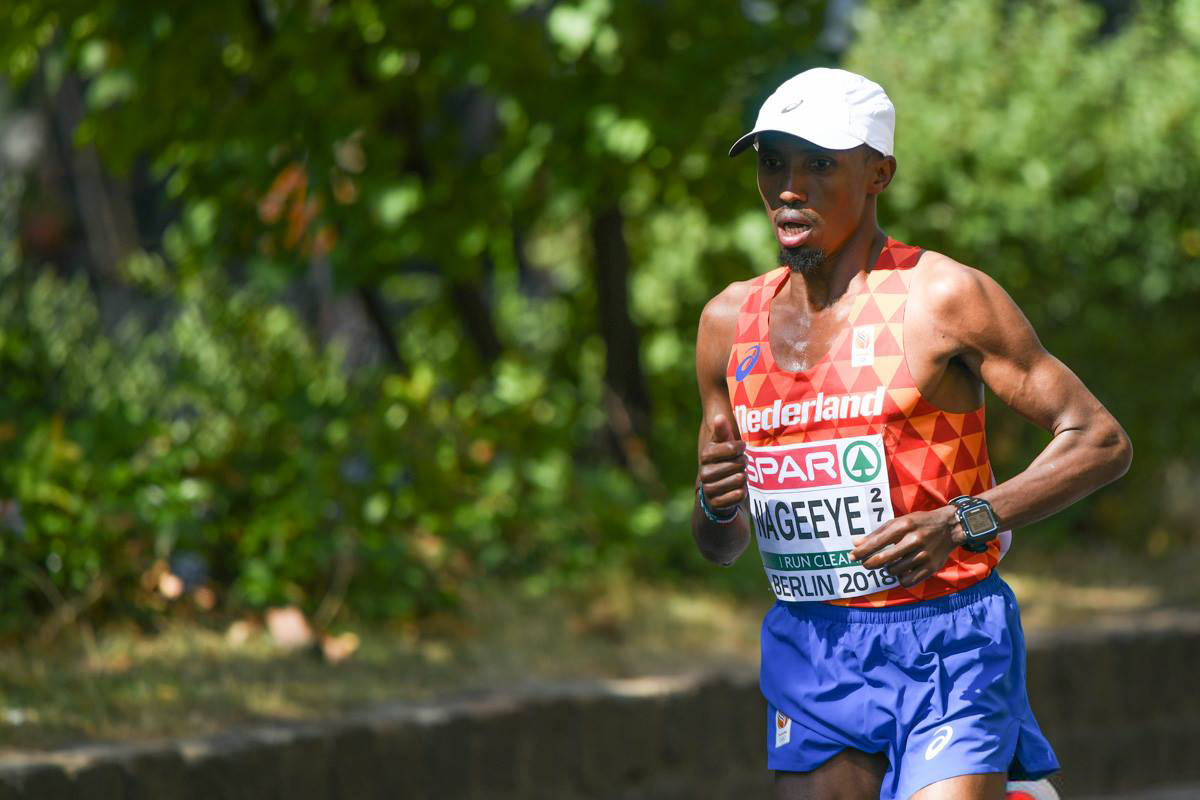
Abdi Nageeye – Platz elf

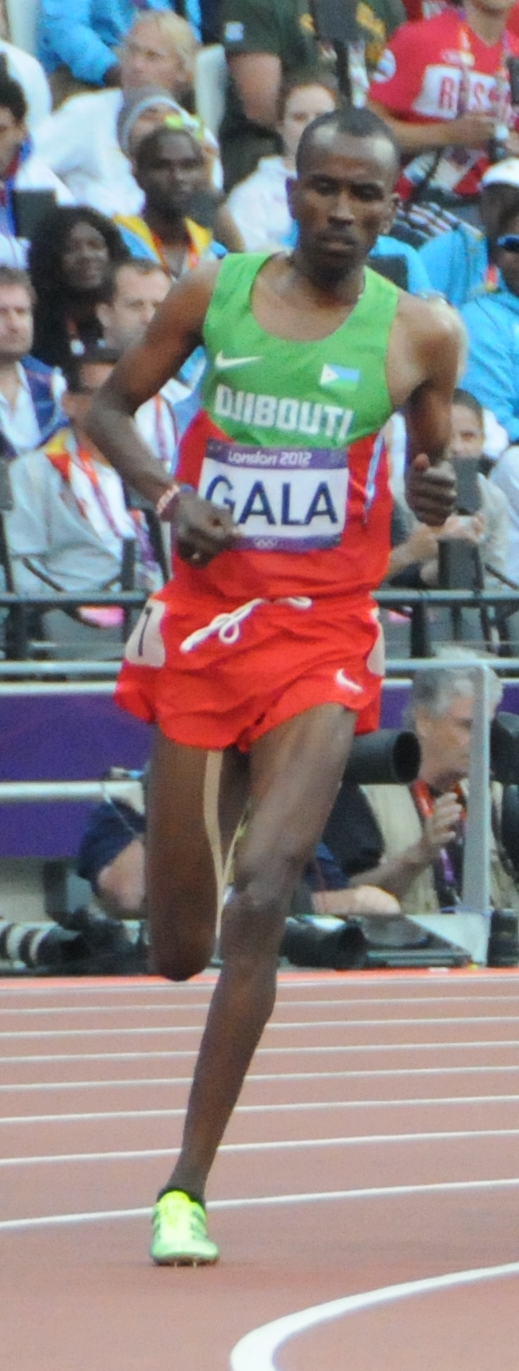
Mumin Gala – Platz zwölf

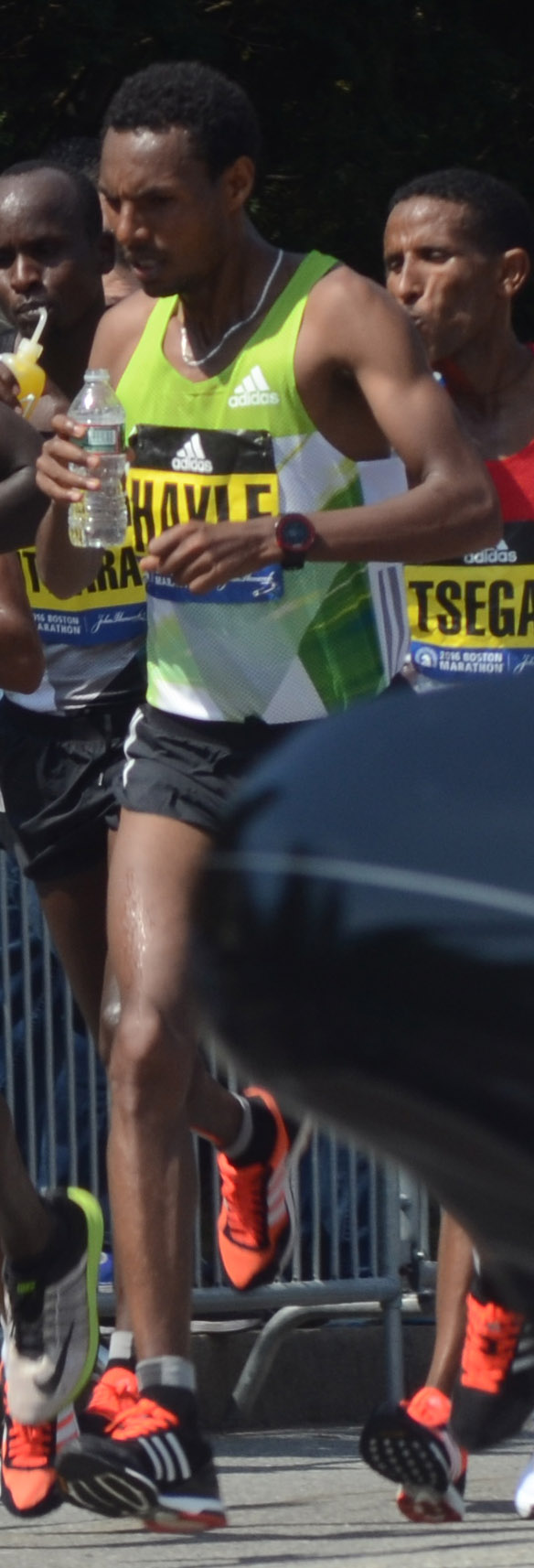
Lemi Berhanu – Platz dreizehn

21. August 2016, 9:30 Uhr
| Zwischenzeiten      | Zwischenzeiten | Zwischenzeiten                                                                                 | Zwischenzeiten |
| Zwischenzeit- Marke | Zwischenzeit   | Führende(r)                                                                                    | 5-km-Zeit      |
| ------------------- | -------------- | ---------------------------------------------------------------------------------------------- | -------------- |
| 05 km               | 15:31 min      | Abraham Niyonkuru in großer Gruppe                                                             | 15:31 min      |
| 10 km               | 31:08 min      | Ghirmay Ghebreslassie – in großer Gruppe                                                       | 15:37 min      |
| 15 km               | 46:53 min      | Eliud Kipchoge – in großer Gruppe                                                              | 15:45 min      |
| 20 km               | 1:02:27 h00    | Ghirmay Ghebreslassie – in großer Gruppe                                                       | 15:34 min      |
| 25 km               | 1:18:12 h00    | Lemi Berhanu – in großer Gruppe                                                                | 15:45 min      |
| 30 km               | 1:33:15 h00    | Lemi Berhanu – in 9-köpfiger Spitzengruppe                                                     | 15:03 min      |
| 35 km               | 1:47:40 h00    | Kipchoge, Lilesa, Rupp – 57 s vor Berhanu, Biwott, Mutai                                       | 14:25 min      |
| 40 km               | 2:02:24 h00    | Kipchoge – 36 s vor Lilesa / 48 s vor Rupp / 1:47 min vor Ghebreslassie und 2:02 min vor Simbu | 14:44 min      |

| Platz | Name                           | Nation                       | Zeit (h) | Anmerkung             |
| ----- | ------------------------------ | ---------------------------- | -------- | --------------------- |
| 1     | Eliud Kipchoge                 | Kenia                        | 2:08:44  |                       |
| 2     | Feyisa Lilesa                  | Äthiopien                    | 2:09:54  |                       |
| 3     | Galen Rupp                     | USA                          | 2:10:05  | PB                    |
| 4     | Ghirmay Ghebreslassie          | Eritrea                      | 2:11:04  |                       |
| 5     | Alphonce Felix Simbu           | Tansania                     | 2:11:15  |                       |
| 6     | Jared Ward                     | USA                          | 2:11:30  | PB                    |
| 7     | Tadesse Abraham                | Schweiz                      | 2:11:42  |                       |
| 8     | Munyo Solomon Mutai            | Uganda                       | 2:11:49  | SB                    |
| 9     | Callum Hawkins                 | Großbritannien               | 2:11:52  |                       |
| 10    | Eric Gillis                    | Kanada                       | 2:12:29  |                       |
| 11    | Abdi Nageeye                   | Niederlande                  | 2:13:01  |                       |
| 12    | Mumin Gala                     | Dschibuti                    | 2:13:04  | PB                    |
| 13    | Lemi Berhanu                   | Äthiopien                    | 2:13:29  |                       |
| 14    | Stephen Kiprotich              | Uganda                       | 2:13:32  |                       |
| 15    | Paulo Roberto Paula            | Brasilien                    | 2:13:56  | SB                    |
| 16    | Satoru Sasaki                  | Japan                        | 2:13:57  |                       |
| 17    | Kaan Kigen Özbilen             | Türkei                       | 2:14:11  |                       |
| 18    | Bayron Piedra                  | Ecuador                      | 2:14:12  | PB                    |
| 19    | Sondre Nordstad Moen           | Norwegen                     | 2:14:17  |                       |
| 20    | Oleksandr Sitkowskyj           | Ukraine                      | 2:14:24  |                       |
| 21    | Amanuel Mesel                  | Eritrea                      | 2:14:37  |                       |
| 22    | Koen Naert                     | Belgien                      | 2:14:53  |                       |
| 23    | Reid Coolsaet                  | Kanada                       | 2:14:58  |                       |
| 24    | Lusapho April                  | Südafrika                    | 2:15:24  |                       |
| 25    | Thonakal Gopi                  | Indien                       | 2:15:25  | PB                    |
| 26    | Kheta Ram                      | Indien                       | 2:15:26  | PB                    |
| 27    | Pak Chol                       | Nordkorea                    | 2:15:27  |                       |
| 28    | Evans Kiplagat                 | Aserbaidschan                | 2:15:31  |                       |
| 29    | Dong Guojian                   | Volksrepublik China          | 2:15:32  |                       |
| 30    | Ihor Olefirenko                | Ukraine                      | 2:15:36  |                       |
| 31    | Liam Adams                     | Australien                   | 2:16:12  |                       |
| 32    | Paul Pollock                   | Irland                       | 2:16:24  |                       |
| 33    | Meb Keflezighi                 | USA                          | 2:16:46  |                       |
| 34    | Anuradha Cooray                | Sri Lanka                    | 2:17:06  |                       |
| 35    | Abdi Hakin Ulad                | Dänemark                     | 2:17:06  |                       |
| 36    | Suehiro Ishikawa               | Japan                        | 2:17:08  |                       |
| 37    | Marius Ionescu                 | Rumänien                     | 2:17:27  |                       |
| 38    | Ruggero Pertile                | Italien                      | 2:17:30  |                       |
| 39    | Artur Kozłowski                | Polen                        | 2:17:34  |                       |
| 40    | Nicolás Cuestas                | Uruguay                      | 2:17:44  |                       |
| 41    | Pardon Ndhlovu                 | Simbabwe                     | 2:17:48  |                       |
| 42    | Víctor Aravena                 | Chile                        | 2:17:49  |                       |
| 43    | Saidi Juma Makula              | Tansania                     | 2:17:49  |                       |
| 44    | Florent Caelen                 | Belgien                      | 2:17:59  |                       |
| 45    | Raul Machacuay                 | Peru                         | 2:18:00  |                       |
| 46    | Richer Pérez                   | Kuba                         | 2:18:05  |                       |
| 47    | Michael Shelley                | Australien                   | 2:18:06  |                       |
| 48    | Ihor Russ                      | Ukraine                      | 2:18:19  |                       |
| 49    | Carles Castillejo              | Spanien                      | 2:18:34  |                       |
| 50    | Andrés Zamora                  | Uruguay                      | 2:18:36  | PB                    |
| 51    | Ercan Muslu                    | Türkei                       | 2:18:40  |                       |
| 52    | Cristhian Pacheco              | Peru                         | 2:18:41  |                       |
| 53    | Mariano Mastromarino           | Argentinien                  | 2:18:44  |                       |
| 54    | Daniel Vargas                  | Mexiko                       | 2:18:51  |                       |
| 55    | Philipp Pflieger               | Deutschland                  | 2:18:56  |                       |
| 56    | Willem Van Schuerbeeck         | Belgien                      | 2:18:56  | SB                    |
| 57    | Stefano La Rosa                | Italien                      | 2:18:57  |                       |
| 58    | Cuthbert Nyasango              | Simbabwe                     | 2:18:58  |                       |
| 59    | Marílson dos Santos            | Brasilien                    | 2:19:09  |                       |
| 60    | Tewelde Estifanos              | Eritrea                      | 2:19:12  |                       |
| 61    | Roman Fosti                    | Estland                      | 2:19:26  |                       |
| 62    | Atef Saad                      | Tunesien                     | 2:19:50  |                       |
| 63    | Tiidrek Nurme                  | Estland                      | 2:20:01  |                       |
| 64    | Kevin Seaward                  | Irland                       | 2:20:06  |                       |
| 65    | Jesús España                   | Spanien                      | 2:20:08  |                       |
| 66    | Raúl Pacheco                   | Peru                         | 2:20:13  |                       |
| 67    | Juan Carlos Trujillo           | Guatemala                    | 2:20:24  |                       |
| 68    | Stsiapan Rahautsou             | Belarus                      | 2:20:34  |                       |
| 69    | Mynhardt Mbeumuna Kawanivi     | Namibia                      | 2:20:45  | SB                    |
| 70    | Julian Flügel                  | Deutschland                  | 2:20:47  |                       |
| 71    | Dawit Charasischwili           | Georgien                     | 2:20:47  |                       |
| 72    | Rachid Kisri                   | Marokko                      | 2:21:00  |                       |
| 73    | Marhu Teferi                   | Israel                       | 2:21:06  |                       |
| 74    | Remigijus Kančys               | Litauen                      | 2:21:10  |                       |
| 75    | Christian Kreienbühl           | Schweiz                      | 2:21:13  |                       |
| 76    | Mohamed Hrezi                  | Libyen                       | 2:21:17  |                       |
| 77    | Solonei da Silva               | Brasilien                    | 2:22:05  |                       |
| 78    | Andrés Ruiz                    | Kolumbien                    | 2:22:09  |                       |
| 79    | Jackson Kiprop                 | Uganda                       | 2:22:09  |                       |
| 80    | Scott Westcott                 | Australien                   | 2:22:19  |                       |
| 81    | Guor Marial                    | Südsudan                     | 2:22:45  | SB                    |
| 82    | Uladzislau Pramau              | Belarus                      | 2:22:48  |                       |
| 83    | Nitendra Singh Rawat           | Indien                       | 2:22:52  |                       |
| 84    | Miguel Ángel Almachi           | Ecuador                      | 2:23:00  |                       |
| 85    | Ilja Tjapkin                   | Kirgisistan                  | 2:23:19  |                       |
| 86    | Gábor Józsa                    | Ungarn                       | 2:23:22  |                       |
| 87    | Gerald Giraldo                 | Kolumbien                    | 2:23:48  |                       |
| 88    | Luis Ariel Molina              | Argentinien                  | 2:23:55  |                       |
| 89    | Yonas Kinde                    | Refugee Olympic Team         | 2:24:08  | Heimatland: Äthiopien |
| 90    | Duo Bujie                      | Volksrepublik China          | 2:24:22  |                       |
| 91    | Bat-Otschiryn Ser-Od           | Mongolei                     | 2:24:26  |                       |
| 92    | Jordan Chipangama              | Sambia                       | 2:24:58  |                       |
| 93    | Hisanori Kitajima              | Japan                        | 2:25:11  |                       |
| 94    | Lebenya Nkoka                  | Lesotho                      | 2:25:13  |                       |
| 95    | Zhu Renxue                     | Volksrepublik China          | 2:25:31  |                       |
| 96    | Sibusiso Nzima                 | Südafrika                    | 2:25:33  |                       |
| 97    | Daniel Estrada                 | Chile                        | 2:25:33  |                       |
| 98    | Ambroise Uwiragiye             | Ruanda                       | 2:25:57  |                       |
| 99    | Ho Chin-ping                   | Chinesisch Taipeh            | 2:26:00  |                       |
| 100   | Michail Krassilow              | Kasachstan                   | 2:26:11  |                       |
| 101   | David Carver                   | Mauritius                    | 2:26:16  |                       |
| 102   | Mick Clohisey                  | Irland                       | 2:26:34  |                       |
| 103   | Hakim Sadi                     | Algerien                     | 2:26:47  |                       |
| 104   | Roman Prodius                  | Moldau                       | 2:27:01  |                       |
| 105   | Luis Alberto Orta              | Venezuela                    | 2:27:05  |                       |
| 106   | Dambadardschaagiin Gantulga    | Mongolei                     | 2:27:42  |                       |
| 107   | Enzo Yanez                     | Chile                        | 2:27:47  |                       |
| 108   | Gáspár Csere                   | Ungarn                       | 2:28:03  |                       |
| 109   | Martín Cuestas                 | Uruguay                      | 2:28:10  |                       |
| 110   | Valdas Dopolskas               | Litauen                      | 2:28:21  |                       |
| 111   | Fabiano Joseph Naasi           | Tansania                     | 2:28:31  |                       |
| 112   | Kamongwa Salukombo Makorobondo | Demokratische Republik Kongo | 2:28:54  |                       |
| 113   | Derek Hawkins                  | Großbritannien               | 2:29:24  |                       |
| 114   | Pierre-Célestin Nihorimbere    | Burundi                      | 2:29:38  |                       |
| 115   | Christoforos Merousis          | Griechenland                 | 2:29:39  |                       |
| 116   | Anton Kosmač                   | Slowenien                    | 2:29:48  |                       |
| 117   | José Amado García              | Guatemala                    | 2:30:11  |                       |
| 118   | Anđelko Rističević             | Serbien                      | 2:30:17  |                       |
| 119   | Ricardo Ramos                  | Mexiko                       | 2:30:20  |                       |
| 120   | Tesama Moogas                  | Israel                       | 2:30:30  |                       |
| 121   | Ageze Guadie                   | Israel                       | 2:30:45  |                       |
| 122   | Rui Pedro Silva                | Portugal                     | 2:30:52  |                       |
| 123   | Segundo Jami                   | Ecuador                      | 2:31:07  |                       |
| 124   | Diego Colorado                 | Kolumbien                    | 2:31:20  |                       |
| 125   | Bekir Karayel                  | Türkei                       | 2:31:27  |                       |
| 126   | Nicolae Soare                  | Rumänien                     | 2:31:53  |                       |
| 127   | Yared Shegumo                  | Polen                        | 2:31:54  |                       |
| 128   | Mohammad Jafar Moradi          | Iran                         | 2:31:58  |                       |
| 129   | Tseweenrawdangiin Bjambadschaw | Mongolei                     | 2:36:14  |                       |
| 130   | Son Myeong-jun                 | Südkorea                     | 2:36:21  |                       |
| 131   | Michael Kalomiris              | Griechenland                 | 2:37:03  |                       |
| 132   | Boonthung Srisung              | Thailand                     | 2:37:46  |                       |
| 133   | Ricardo Ribas                  | Portugal                     | 2:38:29  |                       |
| 134   | Jorge Castelblanco             | Panama                       | 2:39:25  |                       |
| 135   | Derlis Ayala                   | Paraguay                     | 2:39:40  |                       |
| 136   | Federico Bruno                 | Argentinien                  | 2:40:05  |                       |
| 137   | Shim Jung-sub                  | Südkorea                     | 2:42:42  |                       |
| 138   | Kuniaki Takizaki               | Kambodscha                   | 2:45:55  |                       |
| 139   | Methkal Abu Drais              | Jordanien                    | 2:46:18  |                       |
| DNF   | Tesfaye Abera                  | Äthiopien                    |          |                       |
| DNF   | Alemu Bekele                   | Bahrain                      |          |                       |
| DNF   | Stanley Kipleting Biwott       | Kenia                        |          |                       |
| DNF   | Lungile Gongqa                 | Südafrika                    |          |                       |
| DNF   | Wissem Hosni                   | Tunesien                     |          |                       |
| DNF   | Wirimai Juwawo                 | Simbabwe                     |          |                       |
| DNF   | Isaac Korir                    | Bahrain                      |          |                       |
| DNF   | Wesley Korir                   | Kenia                        |          |                       |
| DNF   | El Hadi Laameche               | Algerien                     |          |                       |
| DNF   | Tsepo Mathibelle               | Lesotho                      |          |                       |
| DNF   | Daniele Meucci                 | Italien                      |          |                       |
| DNF   | Abraham Niyonkuru              | Burundi                      |          |                       |
| DNF   | Andrey Petrov                  | Usbekistan                   |          |                       |
| DNF   | Henryk Szost                   | Polen                        |          |                       |
| DNF   | Tsegai Tewelde                 | Großbritannien               |          |                       |
| DOP   | Abdelmajid El Hissouf          | Marokko                      |          | [ 3 ]                 |

## Rennenverlauf
Das Rennen wurde bei leichtem Regen gestartet. Das Läuferfeld blieb lange zusammen, die fünf-km-Abschnitte wurden in 15:30 min oder sogar noch etwas langsamer absolviert. Die Führungsgruppe war für lange Zeit sehr groß, noch zur Halbzeit des Rennens bestand sie aus 46 Athleten. Für ein schnelles Tempo waren die Temperaturen zu hoch. Bei Kilometer dreißig hatte sich die Spitzengruppe mit dem führenden Äthiopier Lemi Berhanu auf neun Läufer reduziert. Auch der Olympiasieger von 2012 Stephen Kiprotich aus Uganda und der amtierende Weltmeister Ghirmay Ghebreslassie aus Eritrea hatten den Anschluss verloren.
Nun forcierte der Kenianer Eliud Kipchoge das Tempo deutlich. Nach weiteren zwei Kilometern hatten sich mit Kipchoge, dem Äthiopier Feyisa Lilesa, Berhanu und dem US-Amerikaner Galen Rupp vier Läufer abgesetzt. Bei Kilometer 33 musste auch Berhanu abreißen lassen. Kipchoge, Lilesa und Rupp führten mit einer knappen Minute vor einer dreiköpfigen Verfolgergruppe mit Berhanu, Munyo Solomon Mutai aus Uganda und dem Kenianer Stanley Kipleting Biwott. Kurze Zeit später verlor auch Rupp den Kontakt zu Lilesa und Kipchoge, blieb aber weiterhin Dritter. Lilesa und Kipchoge liefen nun Schulter an Schulter. Doch Lilesa konnte schließlich das Tempo nicht mehr halten und fiel zurück. Schon bald hatten die drei Spitzenreiter auf dem kurvigen Kurs keinen Blickkontakt mehr.
Hinter Rupp hatte sich Ghebreslassie auf den vierten Platz vorgearbeitet und machte sich an die Verfolgung des US-Amerikaners. Bei Kilometer vierzig führte Kipchoge mit 36 Sekunden vor Lilesa, der wiederum zwölf Sekunden vor Rupp lag. 59 Sekunden hinter Rupp folgte Ghebreslassie. Auf dem letzten langgezogenen Stück konnte Kipchoge seinen Vorsprung auf 1:10 Minuten vergrößern. Lilesa kam mit elf Sekunden vor Rupp als Zweiter ins Ziel.
Während des gesamten Rennens war die Strecke nass, der Himmel bewölkt. Mehrere Läufer erreichten das Ziel aufgrund dieser schwierigen äußeren Bedingungen mit erheblichen Erschöpfungsanzeichen. Meb Keflezhigi aus den USA rutschte kurz aus, dabei fiel er mit Kopf und Schultern hinter die Ziellinie. Nach einigen Liegestützen stand er auf und ging weiter. Der Iraner Mohammad Jafar Moradi erlitt während des Laufes eine Oberschenkelverletzung und konnte das Rennen nur auf allen vieren beenden. Auch der Argentinier Federico Bruno hatte sich verletzt. Er konnte sich nur noch seitwärts hüpfend fortbewegen. Mit Hilfe und Anfeuerung des Paraguayers Derlis Ayala erreichte auch er das Ziel.
Dieser Wettbewerb hatte mit 155 Startern das bislang größte Läuferfeld eines olympischen Marathonlaufs. Auch die 140 ins Ziel gekommenen Athleten bedeuteten eine neue Bestmarke. Die ersten 62 Sportler kamen in einer Zeit unter 2:20 h ins Ziel.
Der zweitplatzierte Äthiopier Feyisa Lilesa gehört dem in seiner Heimat unterdrückten Volk der Oromo an. Beim Zieleinlauf zeigte er gekreuzte Fäuste über dem Kopf, das Zeichen der Protestbewegung in Äthiopien, die erst zwei Wochen zuvor mit Gewalt niedergeschlagen worden war.

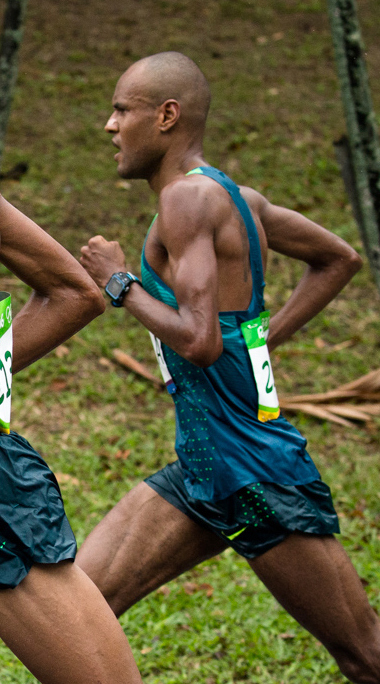
Paulo Roberto Paula – Platz fünfzehn
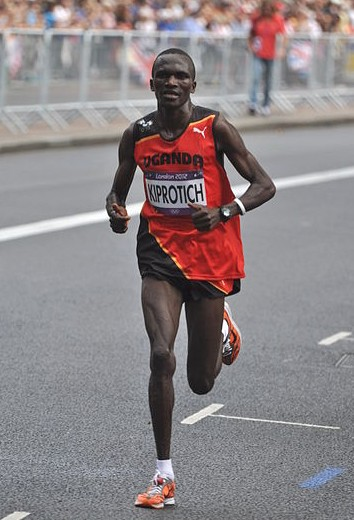
Stephen Kiprotich – Platz vierzehn
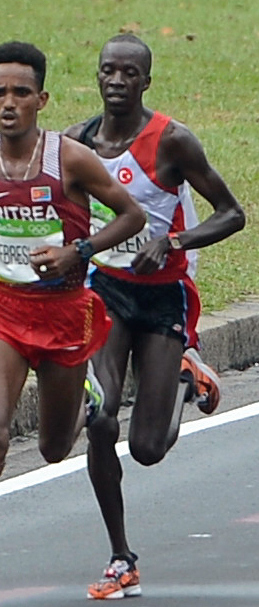
Kaan Kigen Özbilen (hintere Position) – Platz siebzehn
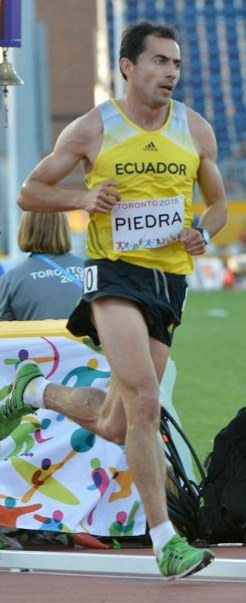
Bayron Piedra – Platz achtzehn
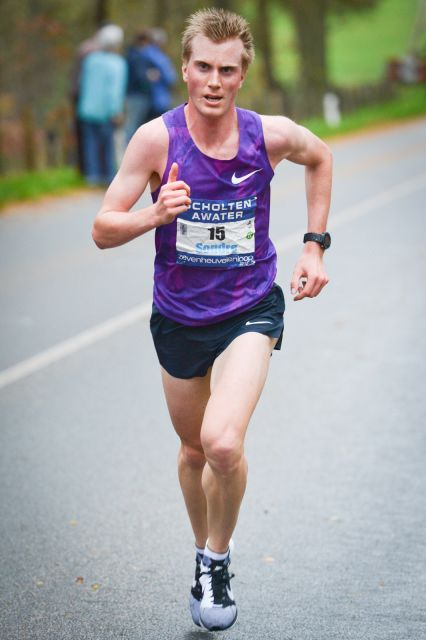
Sondre Nordstad Moen – Platz neunzehn
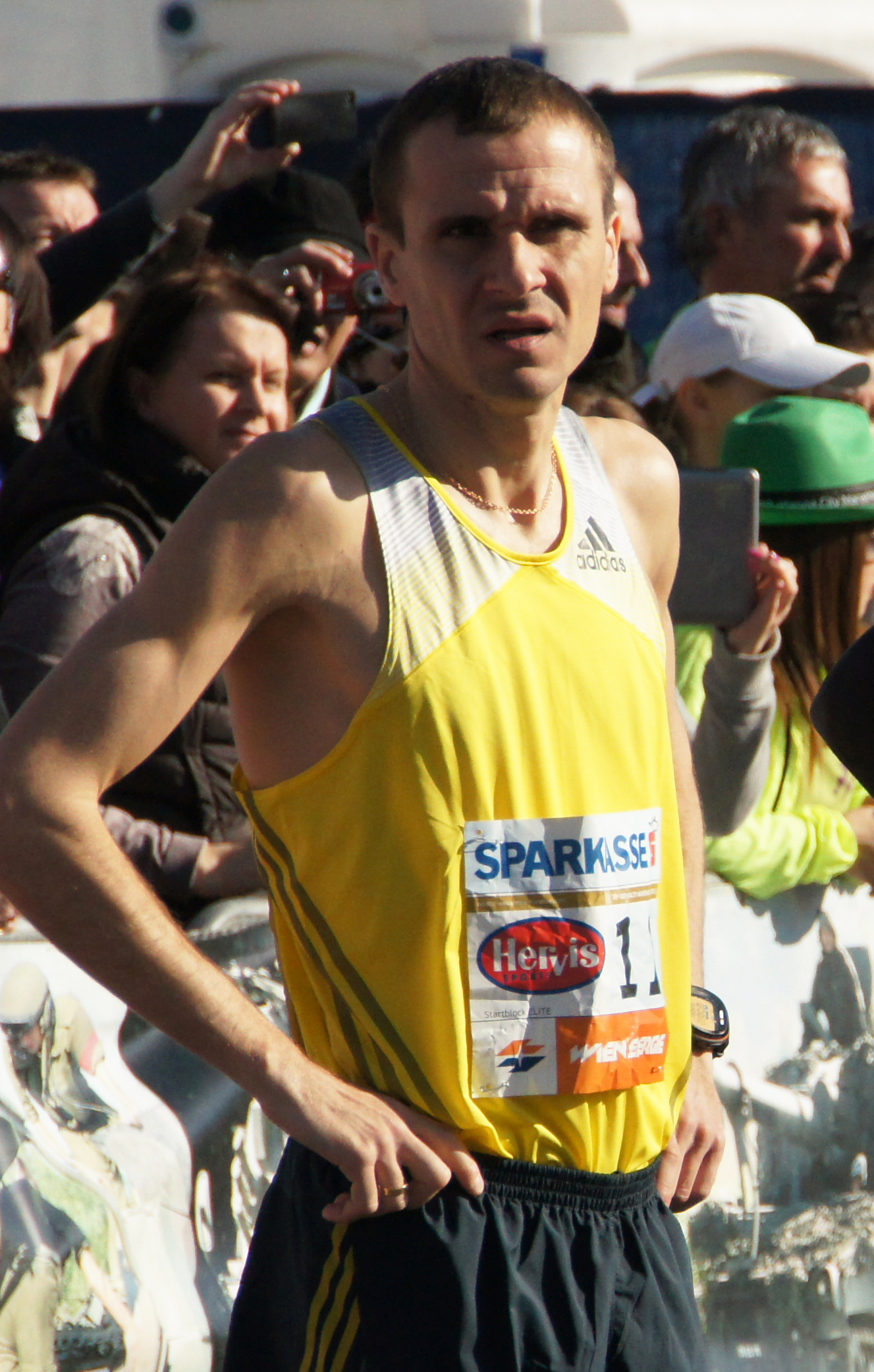
Oleksandr Sitkowskyj – Platz zwanzig
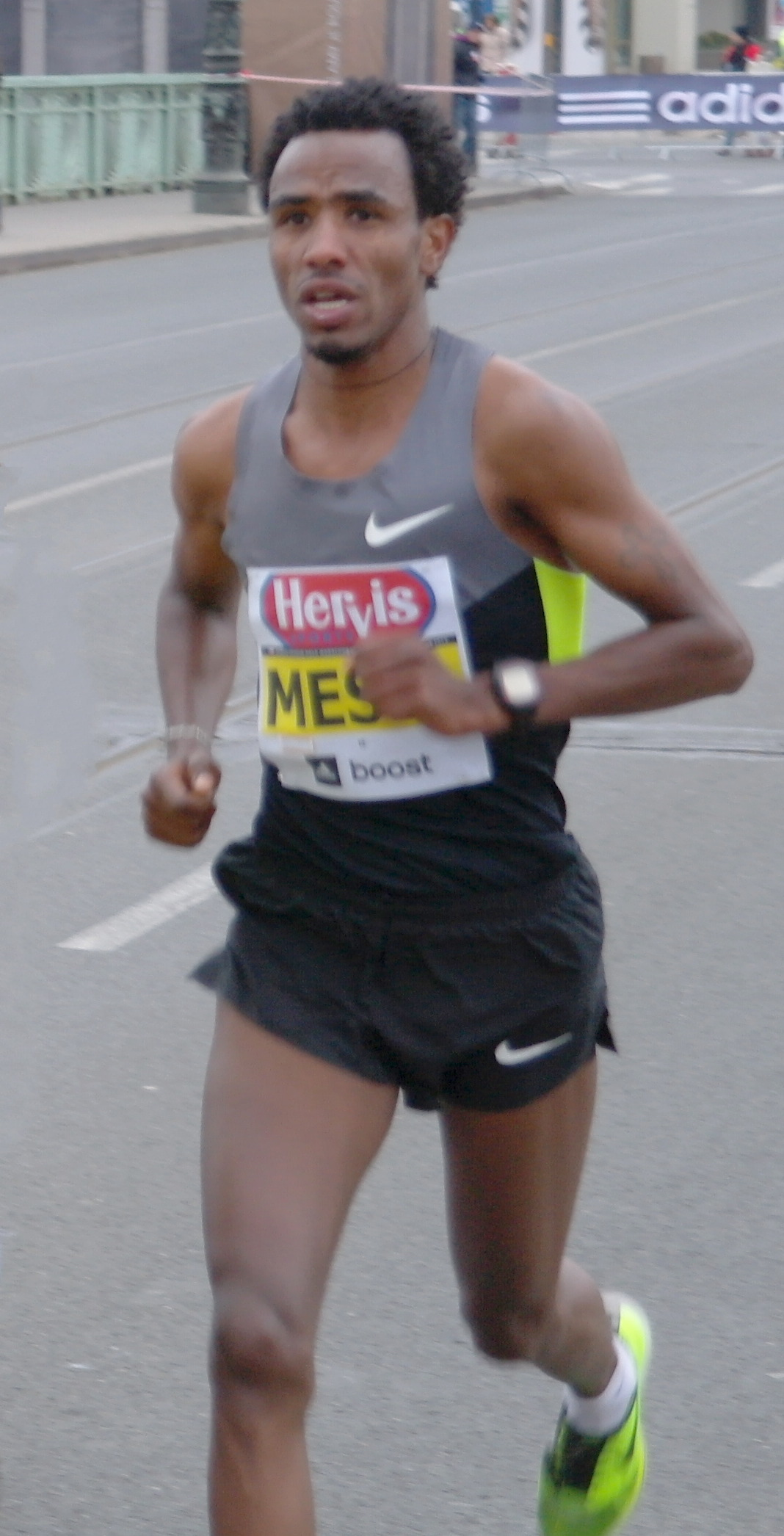
Amanuel Mesel – Platz 21
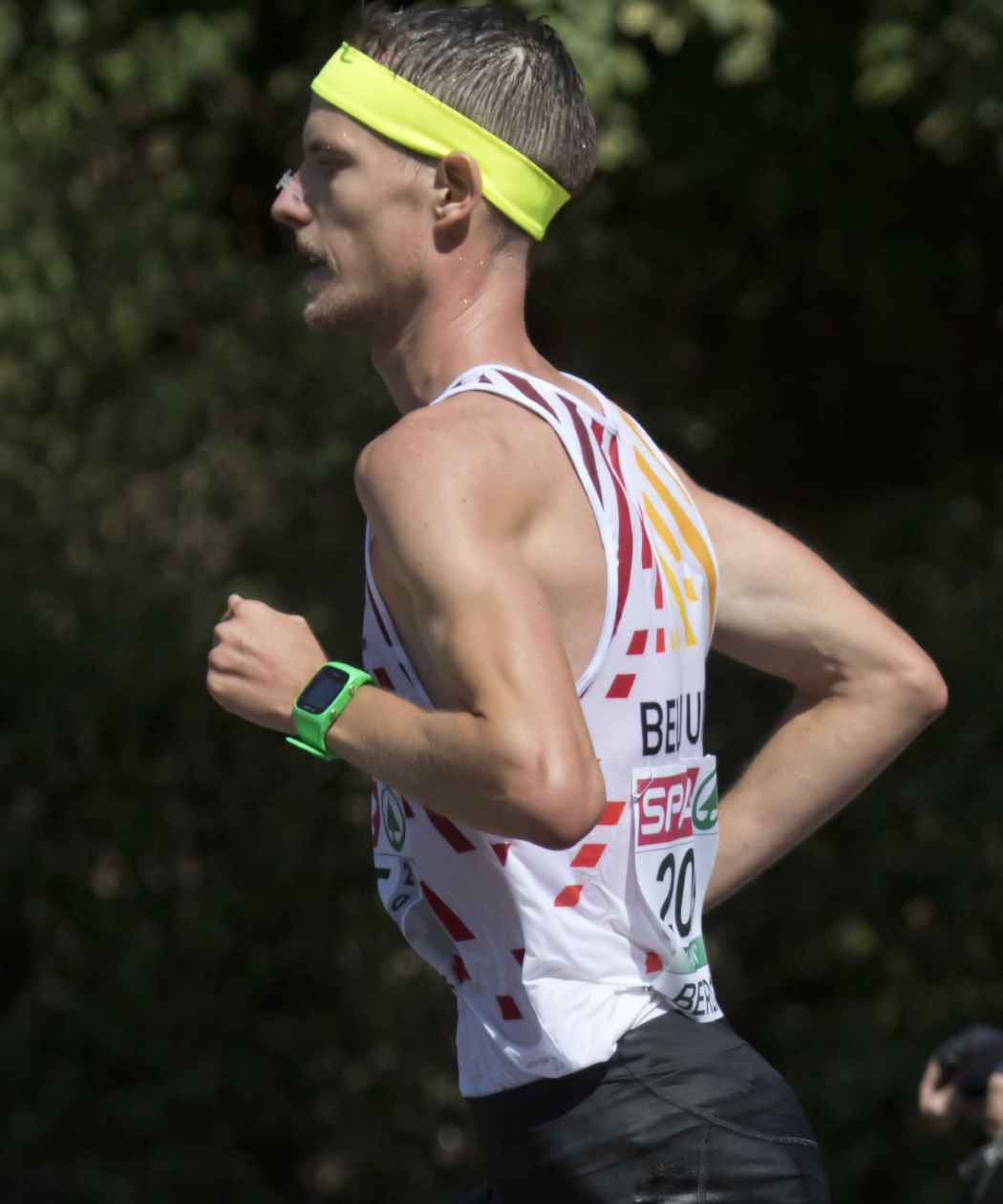
Koen Naert – Platz 22
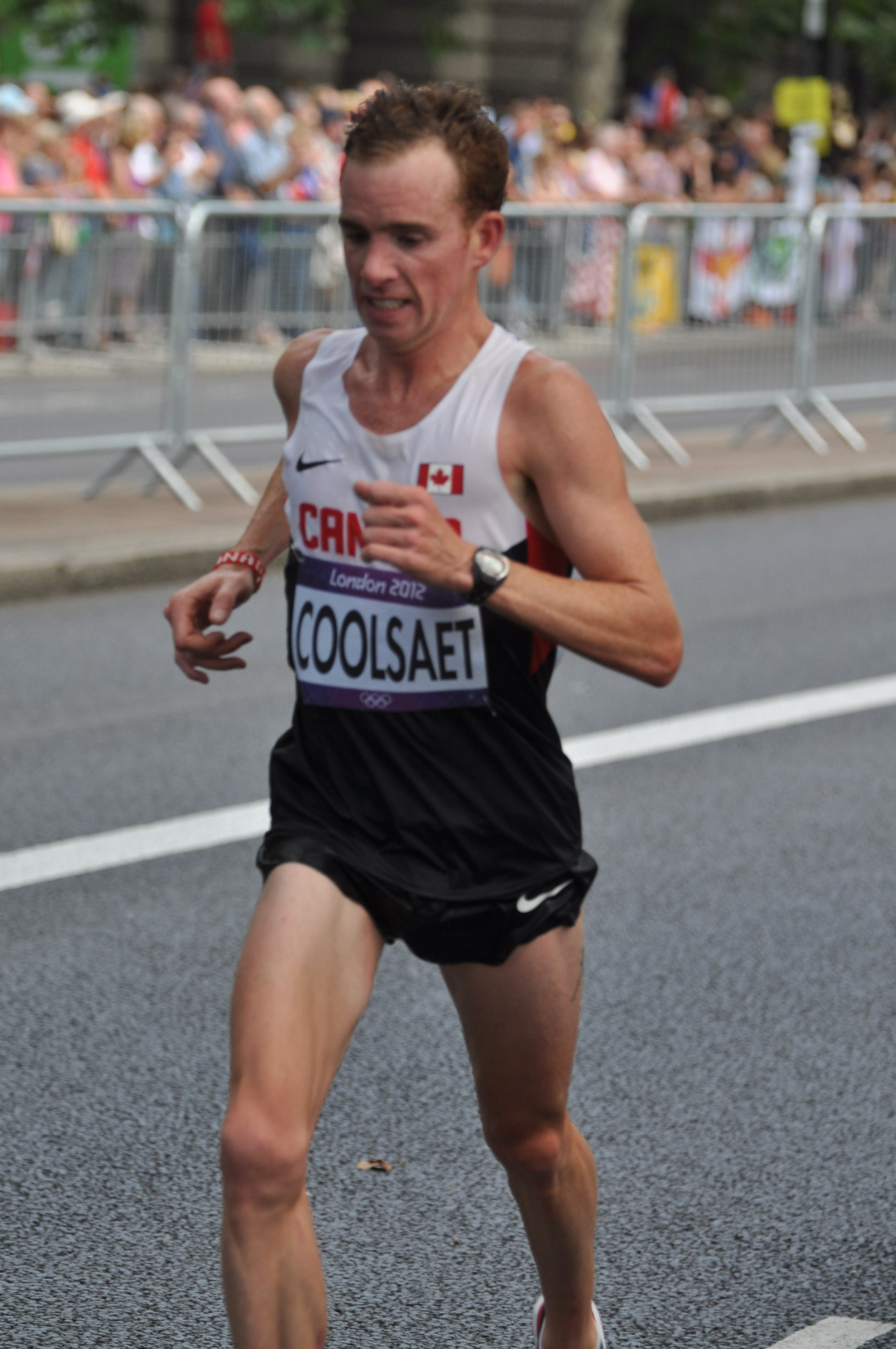
Reid Coolsaet – Platz 23
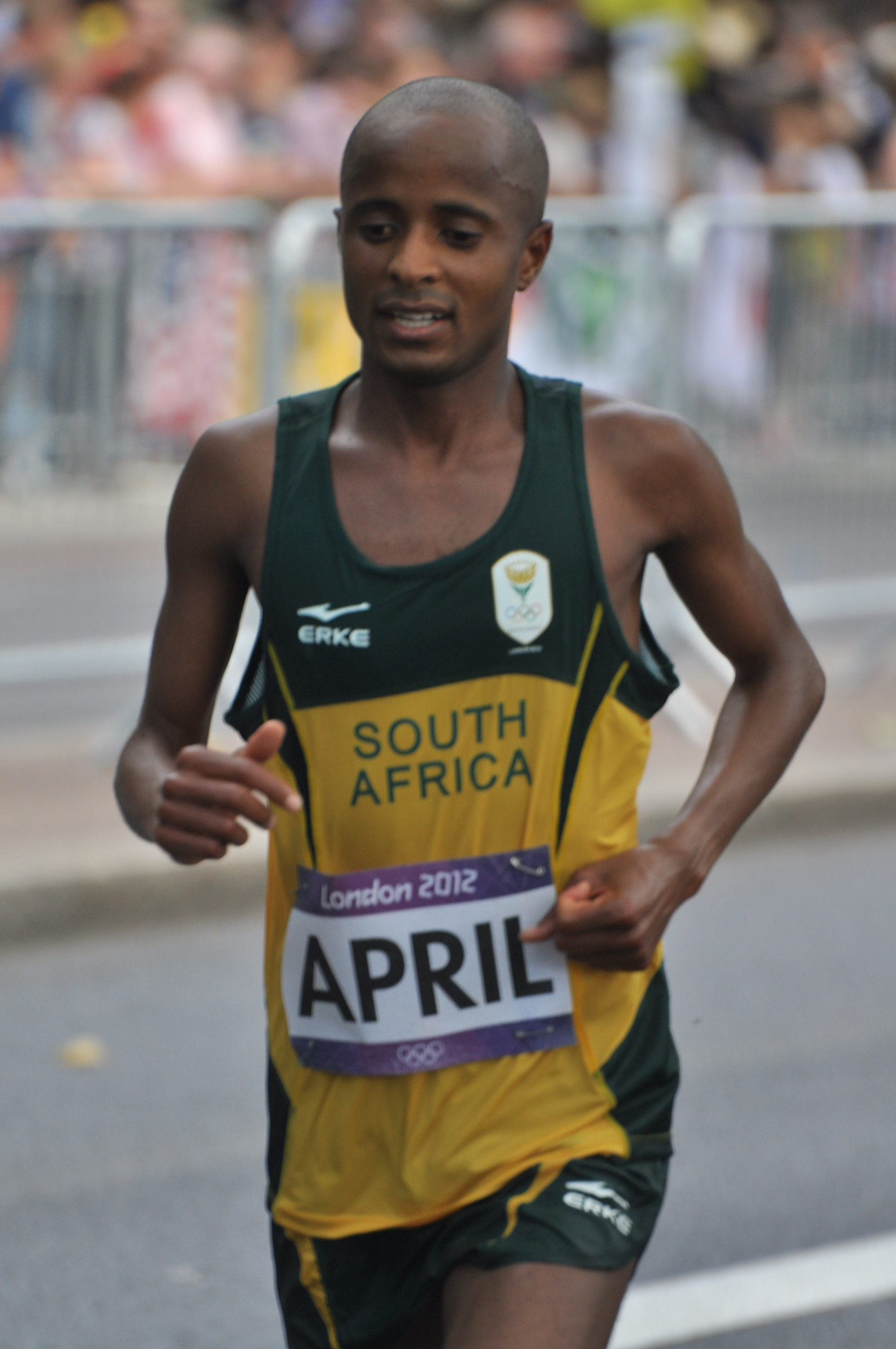
Lusapho April – Platz 24
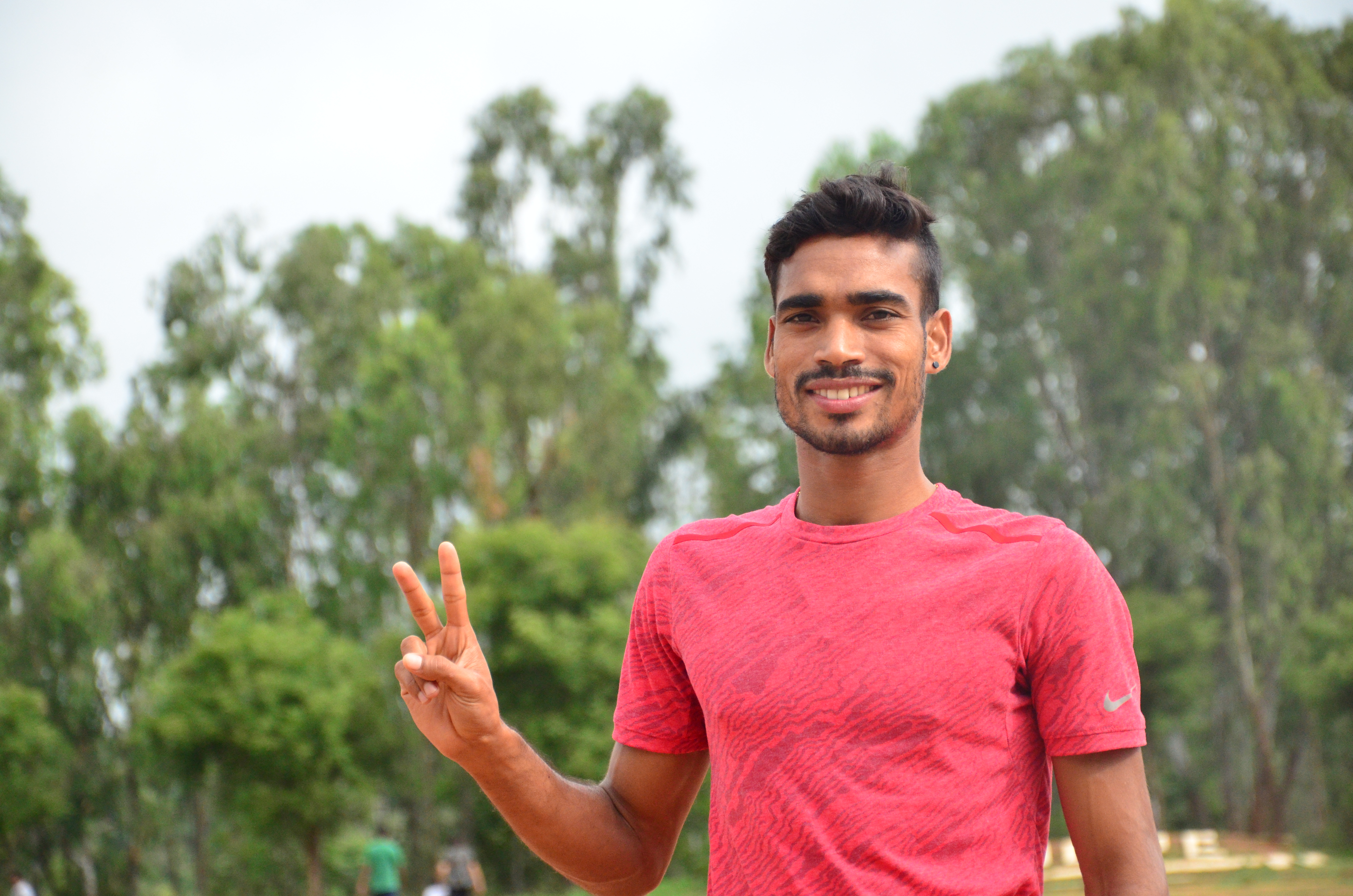
Thonakal Gopi – Platz 25
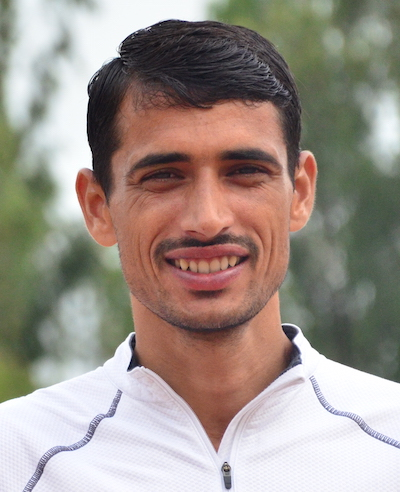
Kheta Ram – Platz 26
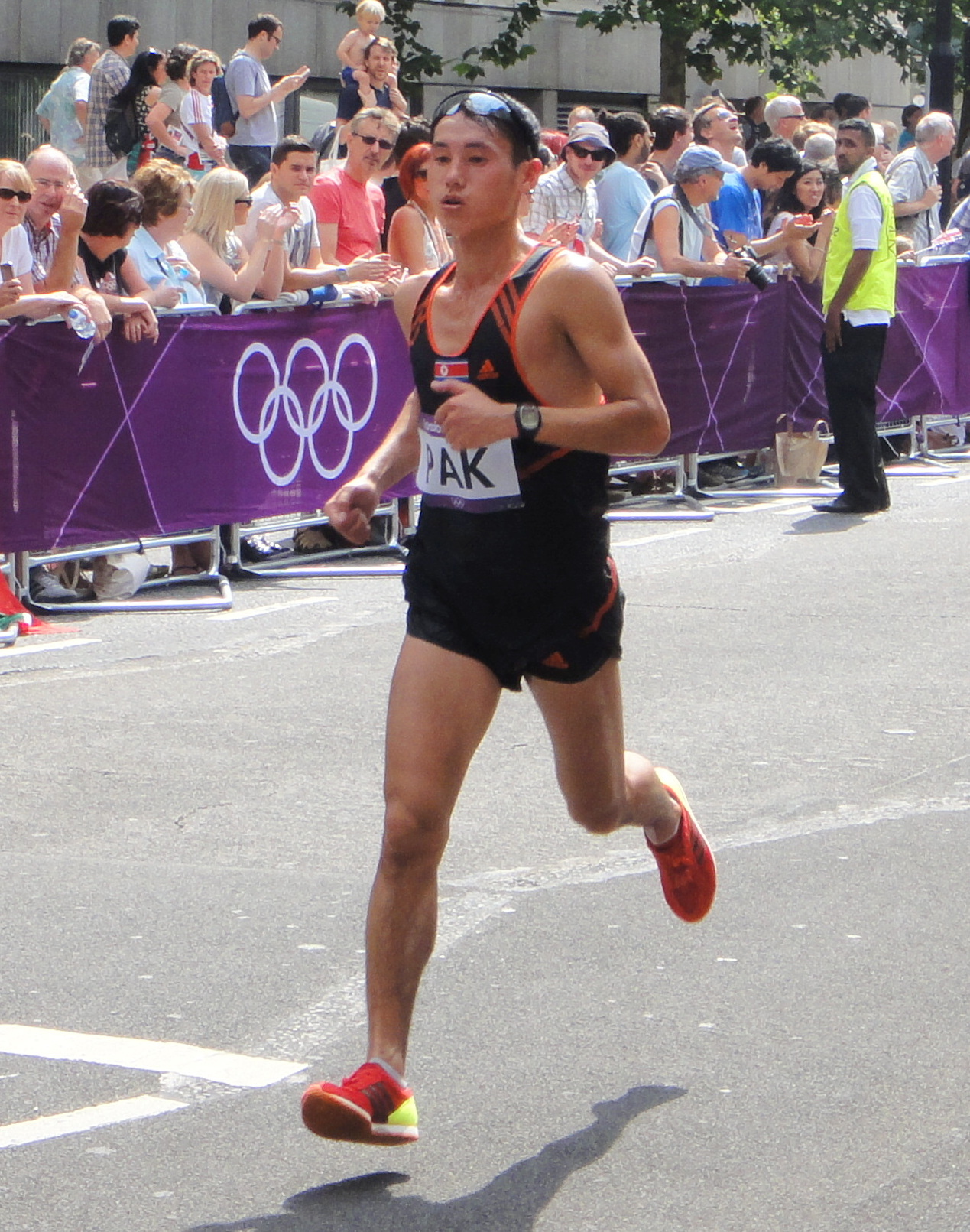
Pak Chol – Platz 27
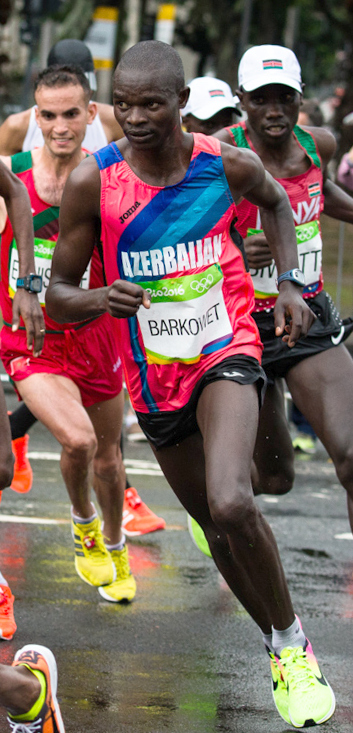
Evans Kiplagat – Platz 28
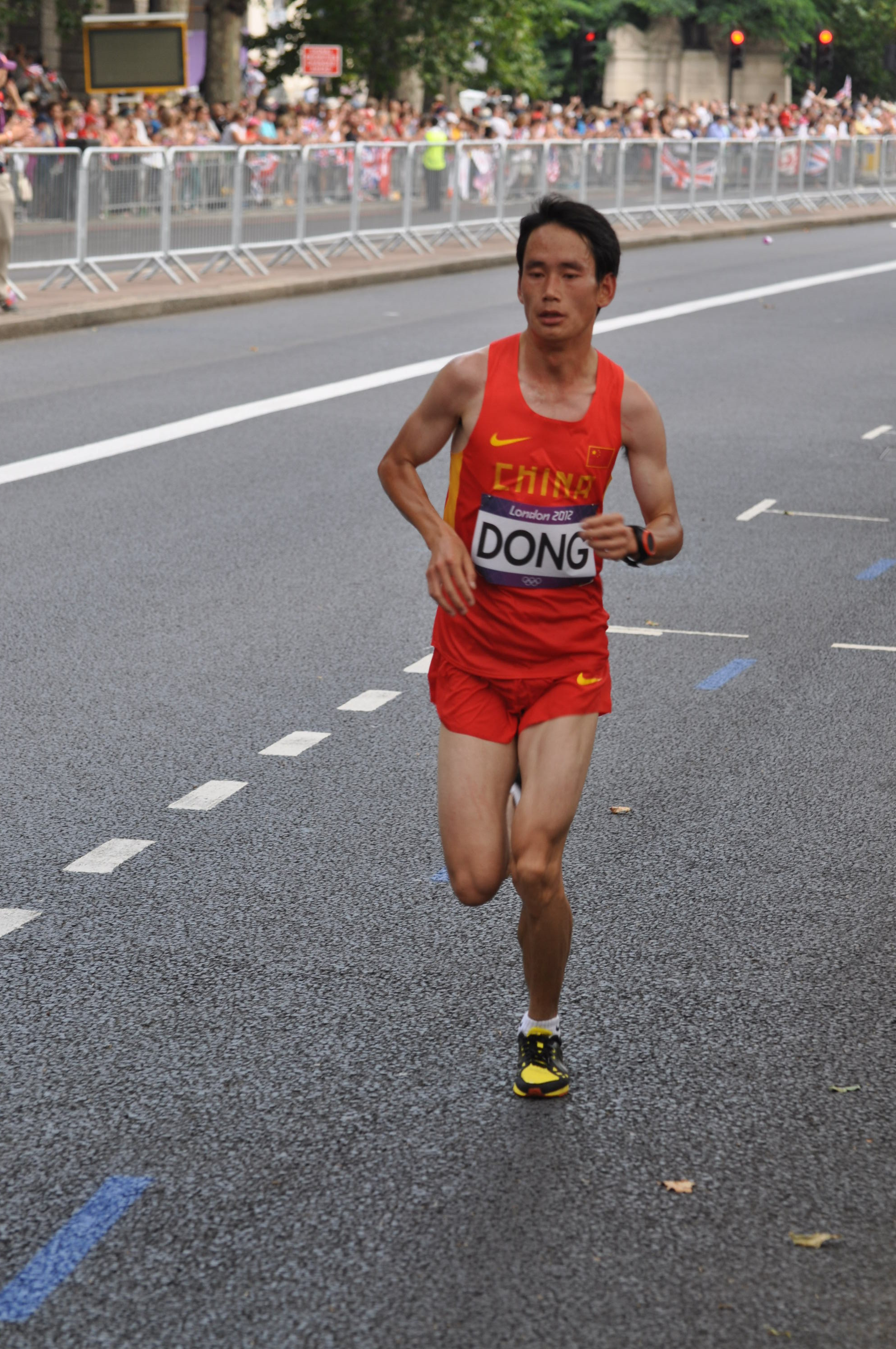
Dong Guojian – Platz 29
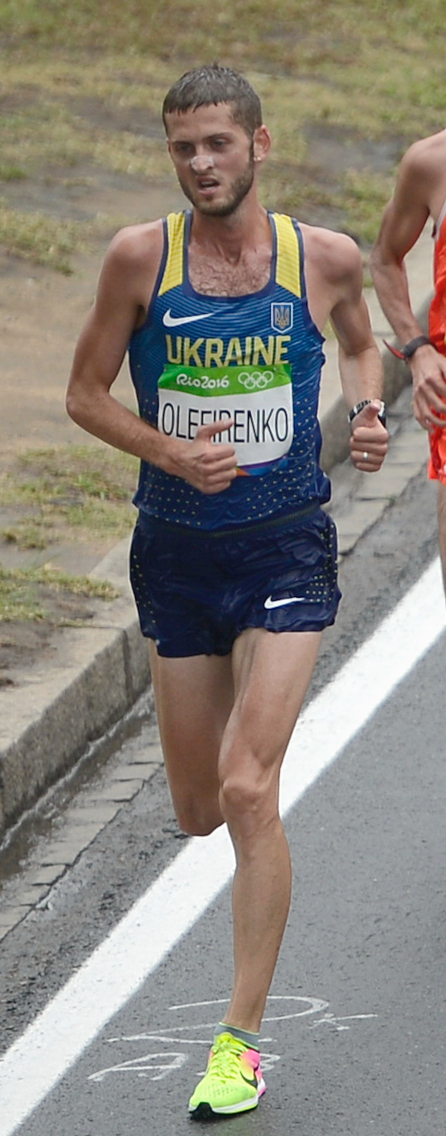
Ihor Olefirenko – Platz dreißig
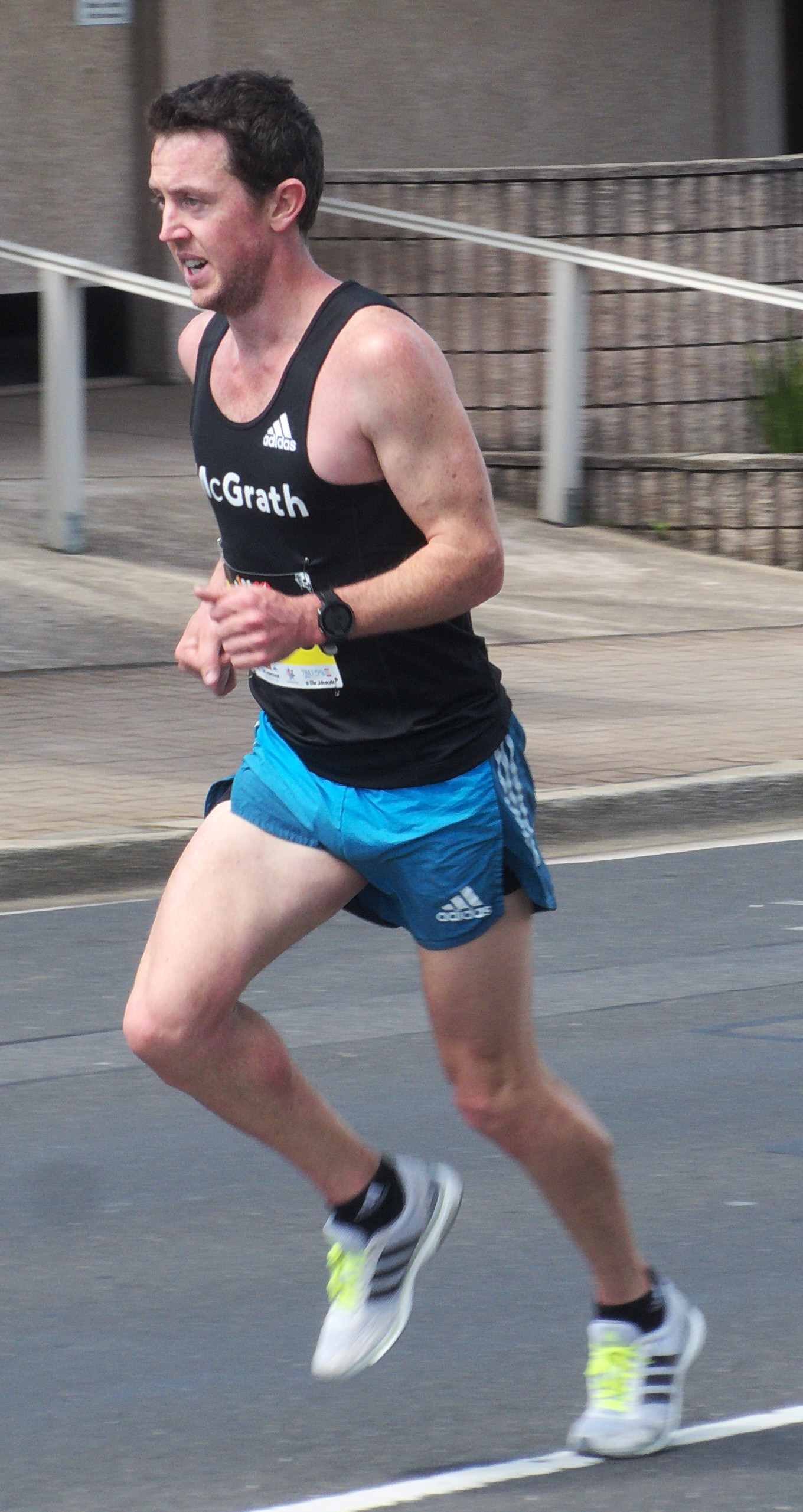
Liam Adams – Platz 31
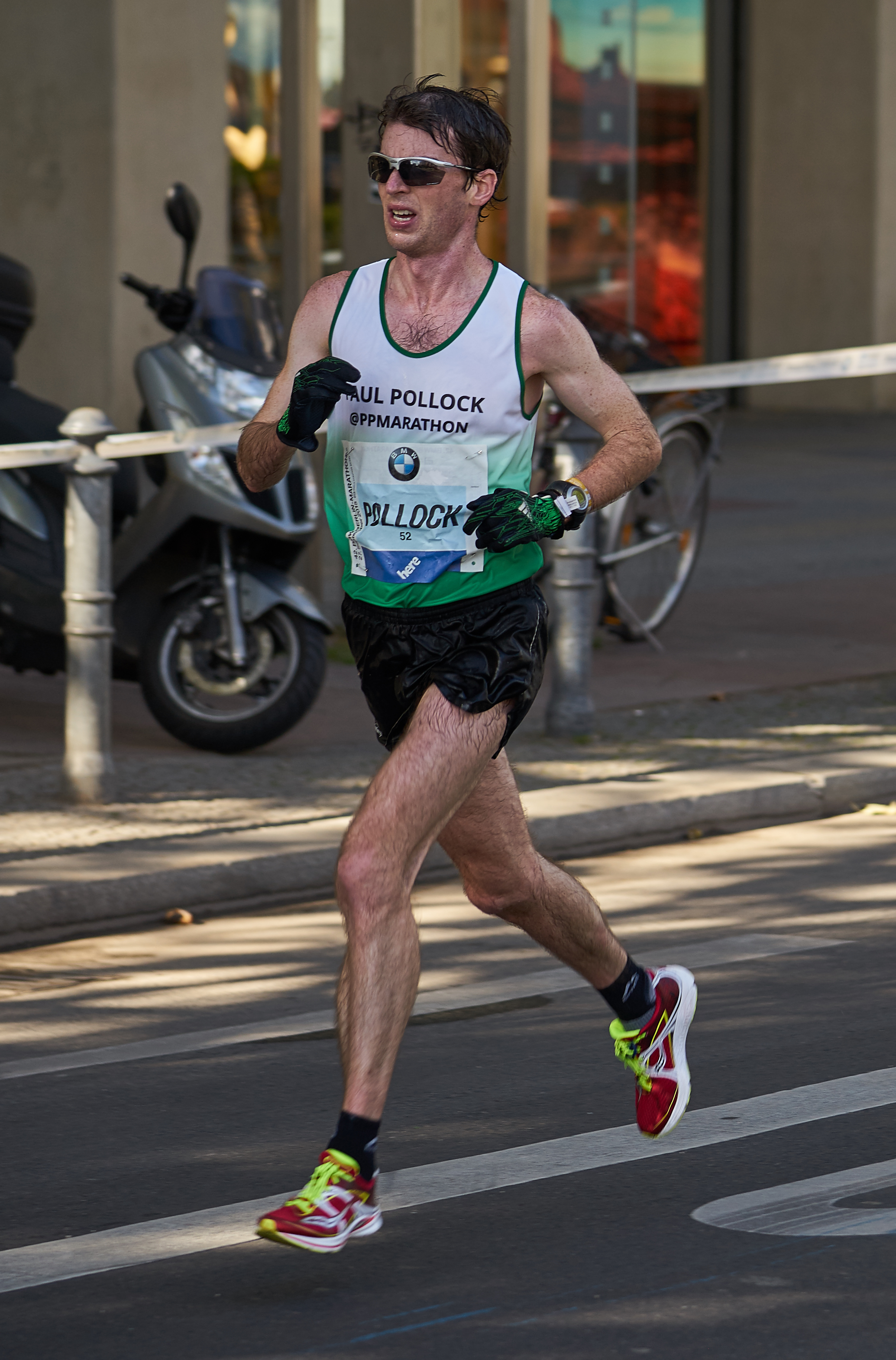
Paul Pollock – Platz 32
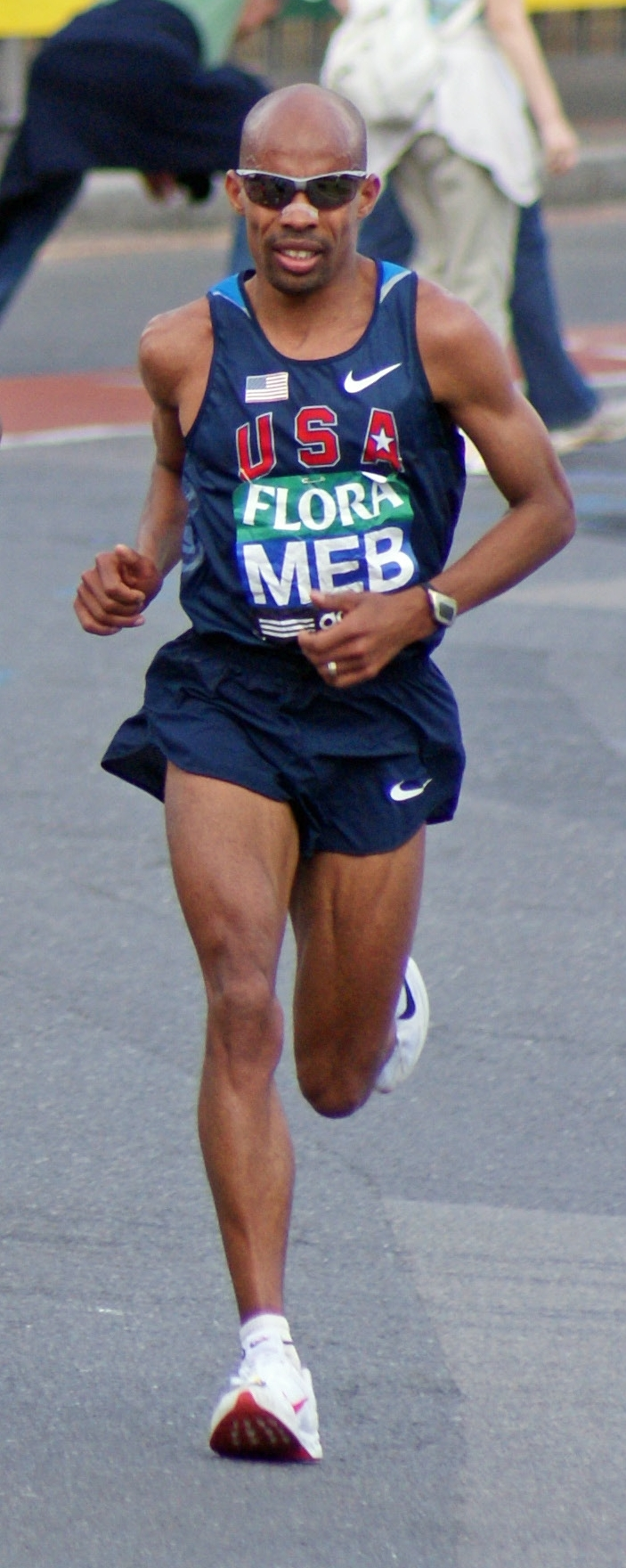
Meb Keflezighi – Platz 33
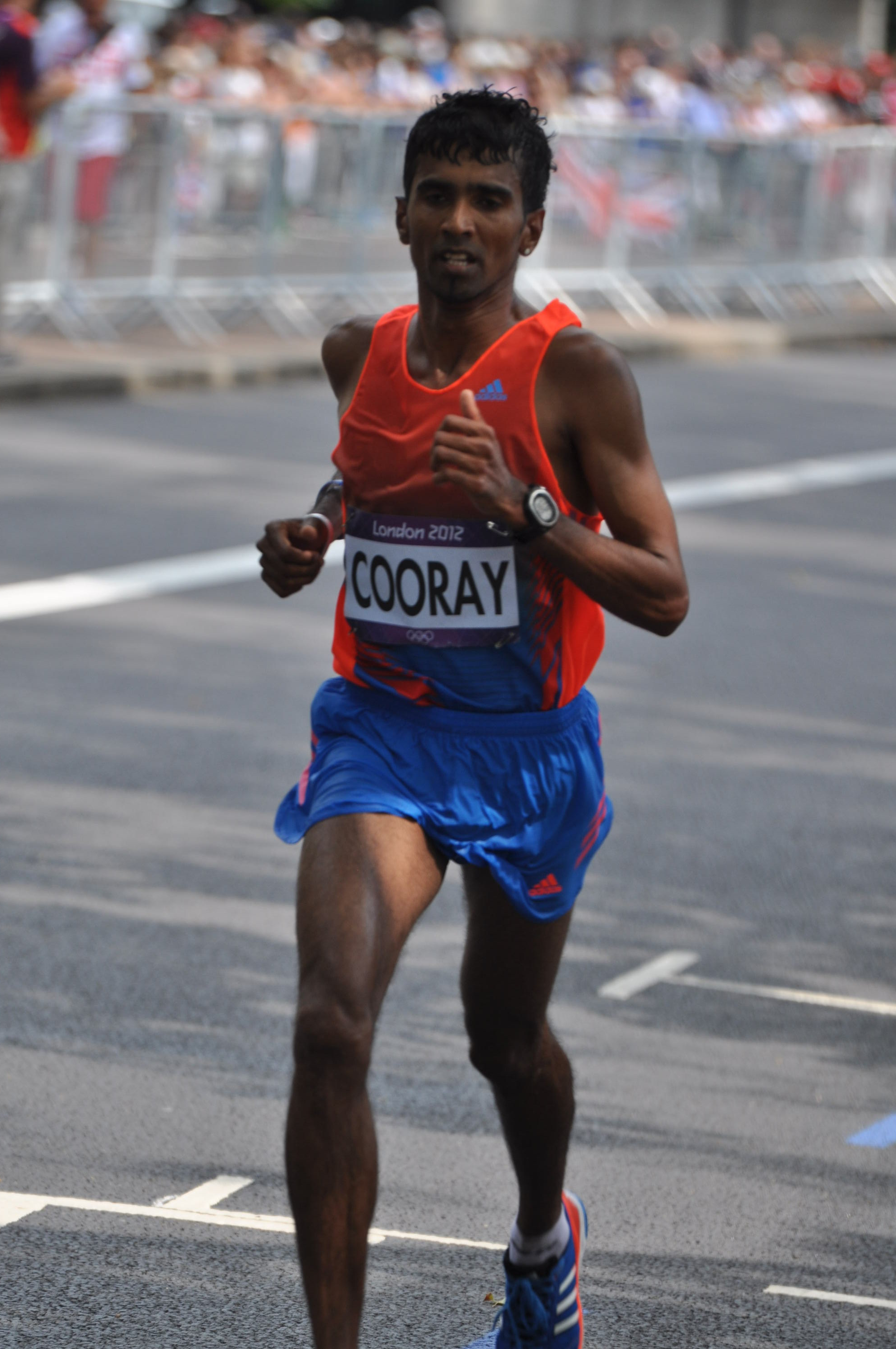
Anuradha Cooray – Platz 34
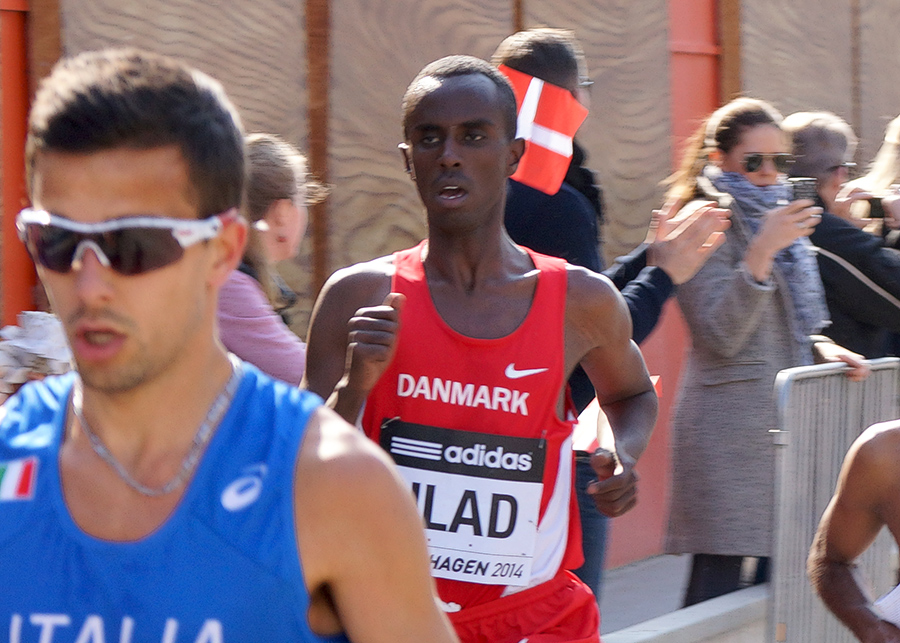
Abdi Hakin Ulad (rotes Trikot) – Platz 35
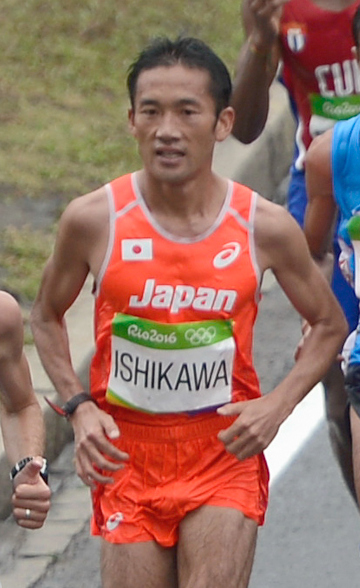
Suehiro Ishikawa – Platz 36
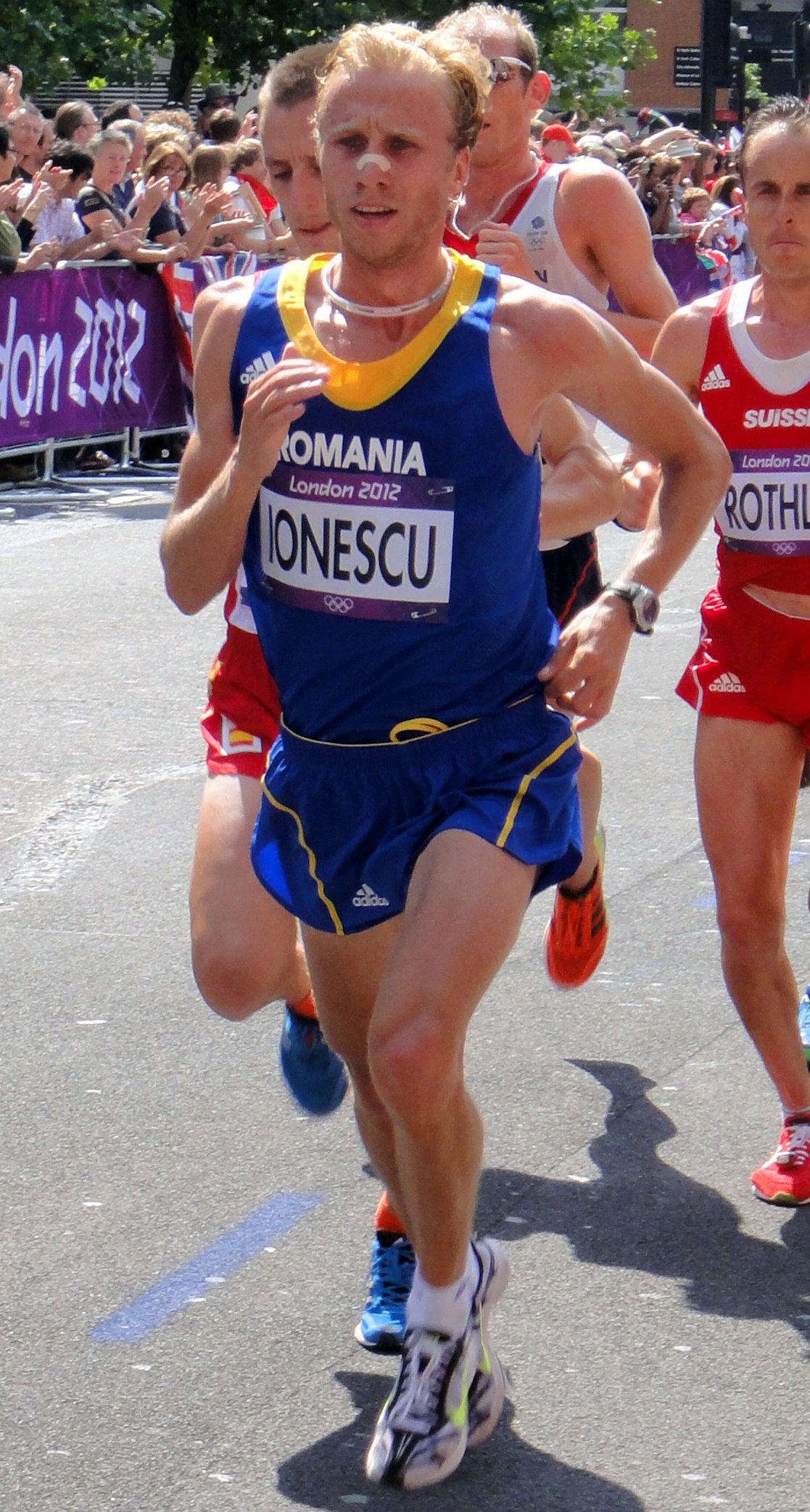
Marius Ionescu – Platz 37
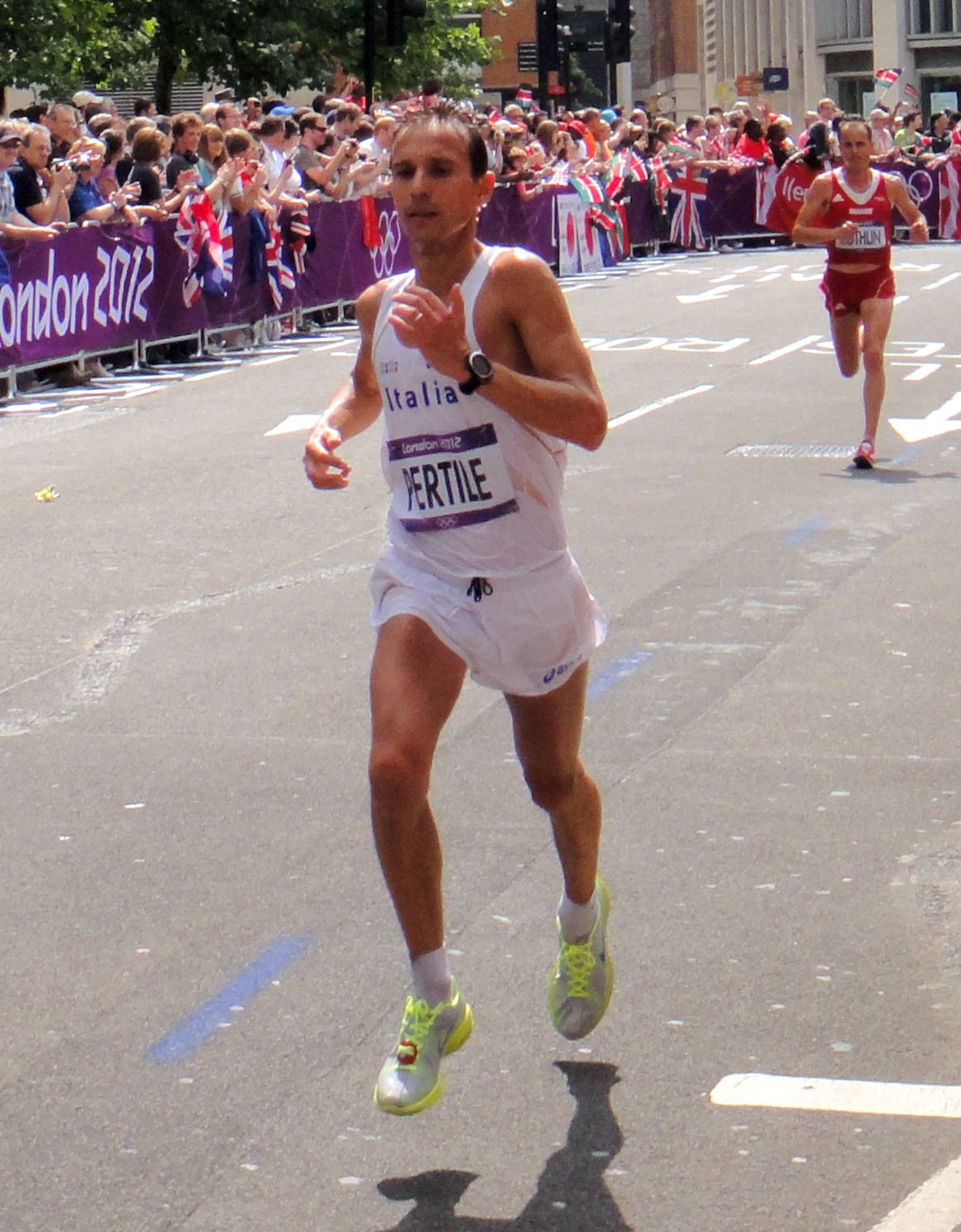
Ruggero Pertile – Platz 38
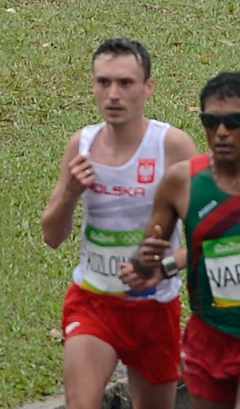
Artur Kozłowski – Platz 39
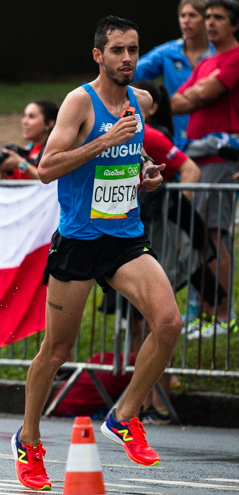
Nicolás Cuestas – Platz vierzig
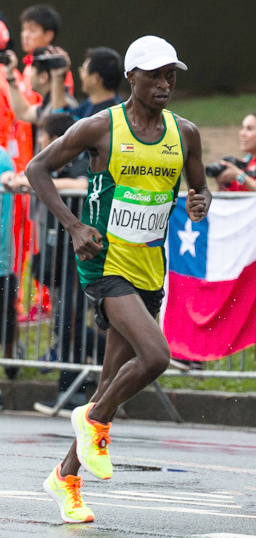
Pardon Ndhlovu, Simbabwe Platz 41
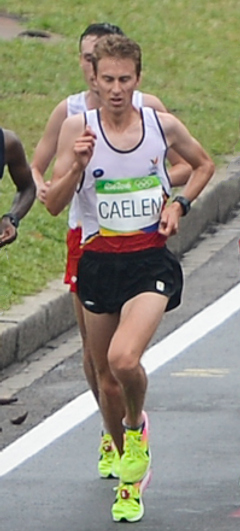
Florent Caelen – Platz 44
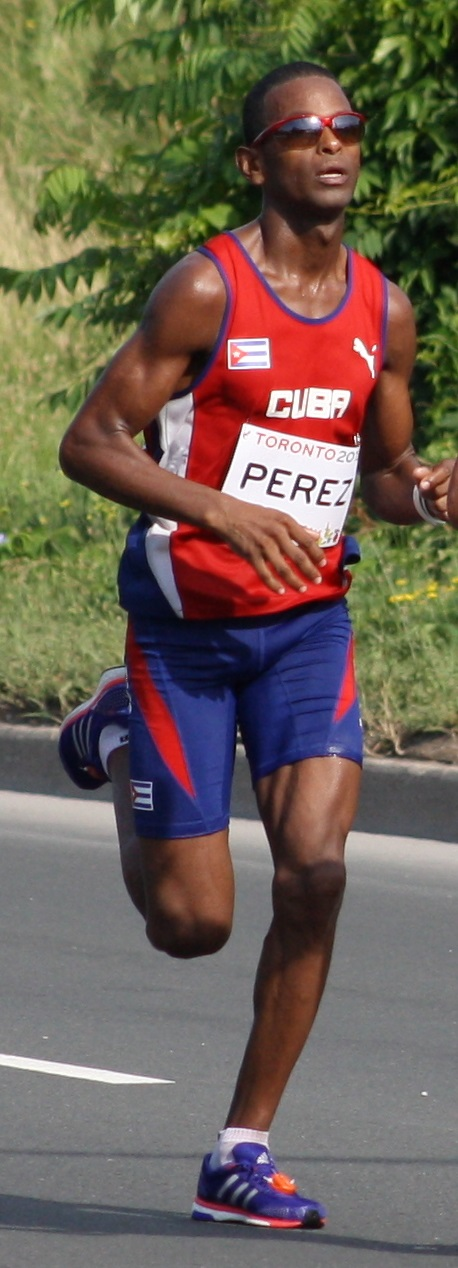
Richer Pérez – Platz 46
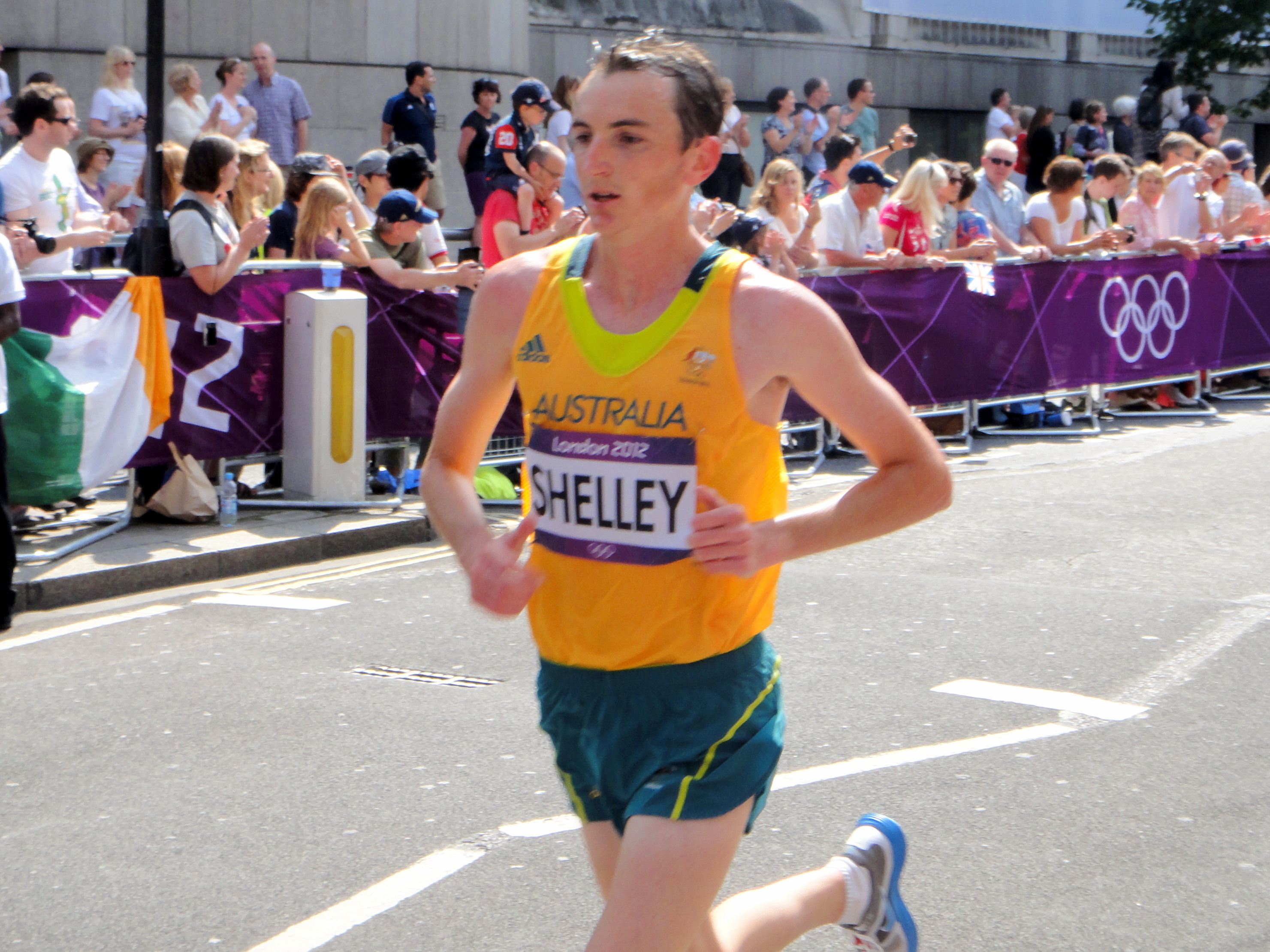
Michael Shelley – Platz 47
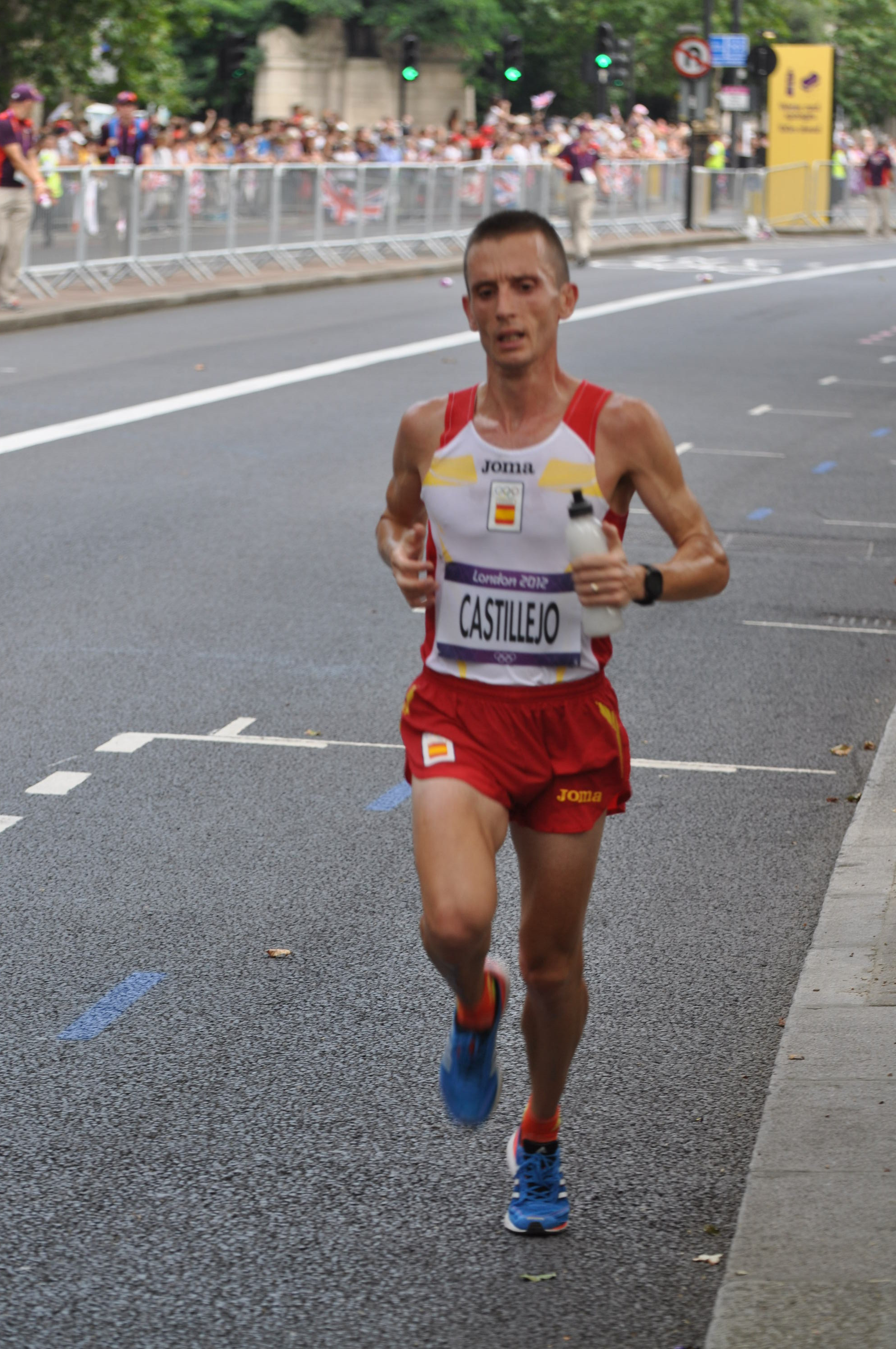
Carles Castillejo – Platz 49
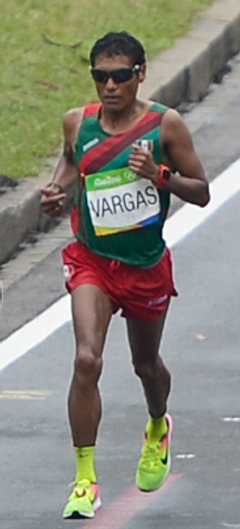
Daniel Vargas – Platz 54
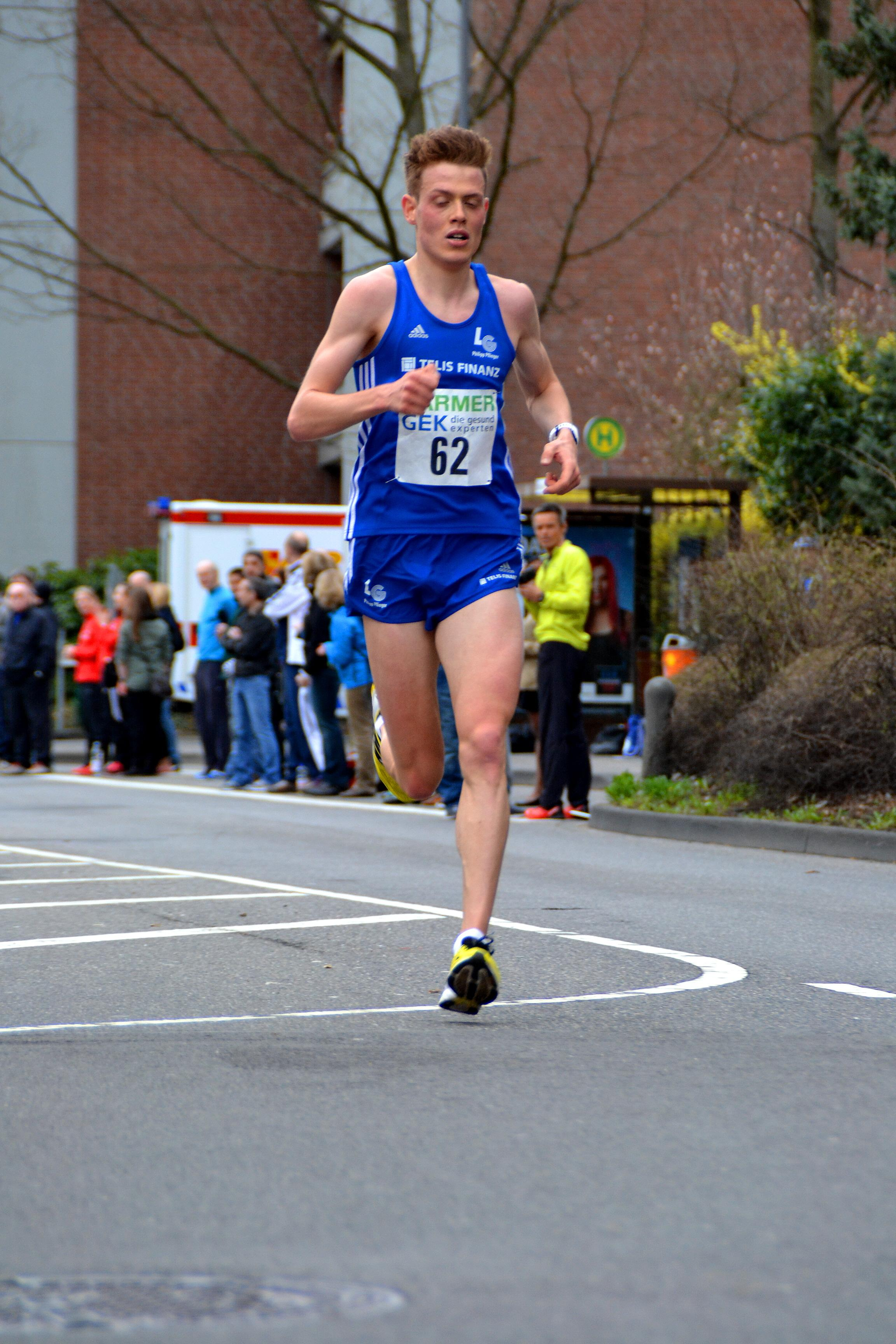
Philipp Pflieger – Platz 55
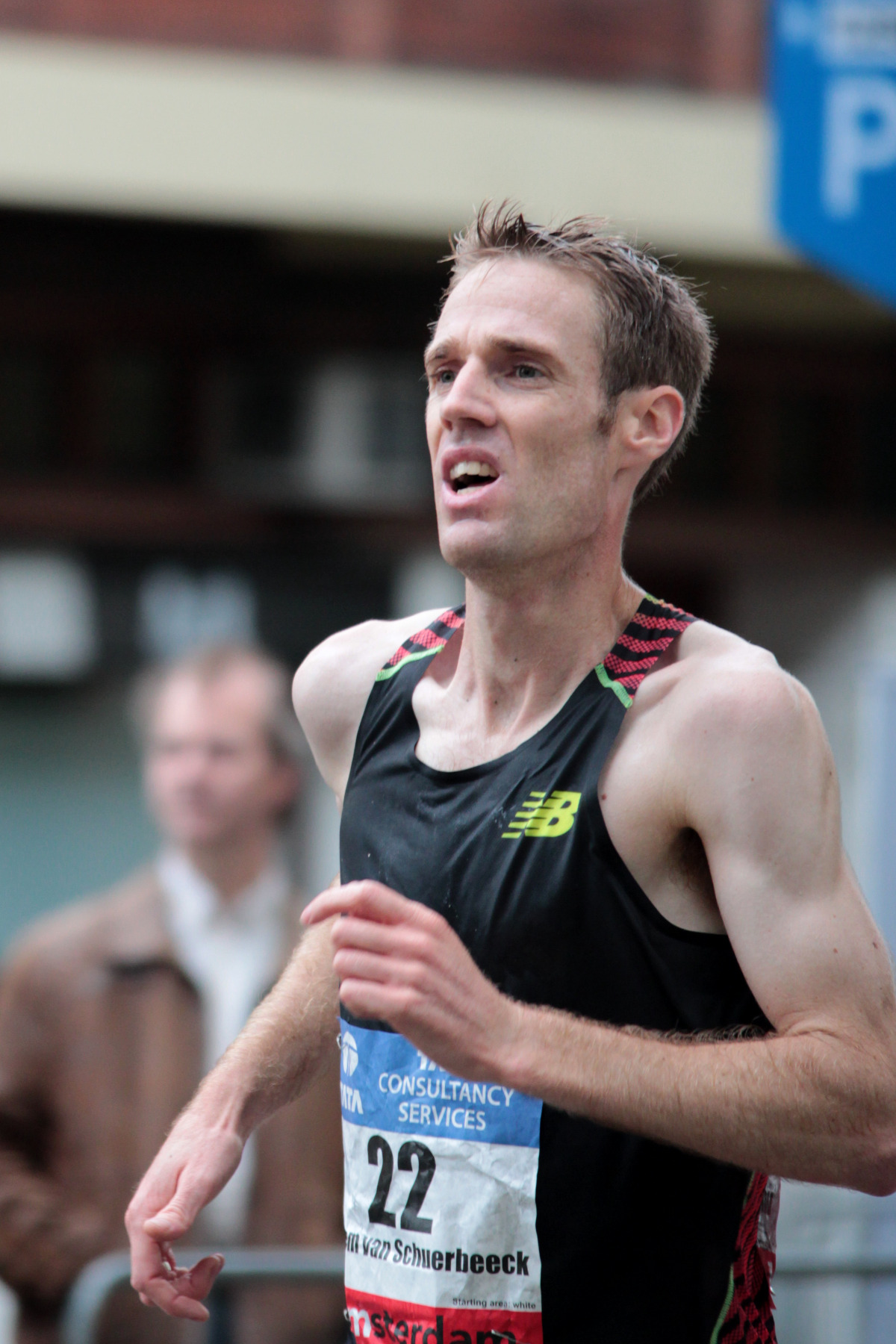
Willem Van Schuerbeeck – Platz 56
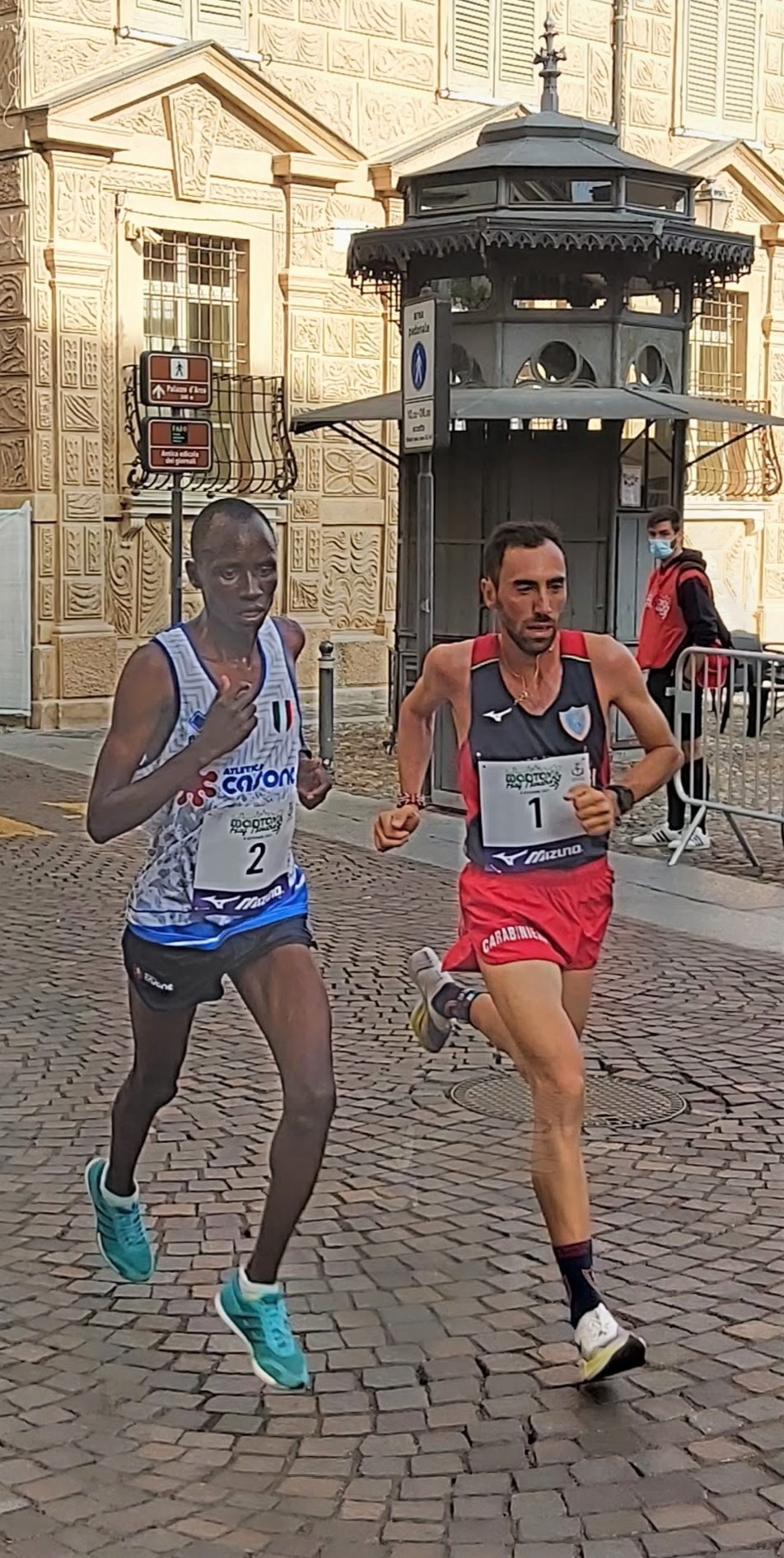
Stefano La Rosa (rechts) – Platz 57
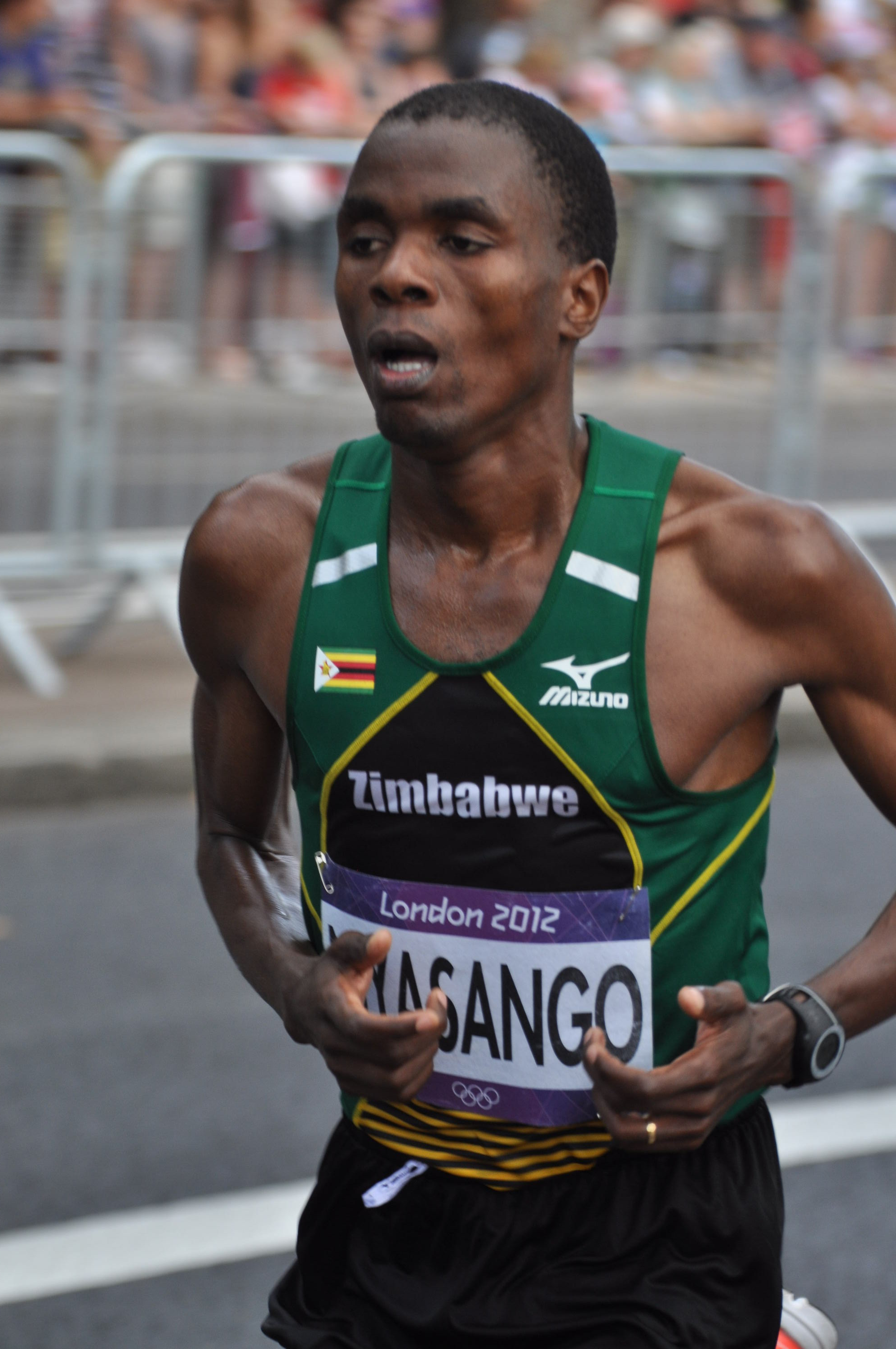
Cuthbert Nyasango – Platz 58
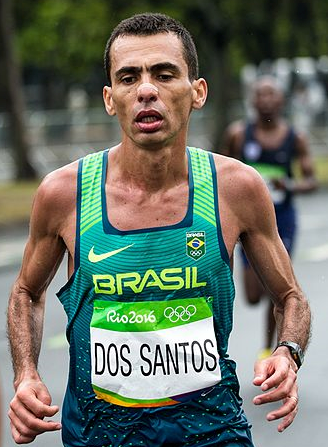
Marílson dos Santos – Platz 59
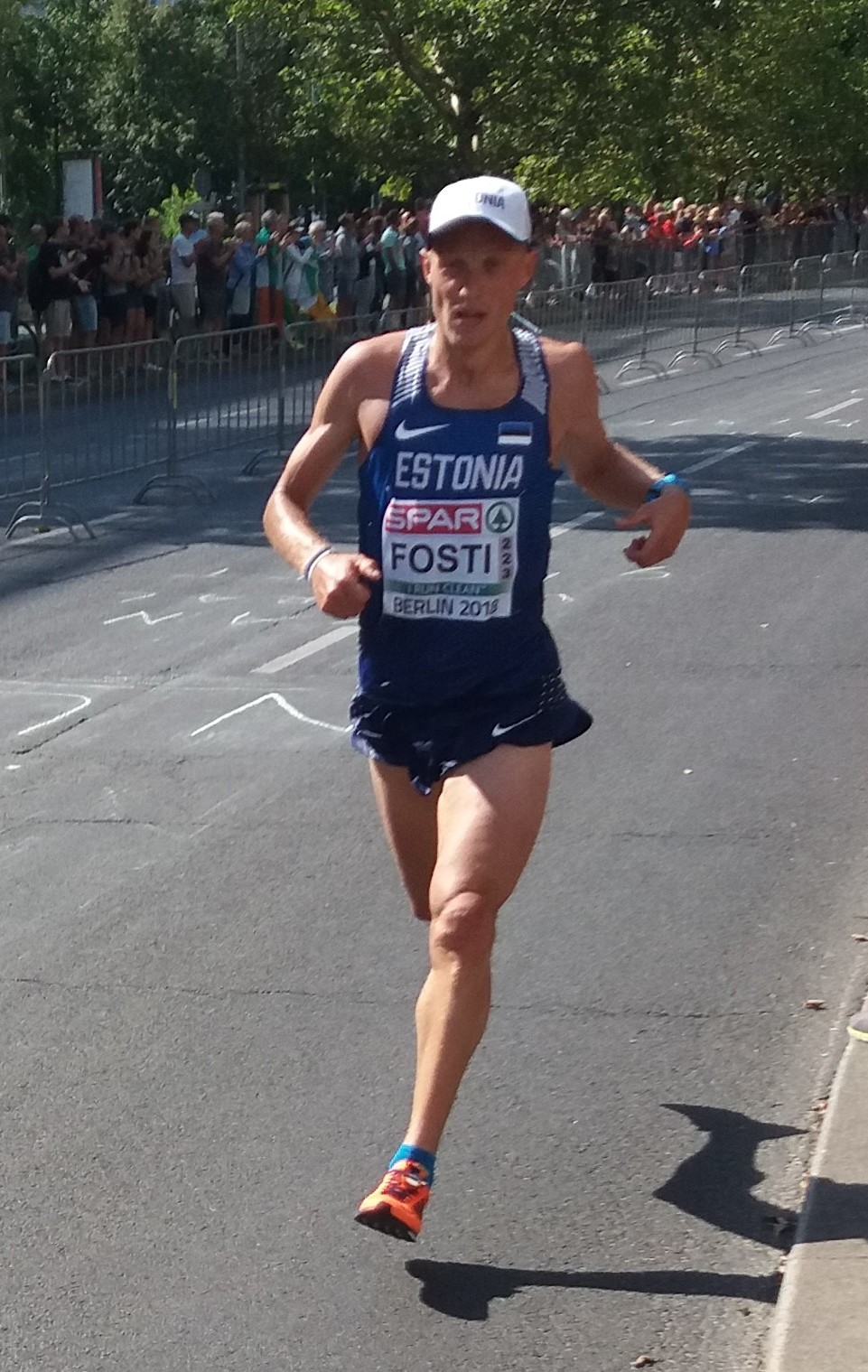
Roman Fosti – Platz 61
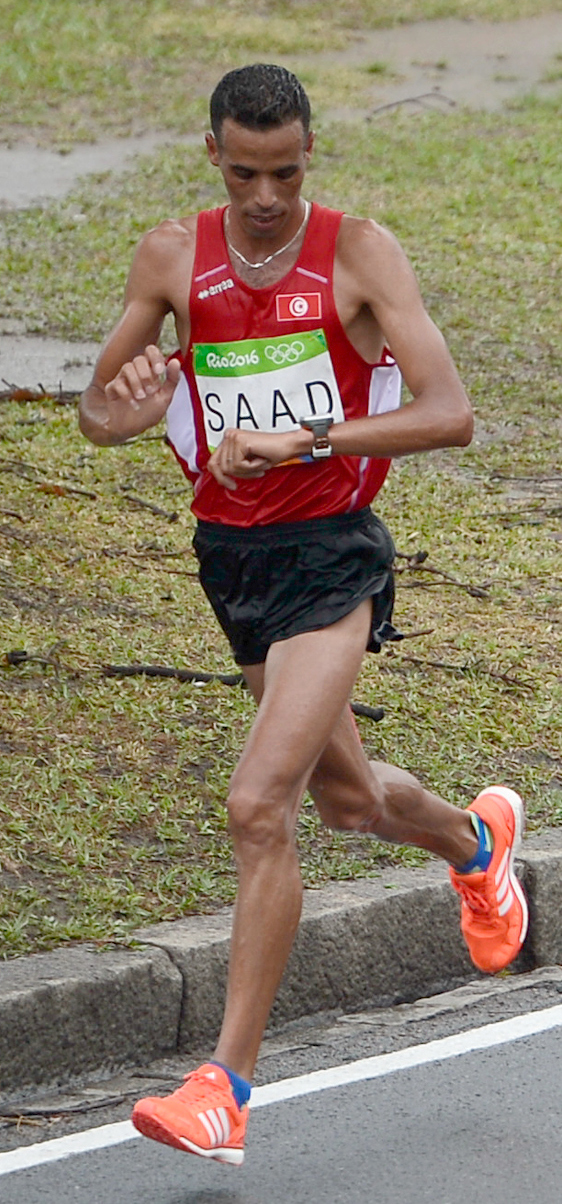
Atef Saad – Platz 62
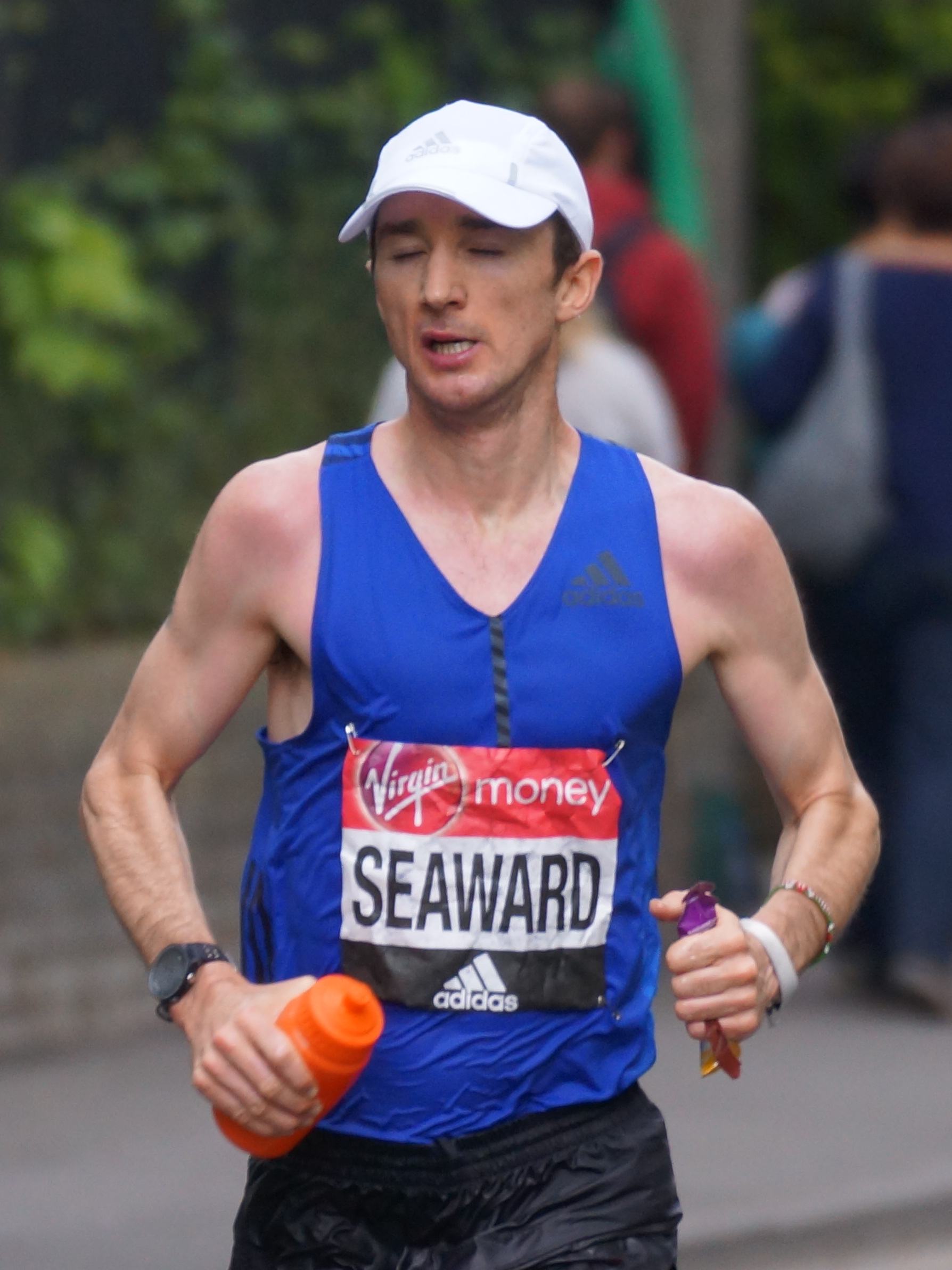
Kevin Seaward – Platz 64
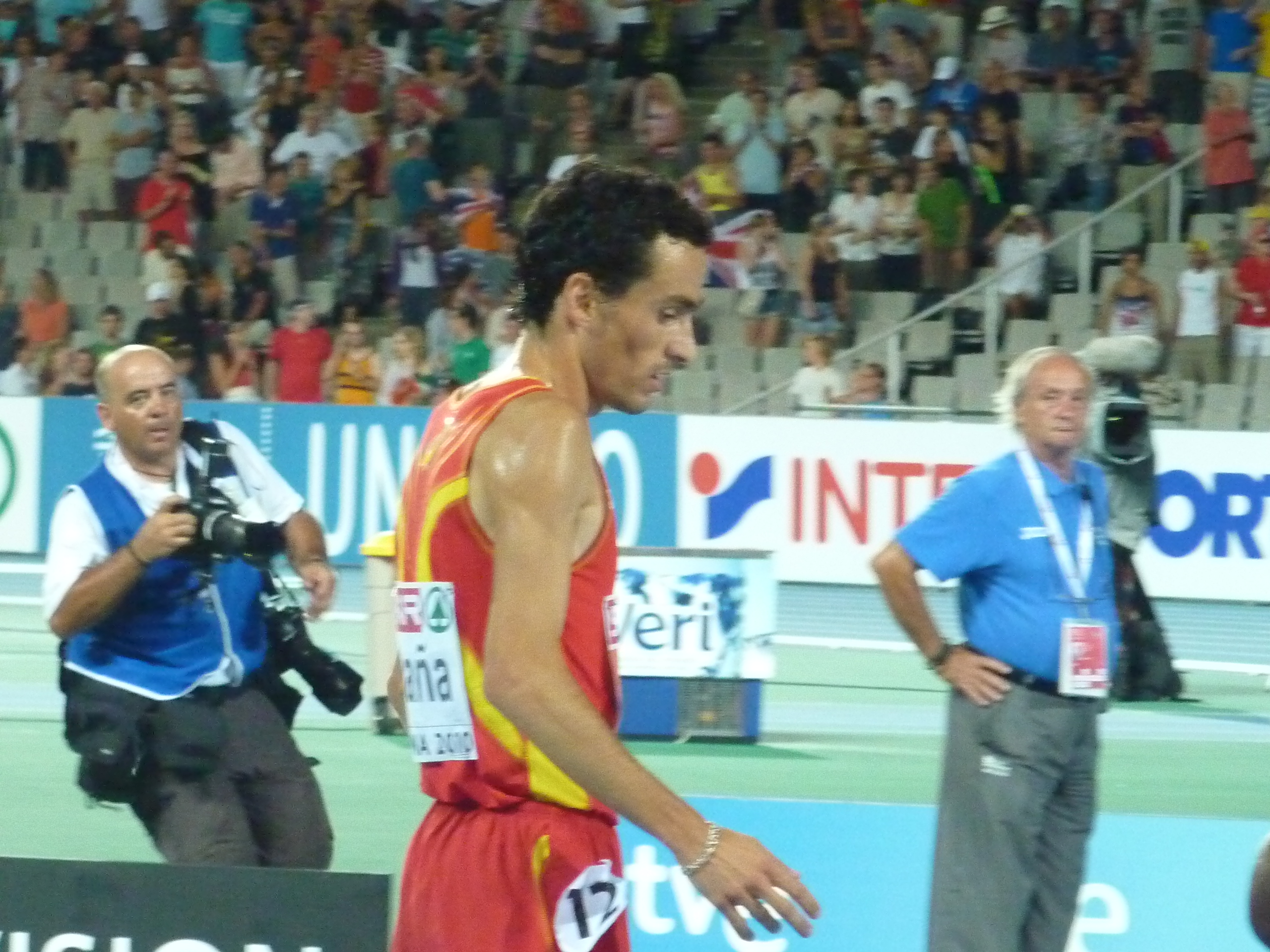
Jesús España – Platz 65
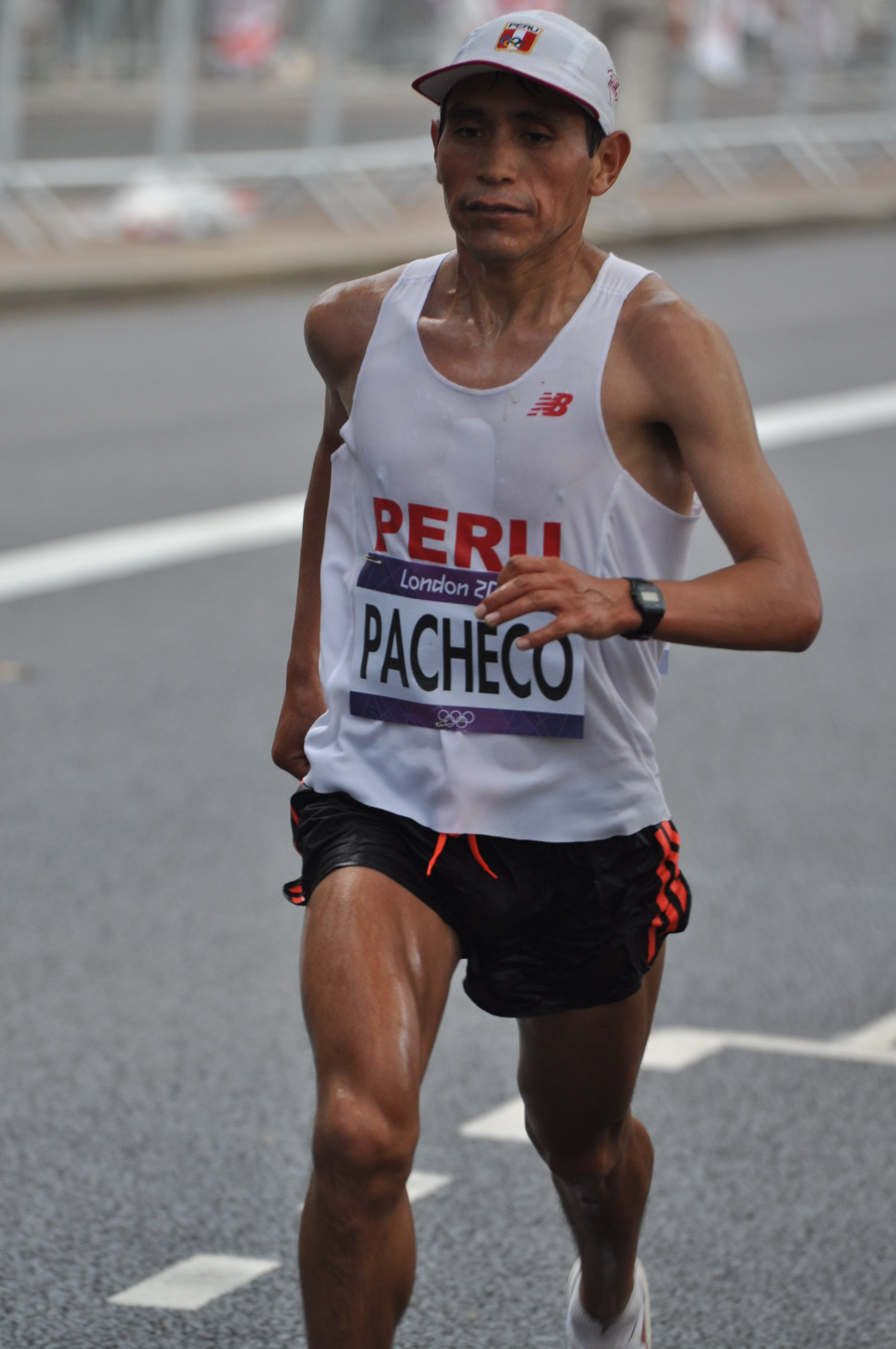
Raúl Pacheco – Platz 66
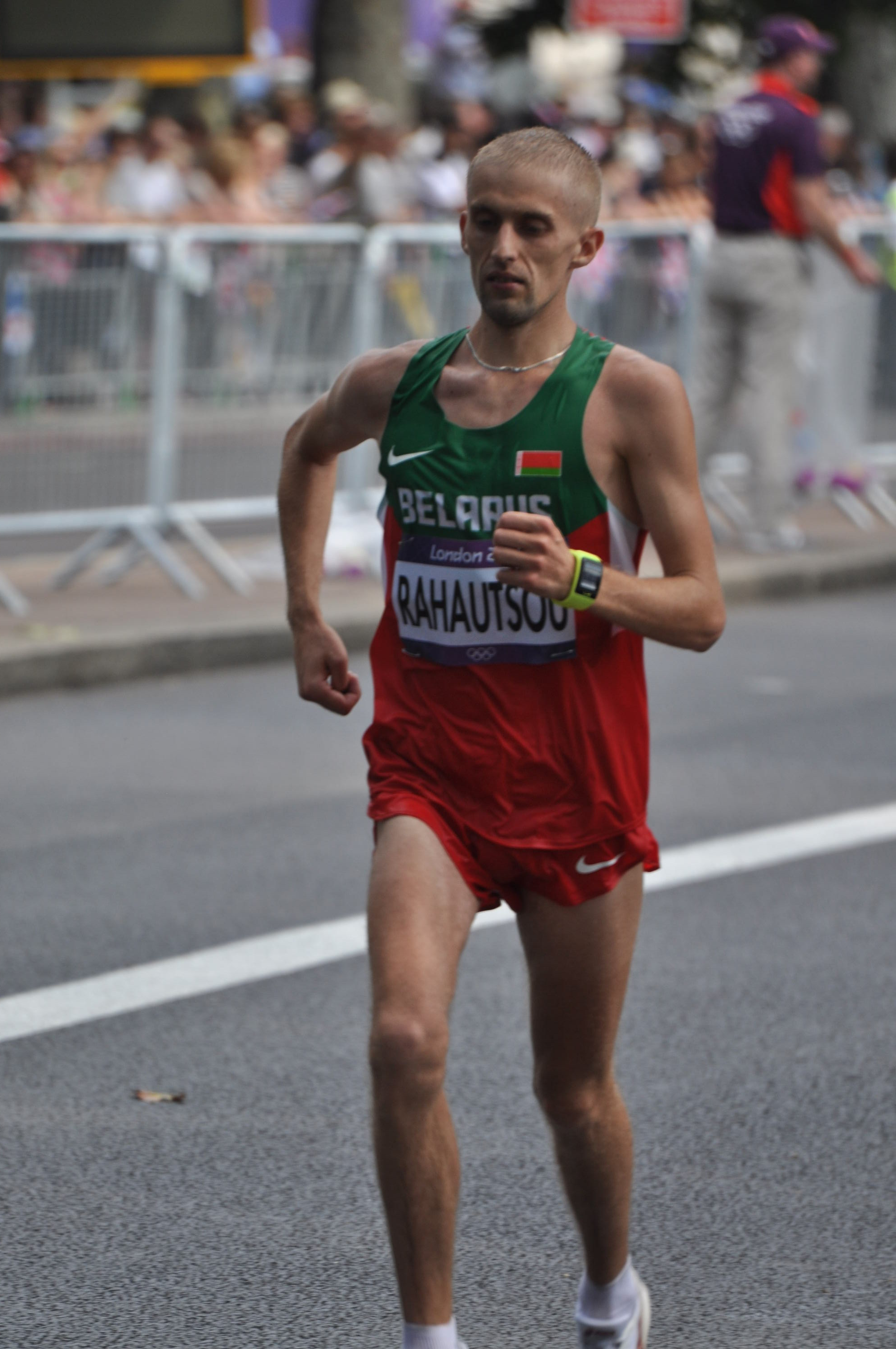
Juan Carlos Trujillo – Platz 67
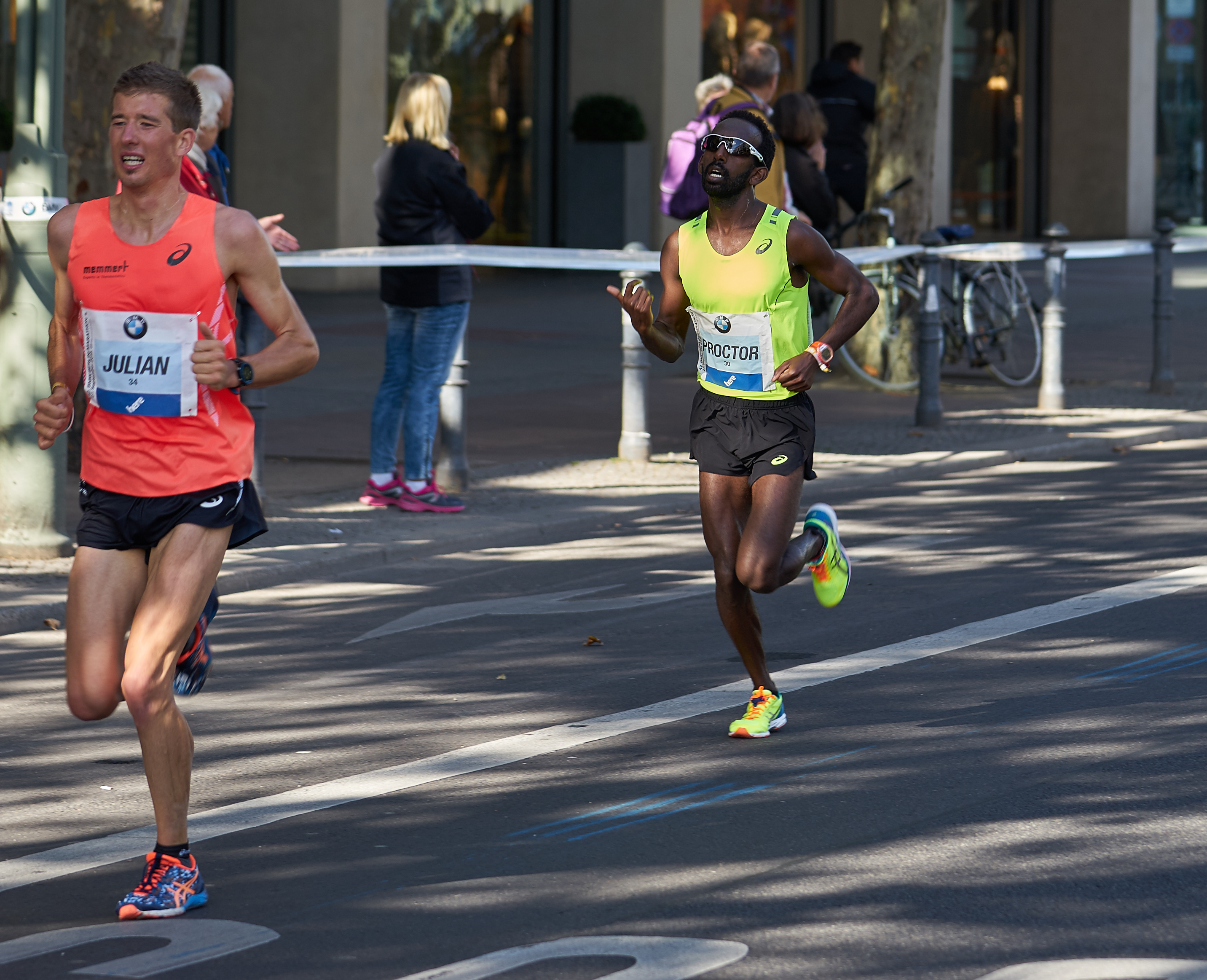
Julian Flügel (links) – Platz siebzig
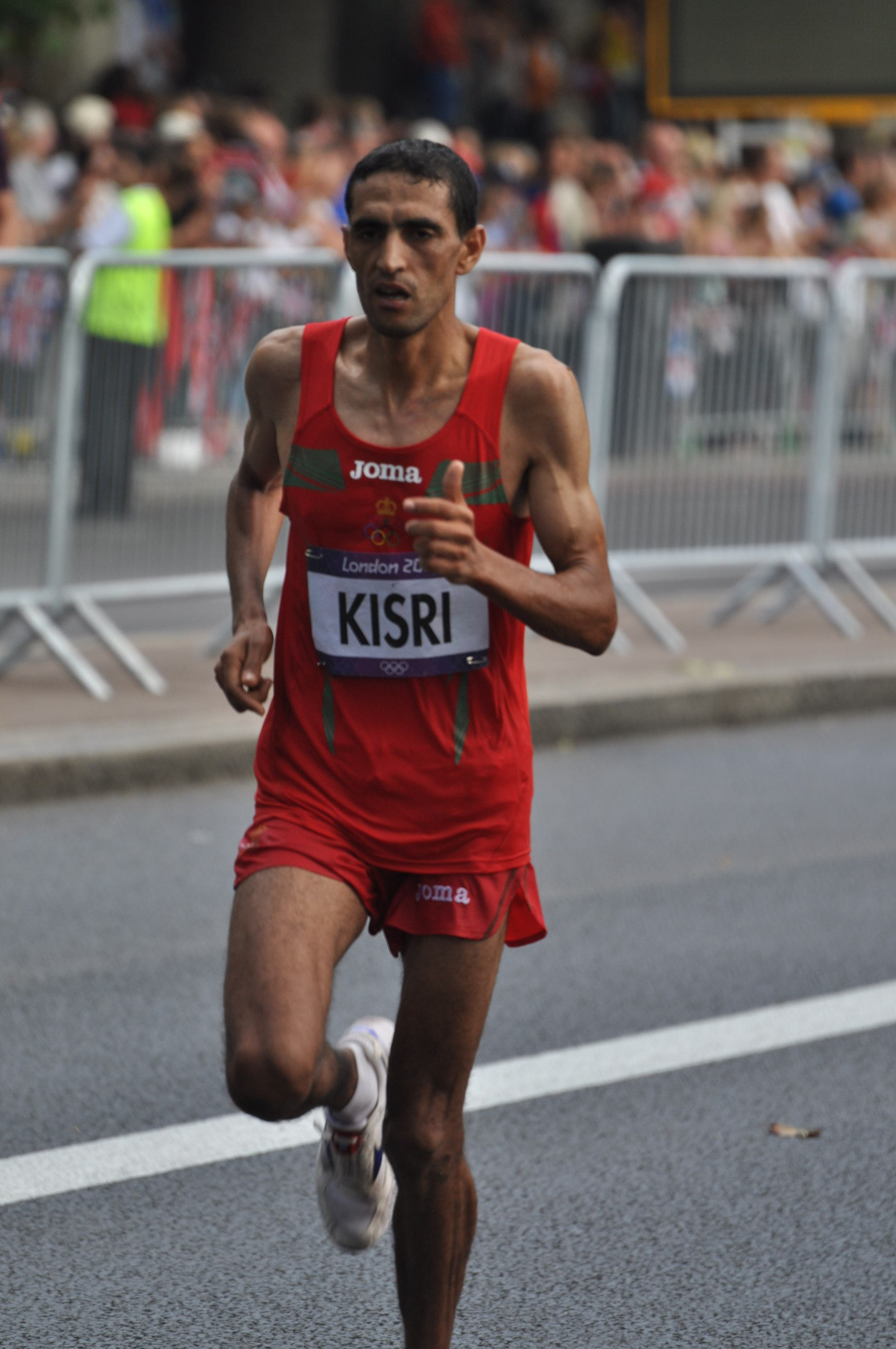
Rachid Kisri – Platz 72
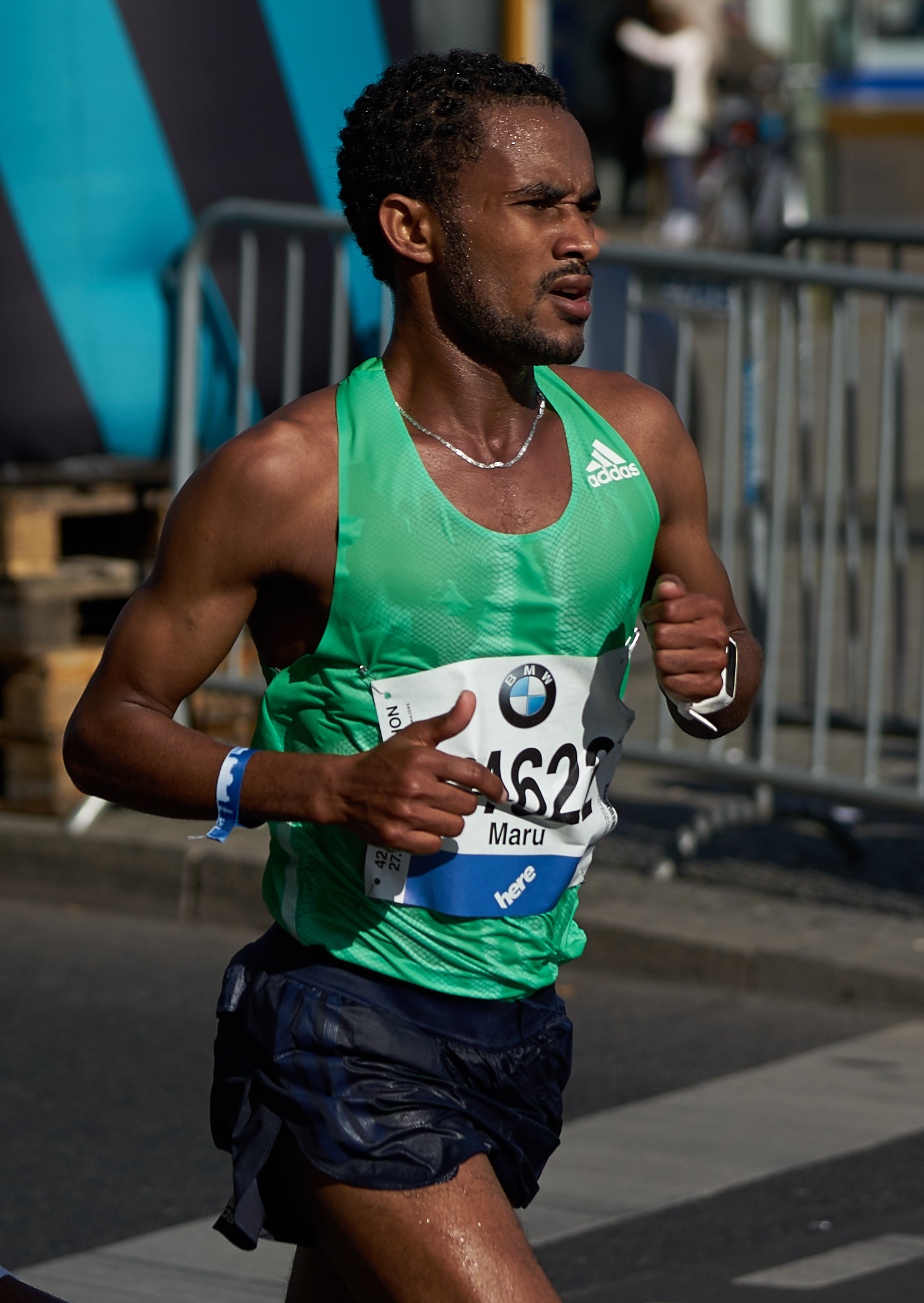
Marhu Teferi – Platz 73
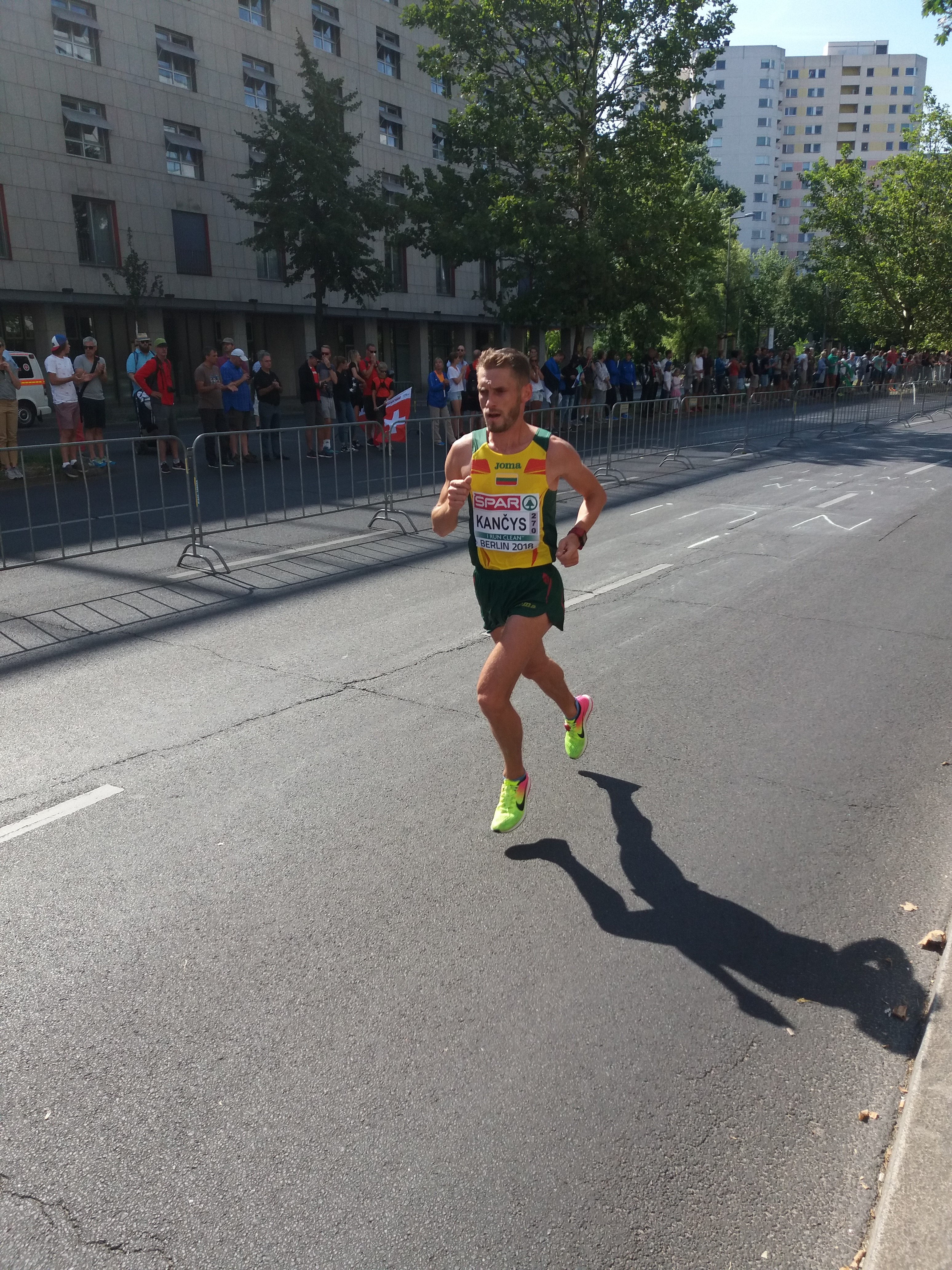
Remigijus Kančys – Platz 74
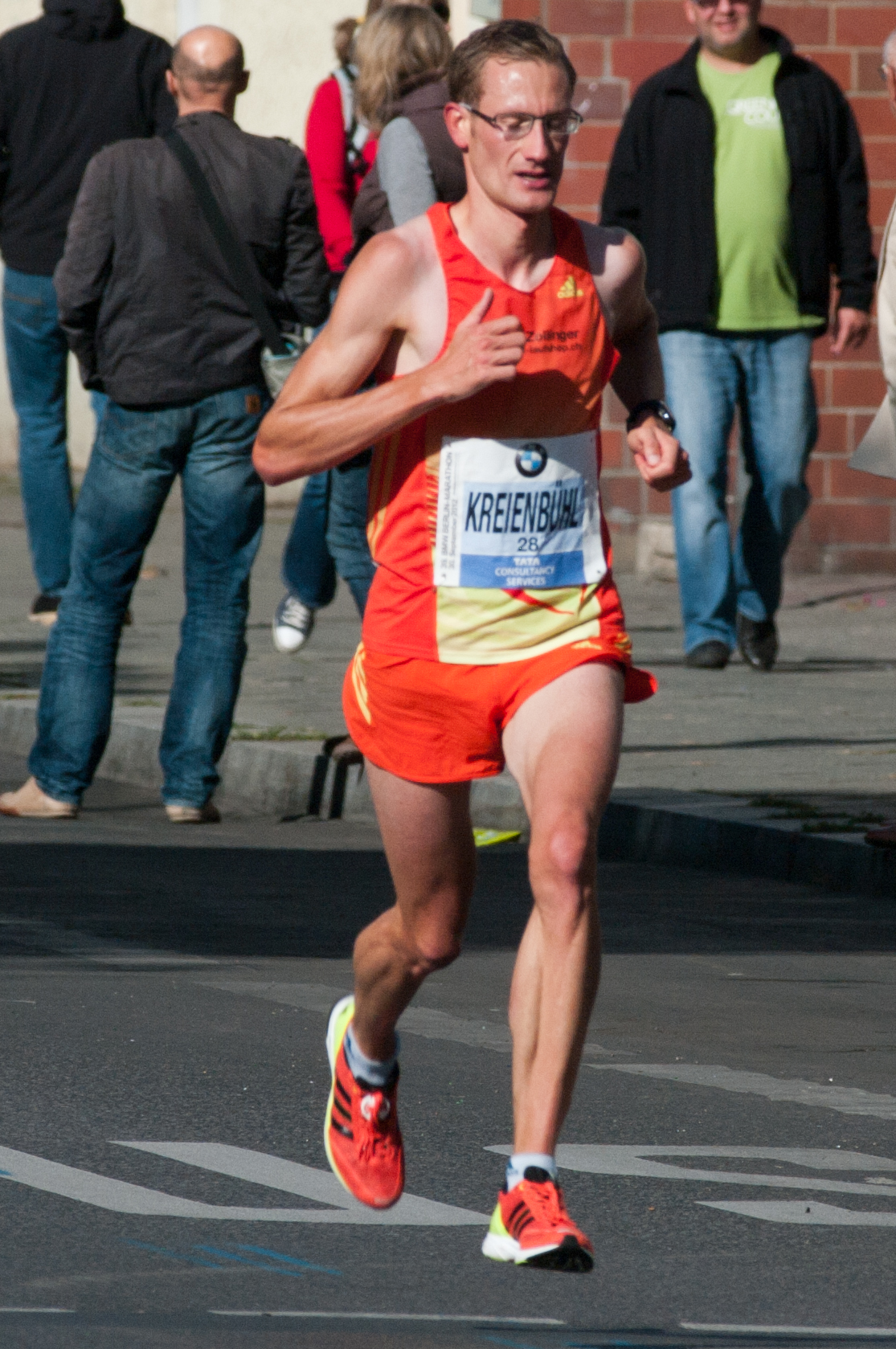
Christian Kreienbühl – Platz 75
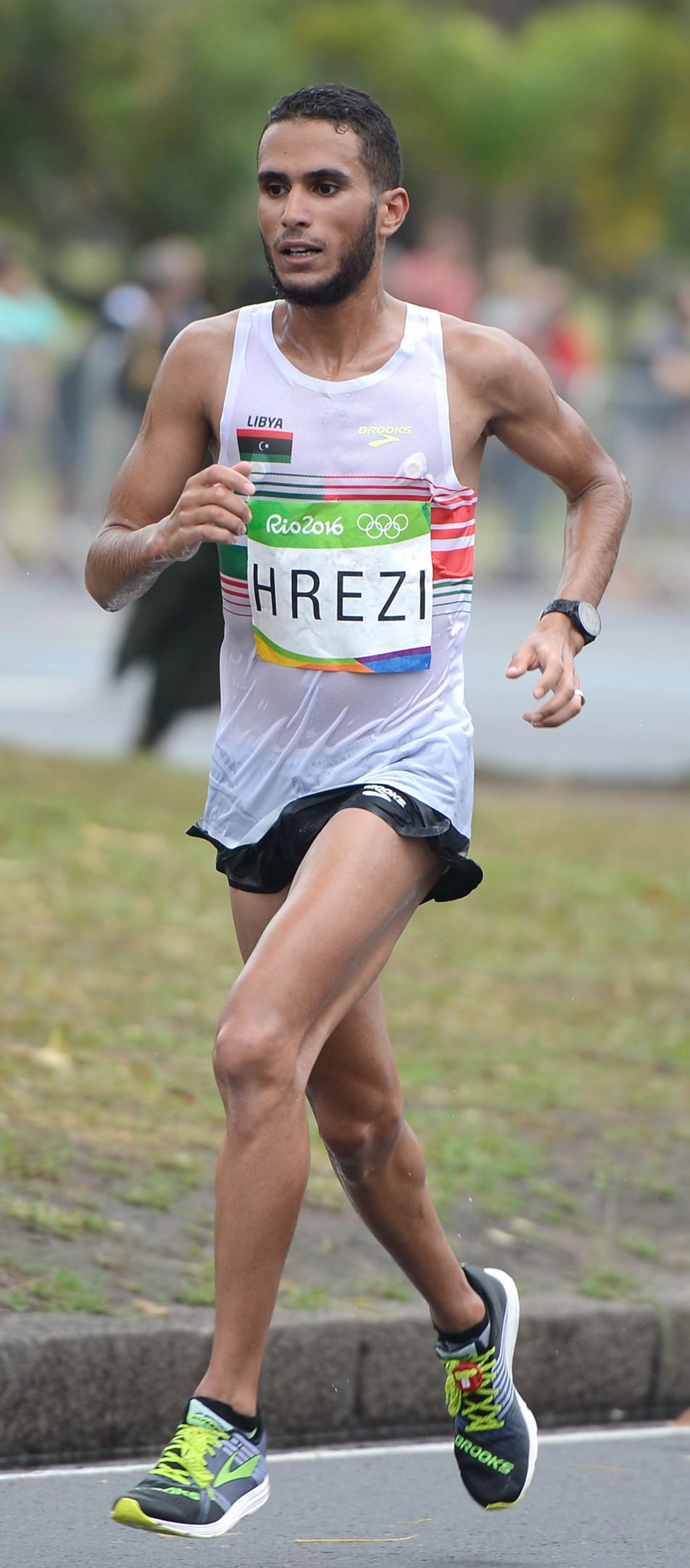
Mohamed Hrezi – Platz 76
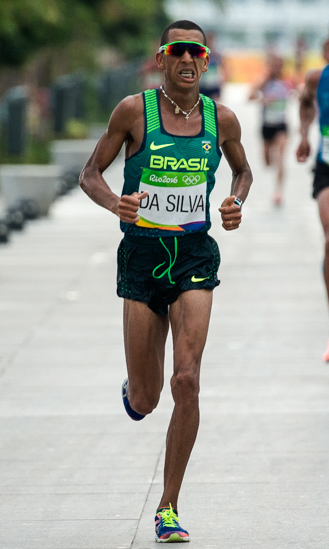
Solonei da ;Silva – Platz 77
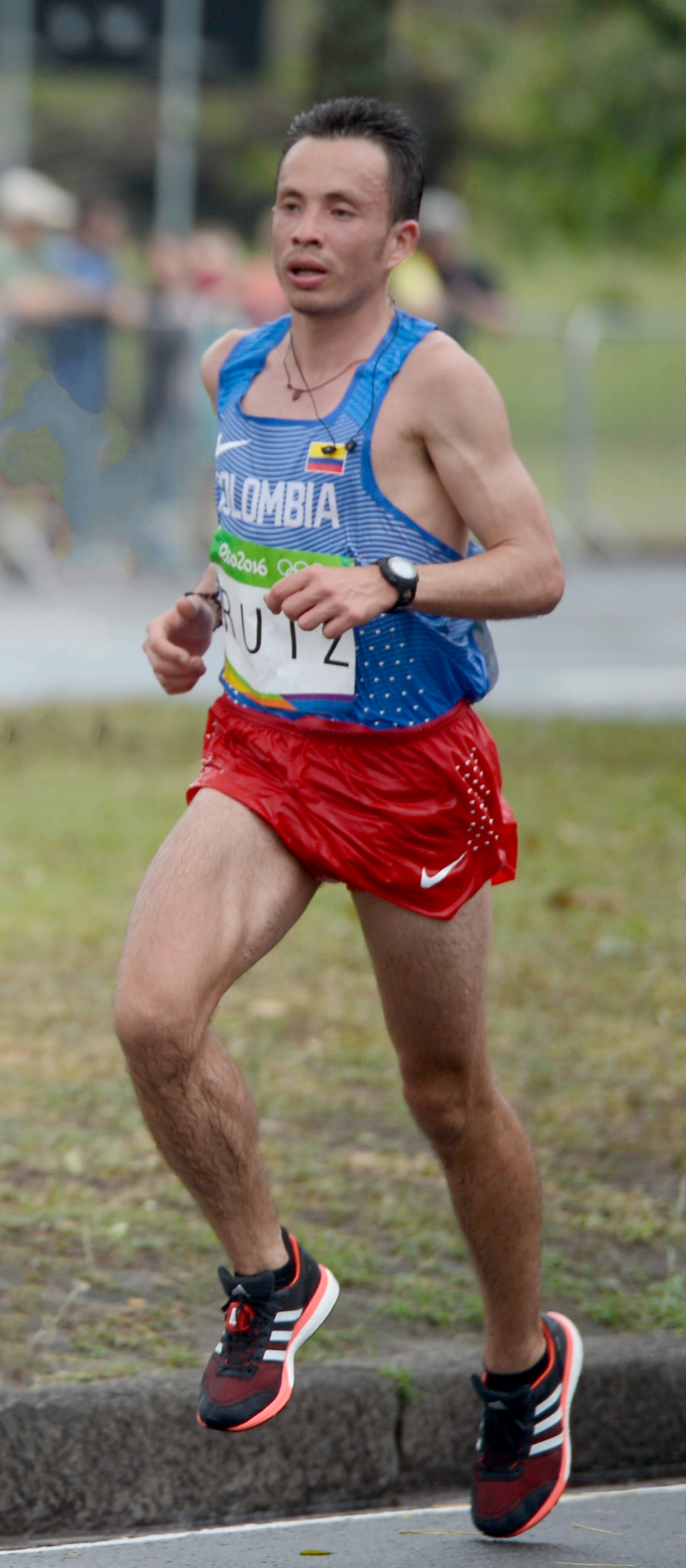
Andrés Ruiz – Platz 78
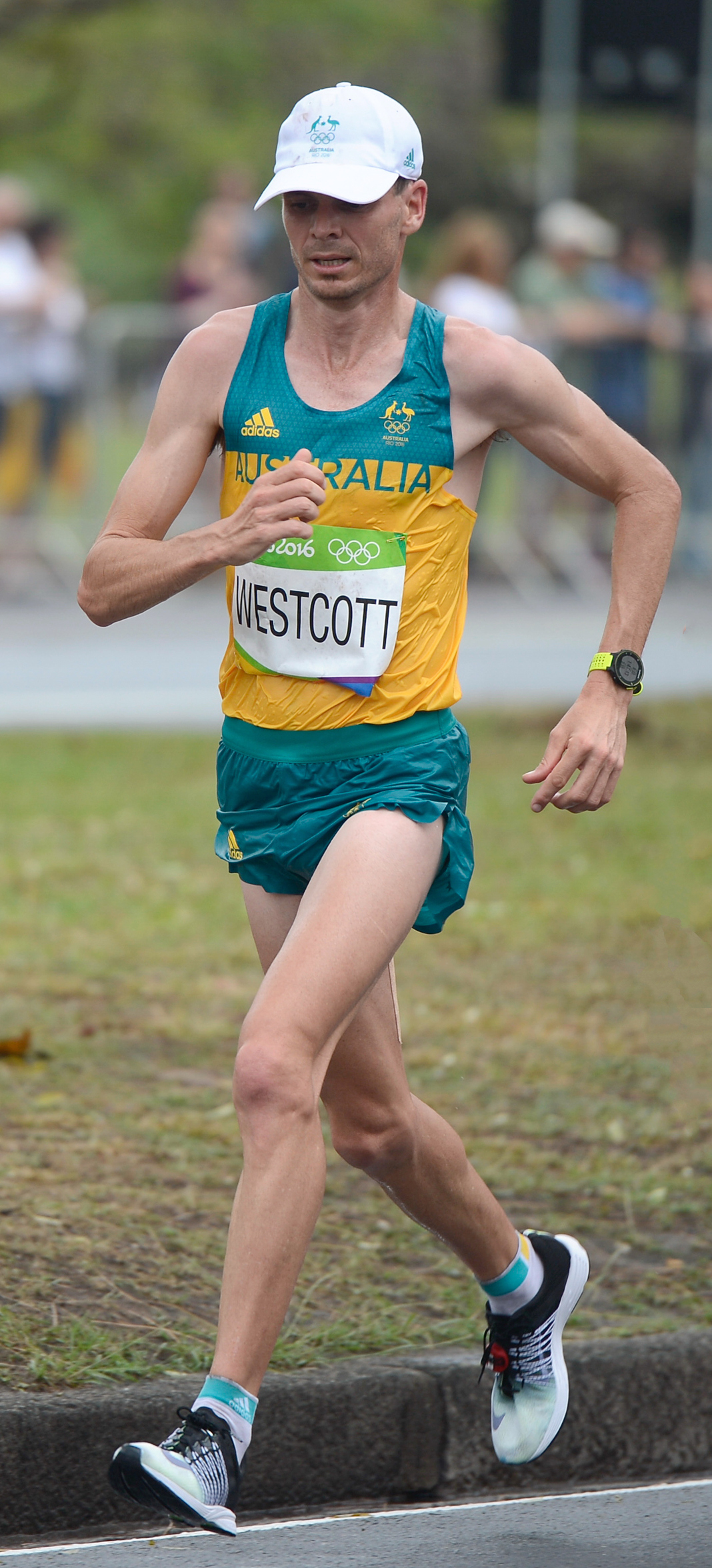
Scott Westcott – Platz achtzig
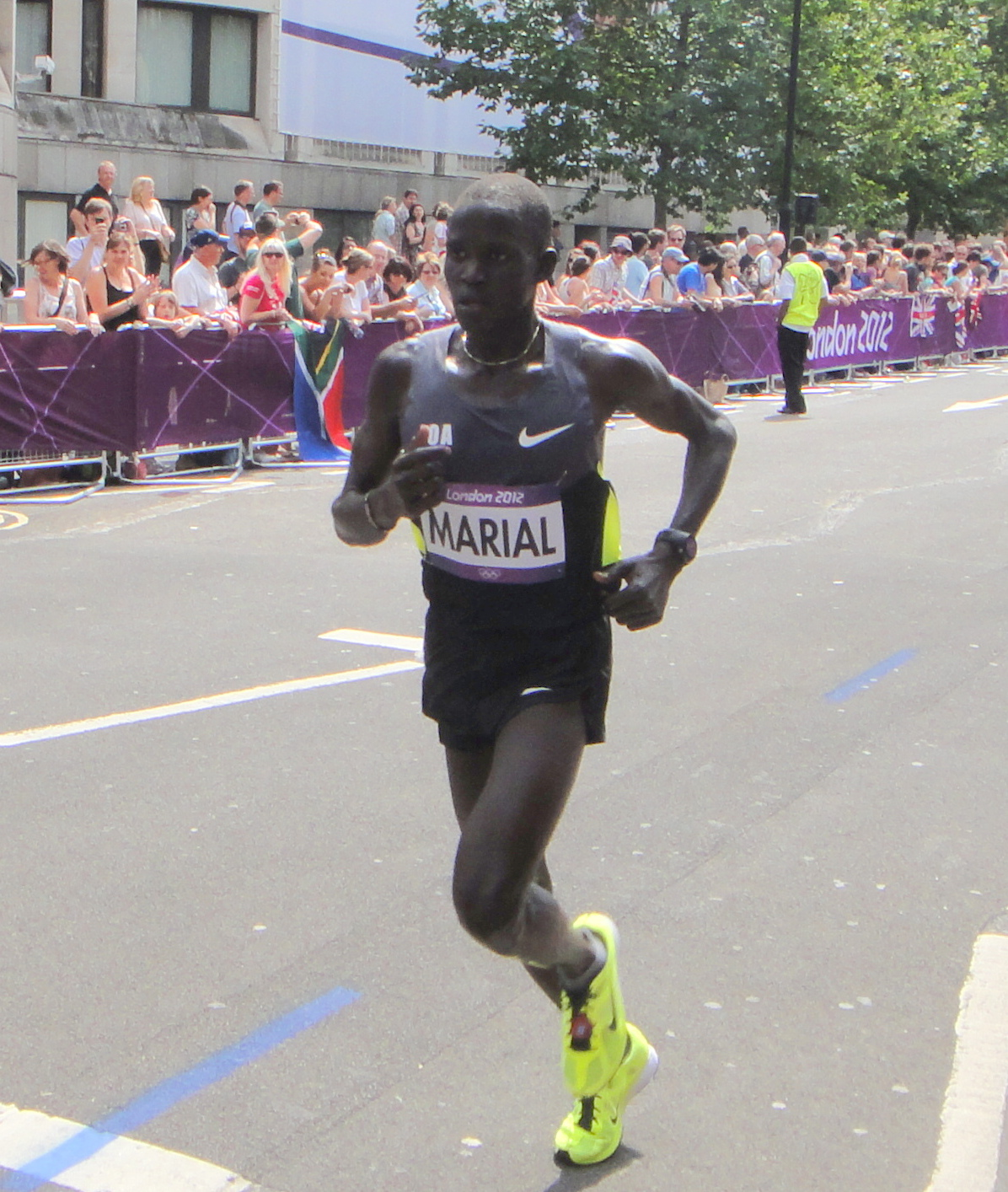
Guor Marial – Platz 81
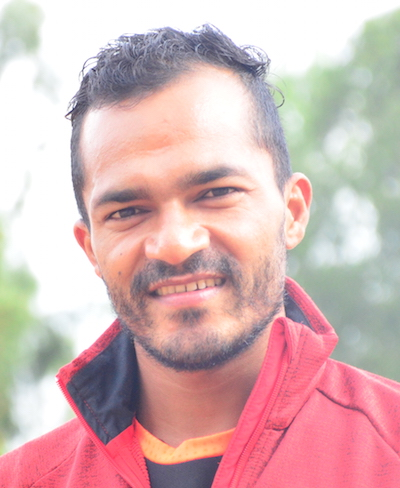
Nitendra Singh Rawat – Platz 83
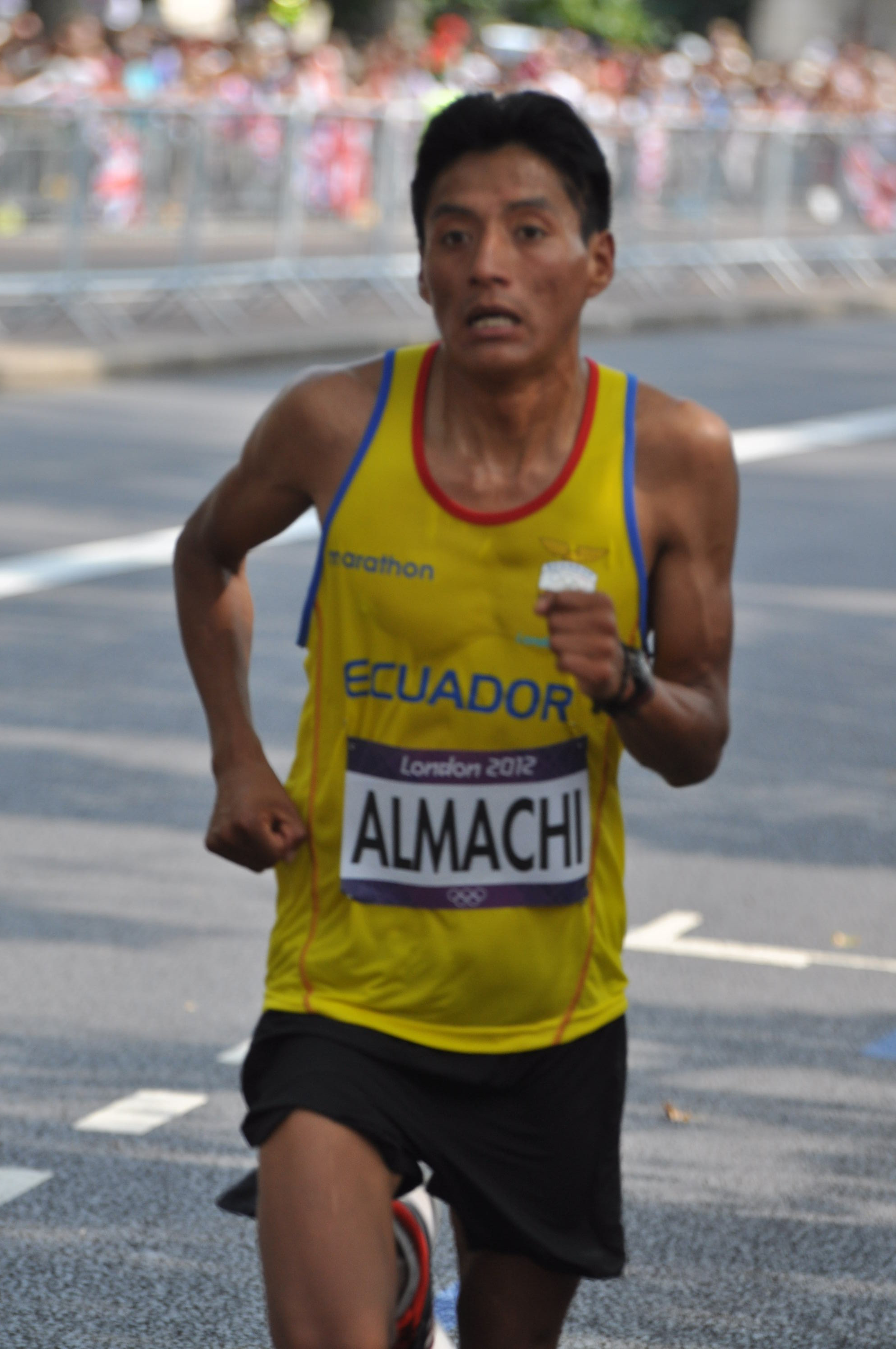
Miguel Ángel Almachi – Platz 84
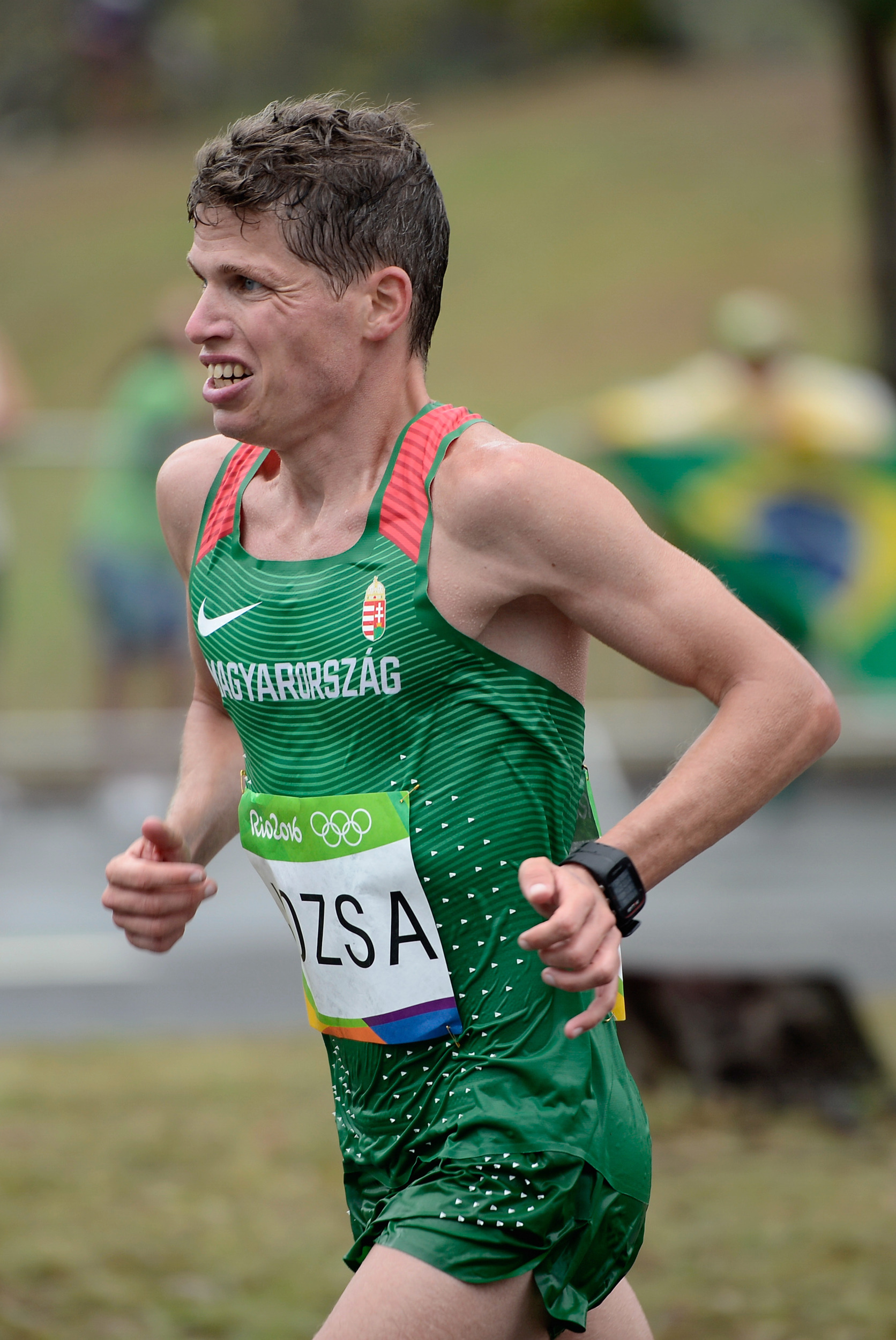
Gábor Józsa – Platz 86
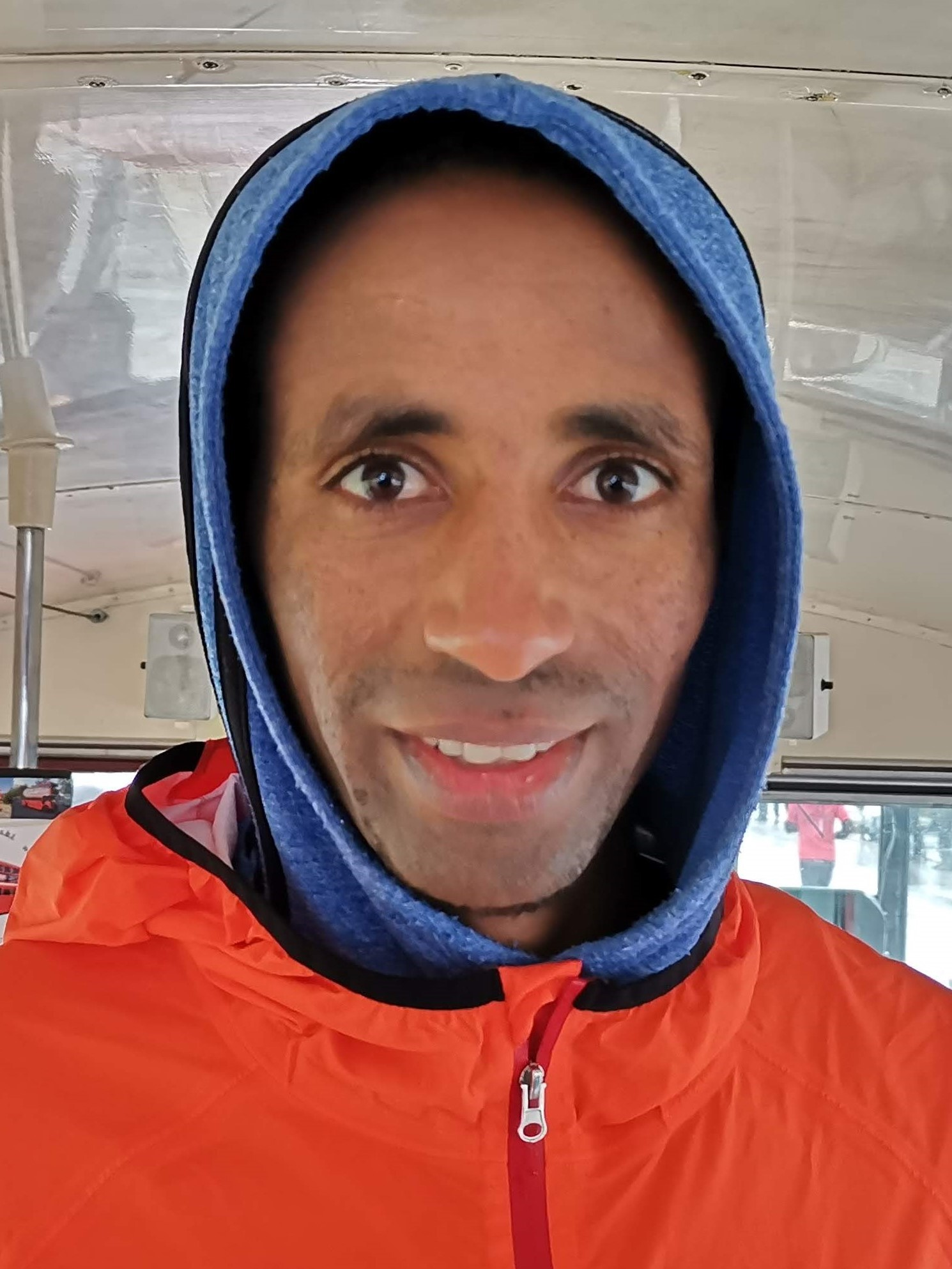
Yonas Kinde – Platz 89
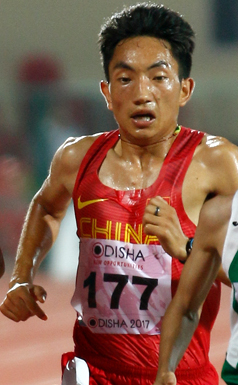
Duo Bujie – Platz neunzig
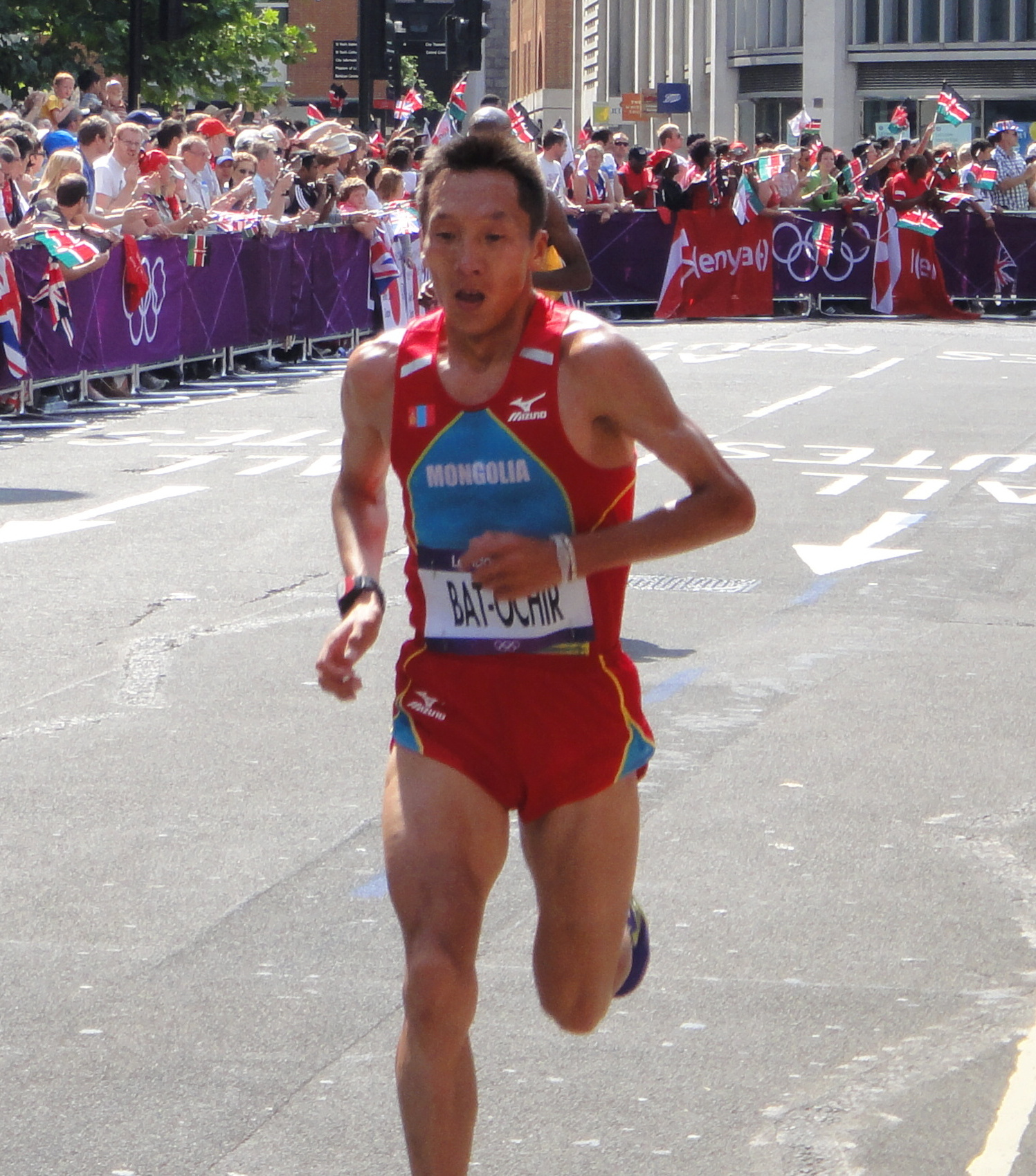
Bat-Otschiryn Ser-Od – Platz 91
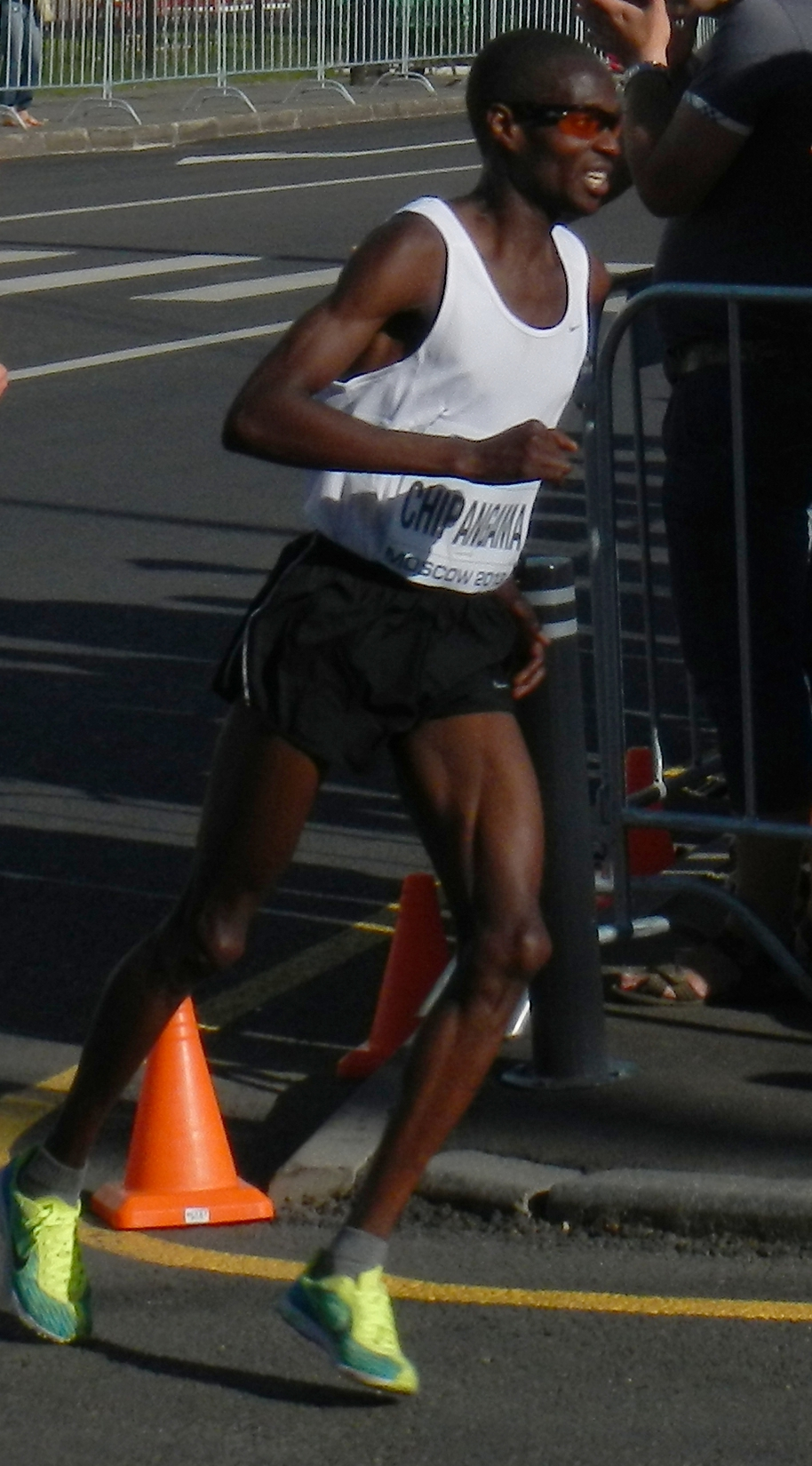
Jordan Chipangama – Platz 92
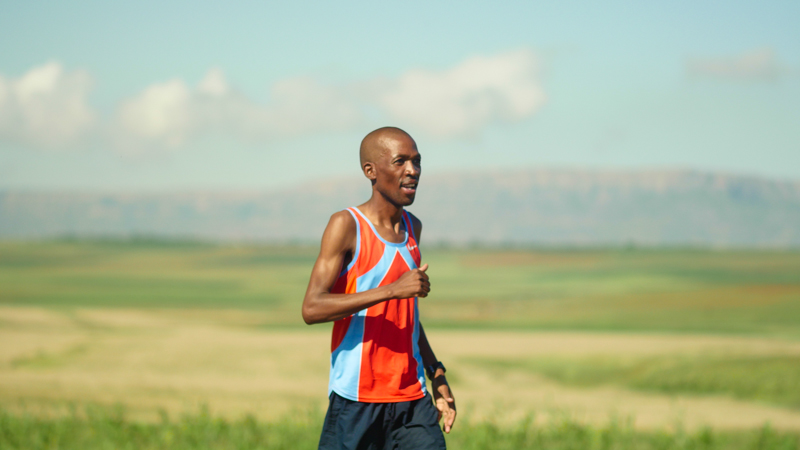
Lebenya Nkoka – Platz 94
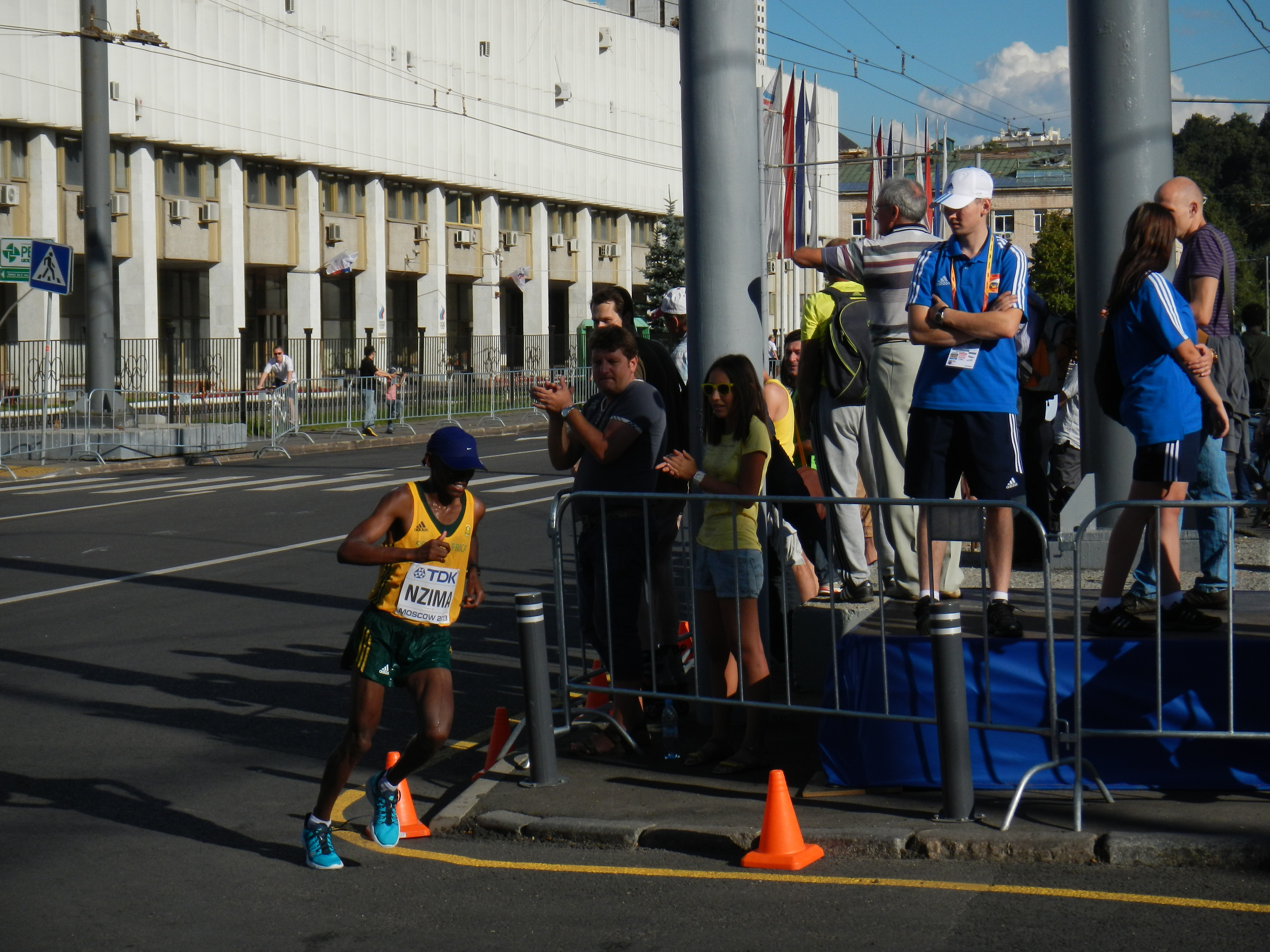
Sibusiso Nzima – Platz 96
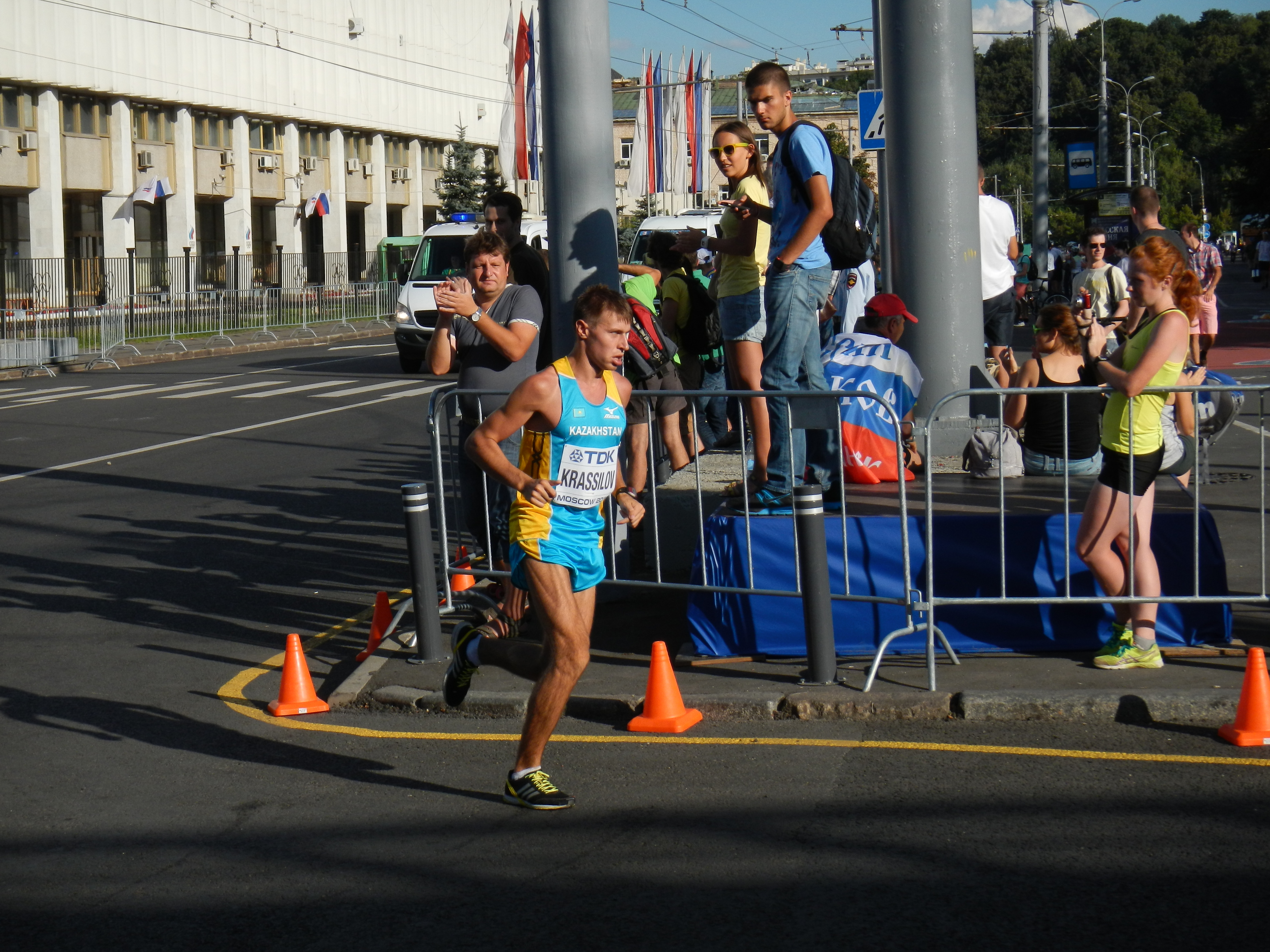
Michail Krassilow – Platz einhundert
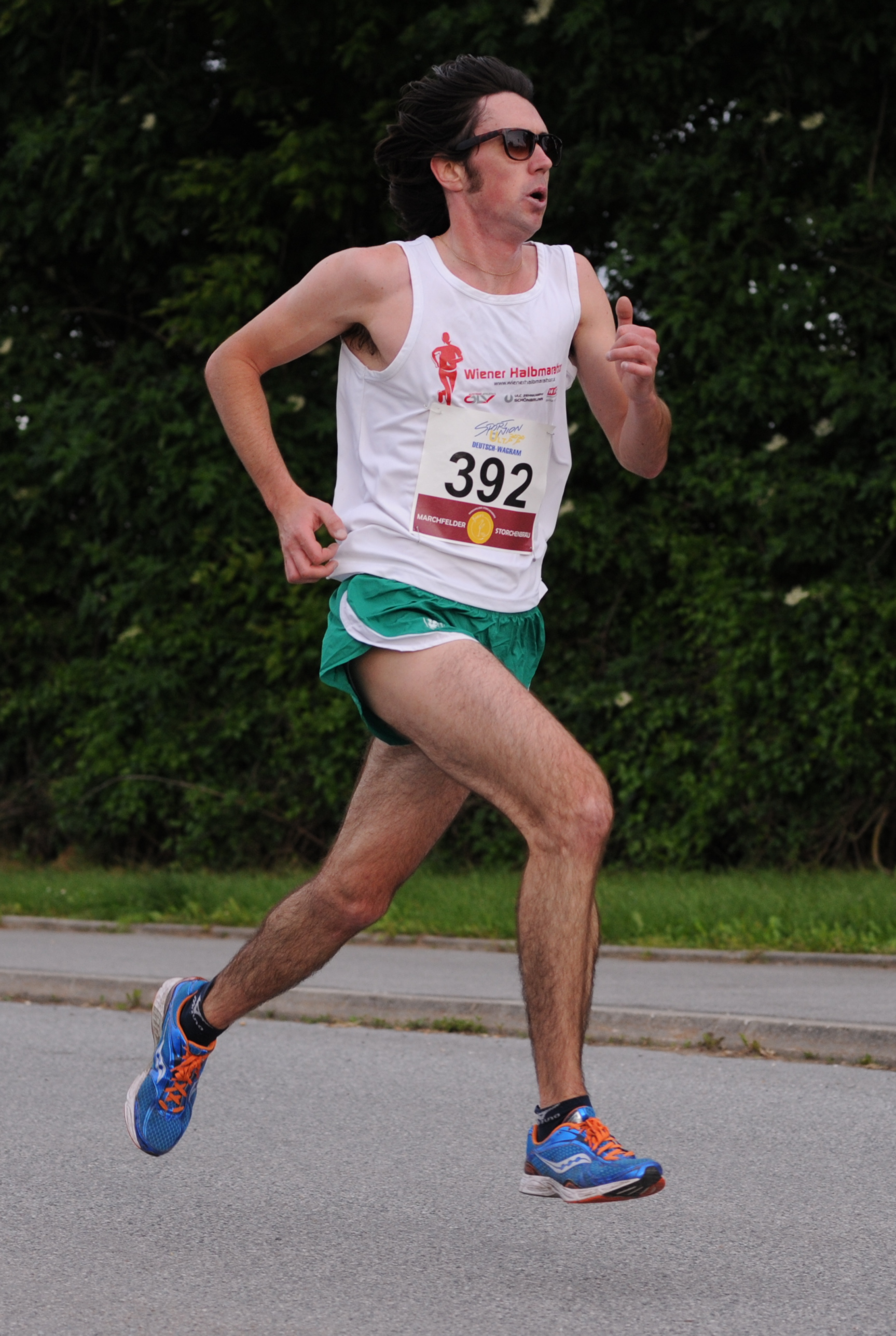
Mick Clohisey – Platz 102
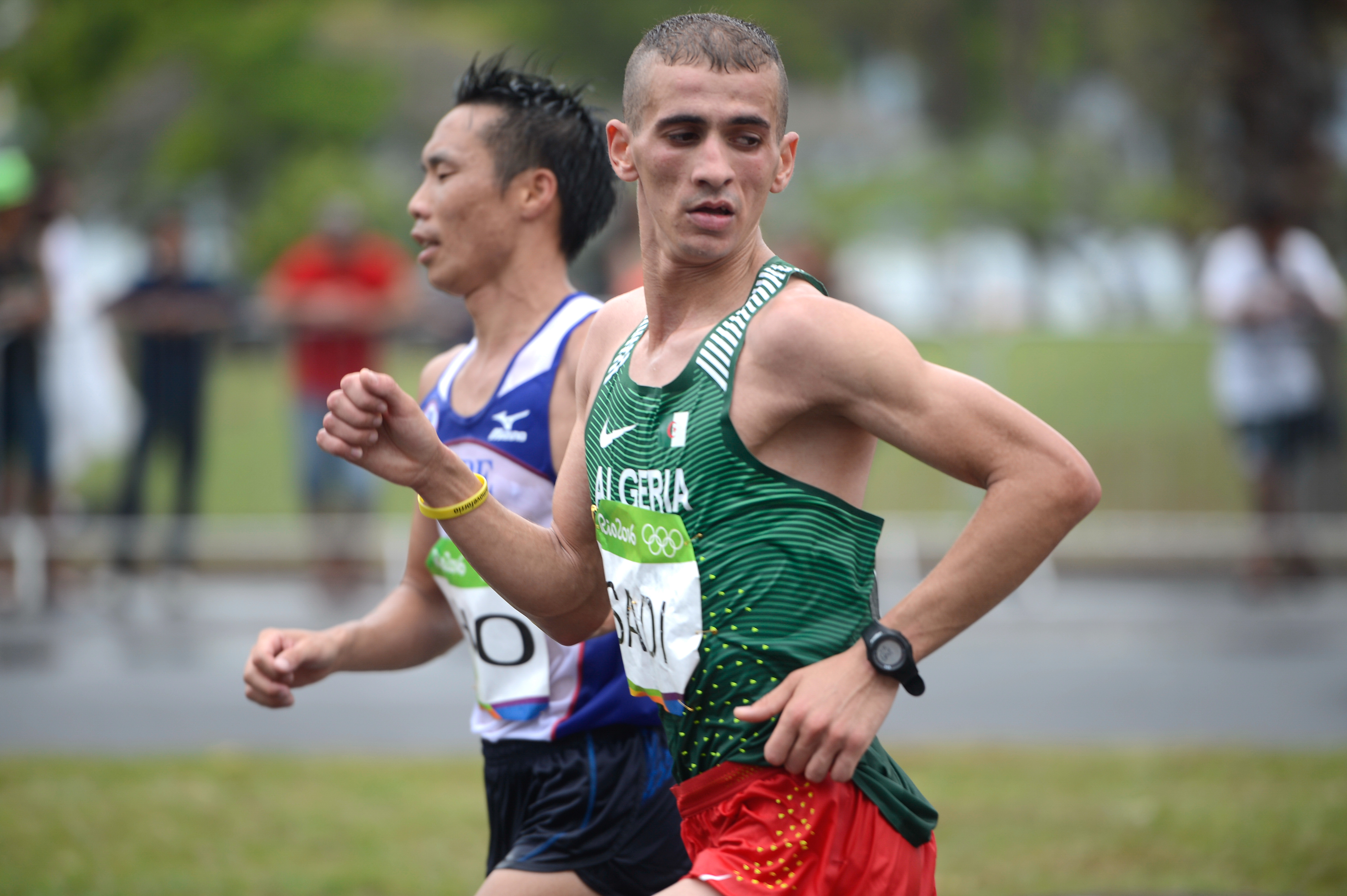
Hakim Said (grünes Trikot) – Platz 103
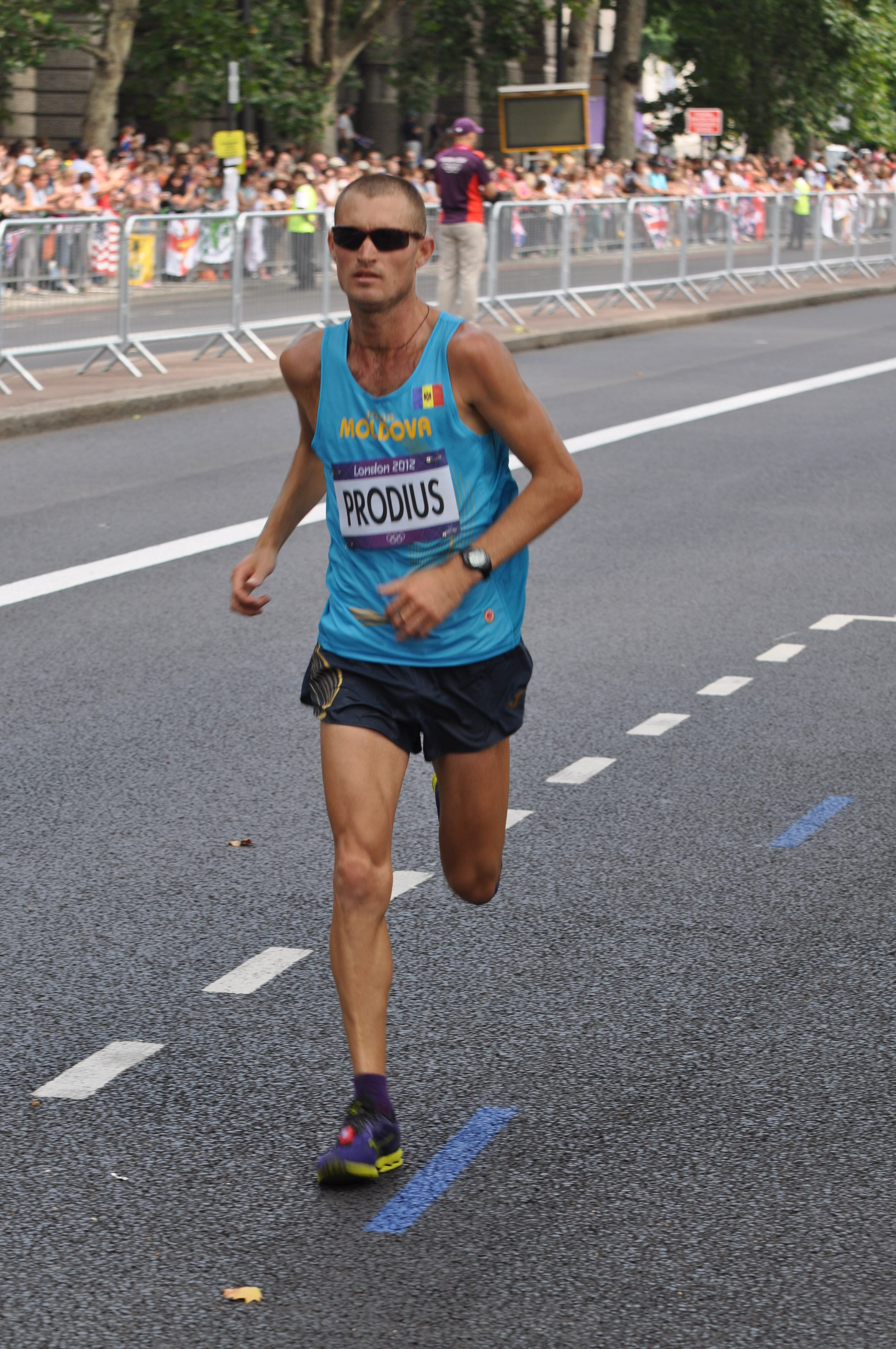
Roman Prodius – Platz 104
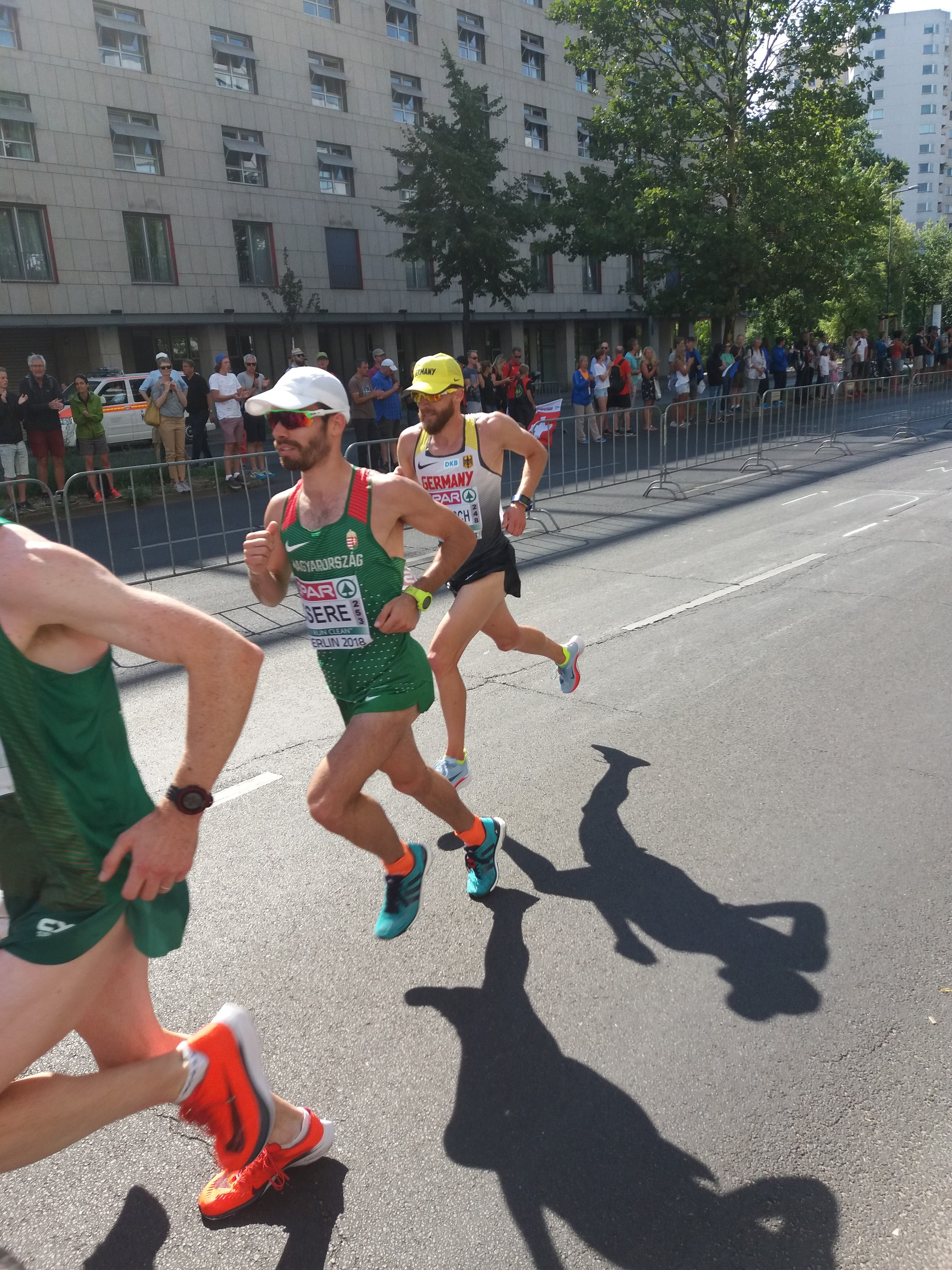
Gáspár Csere (Mitte) – Platz 108
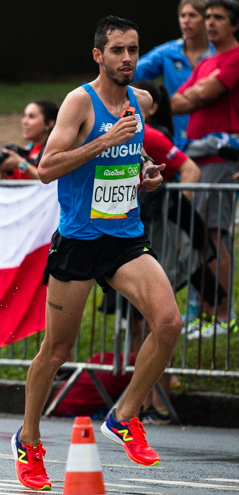
Martín Cuestas – Platz 109
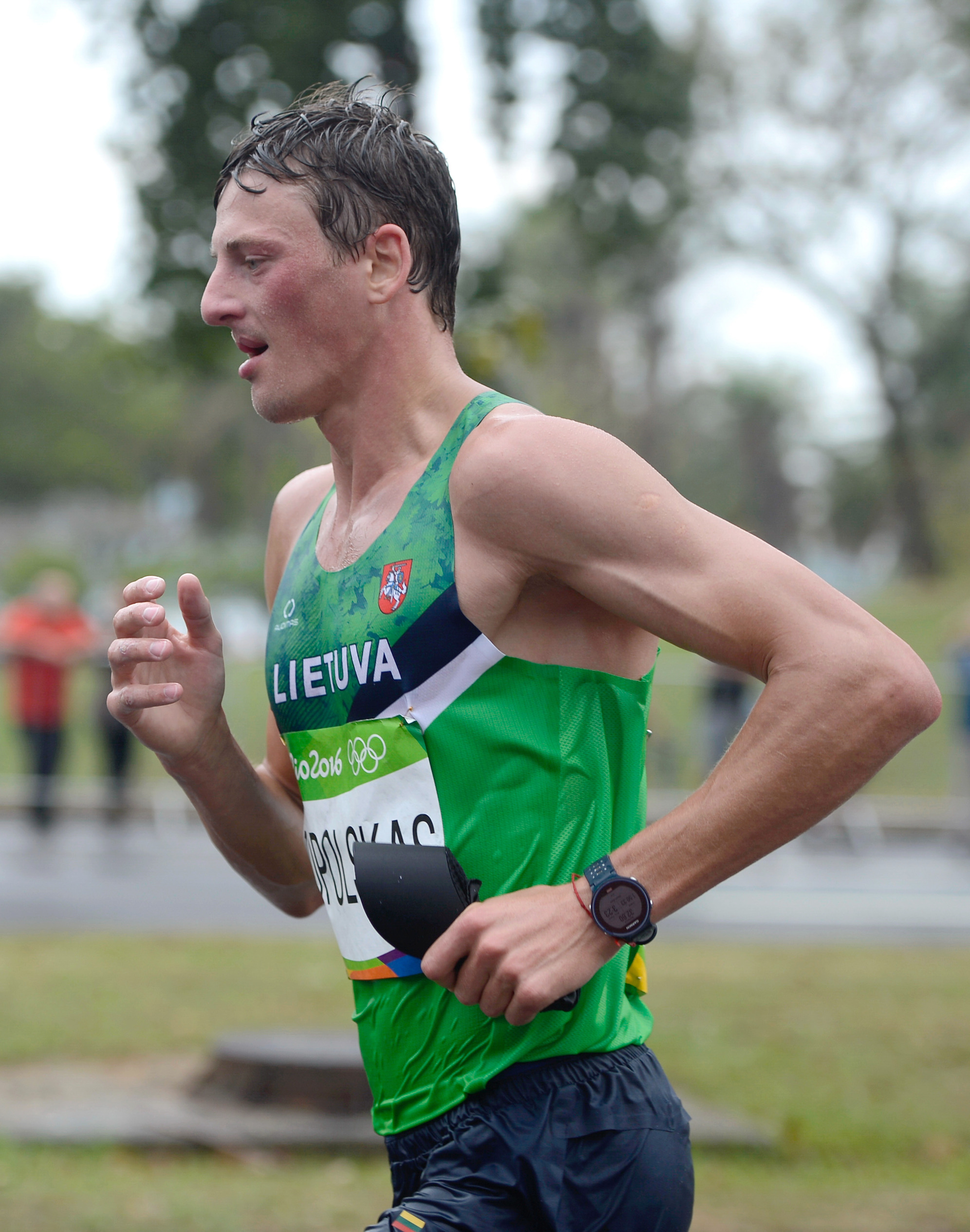
Valdas Dopolskas – Platz 110
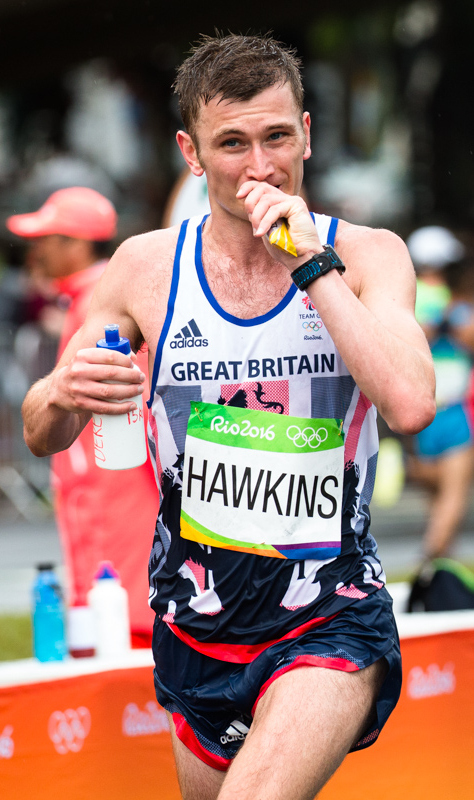
Derek Hawkins – Platz 113
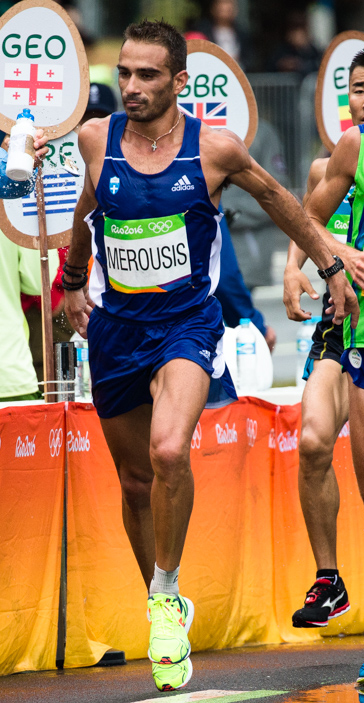
Christoforos Merousis – Platz 115
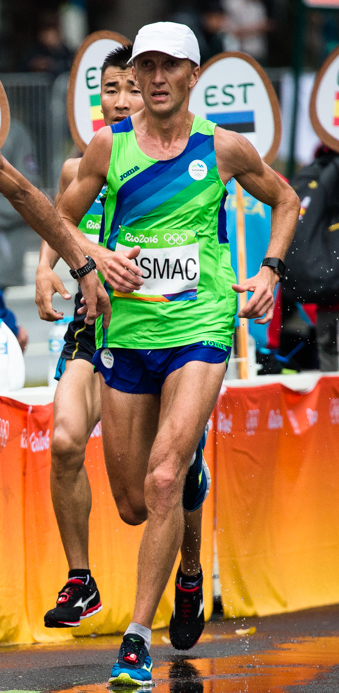
Anton Kosmač – Platz 116
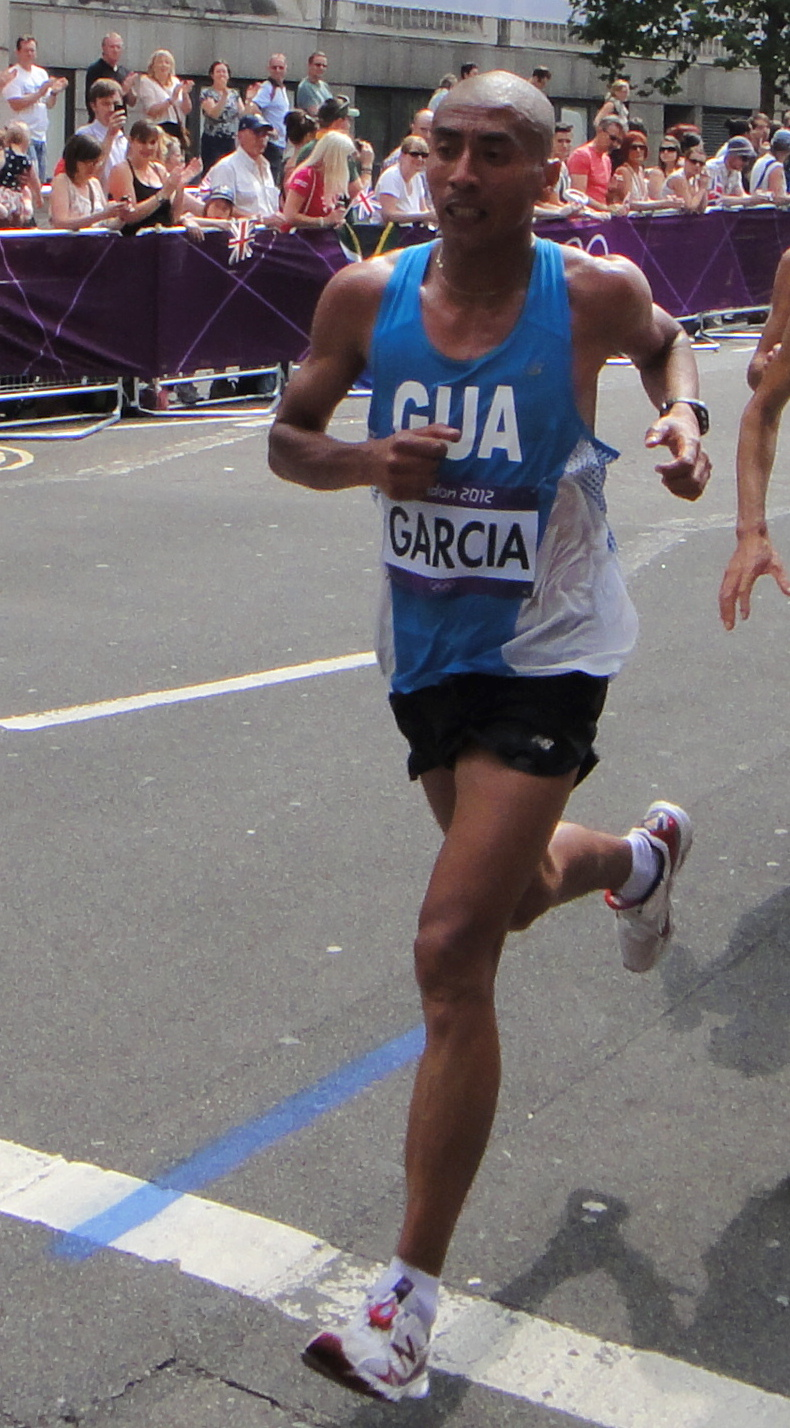
José Amado García – Platz 117
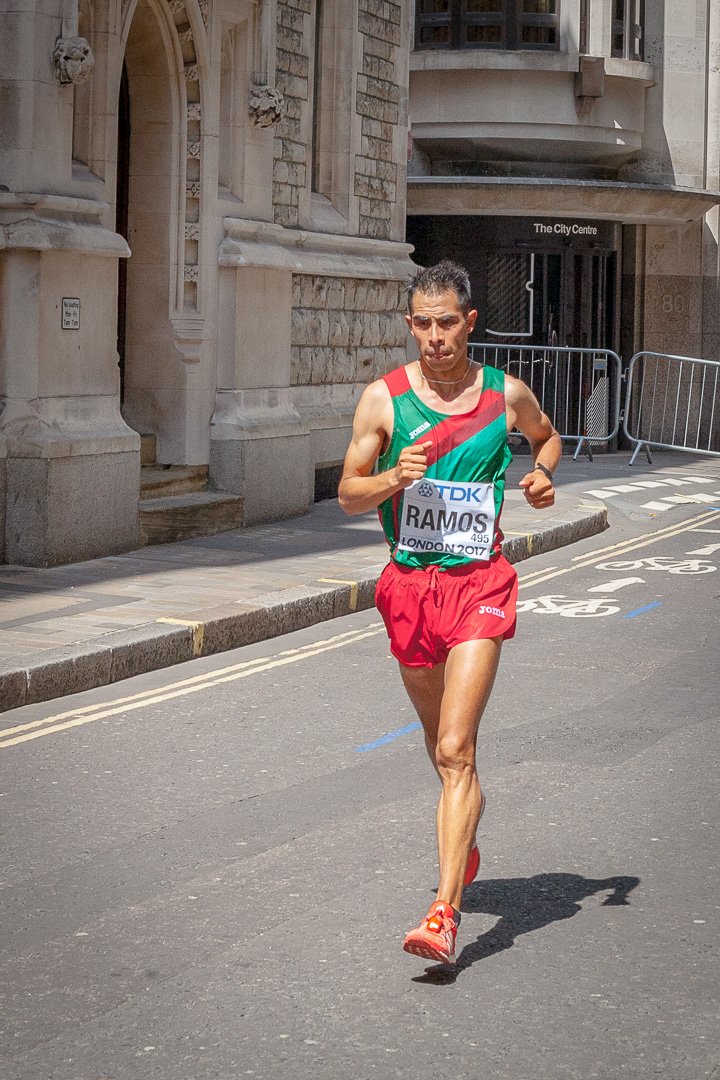
Ricardo Ramos – Platz 119
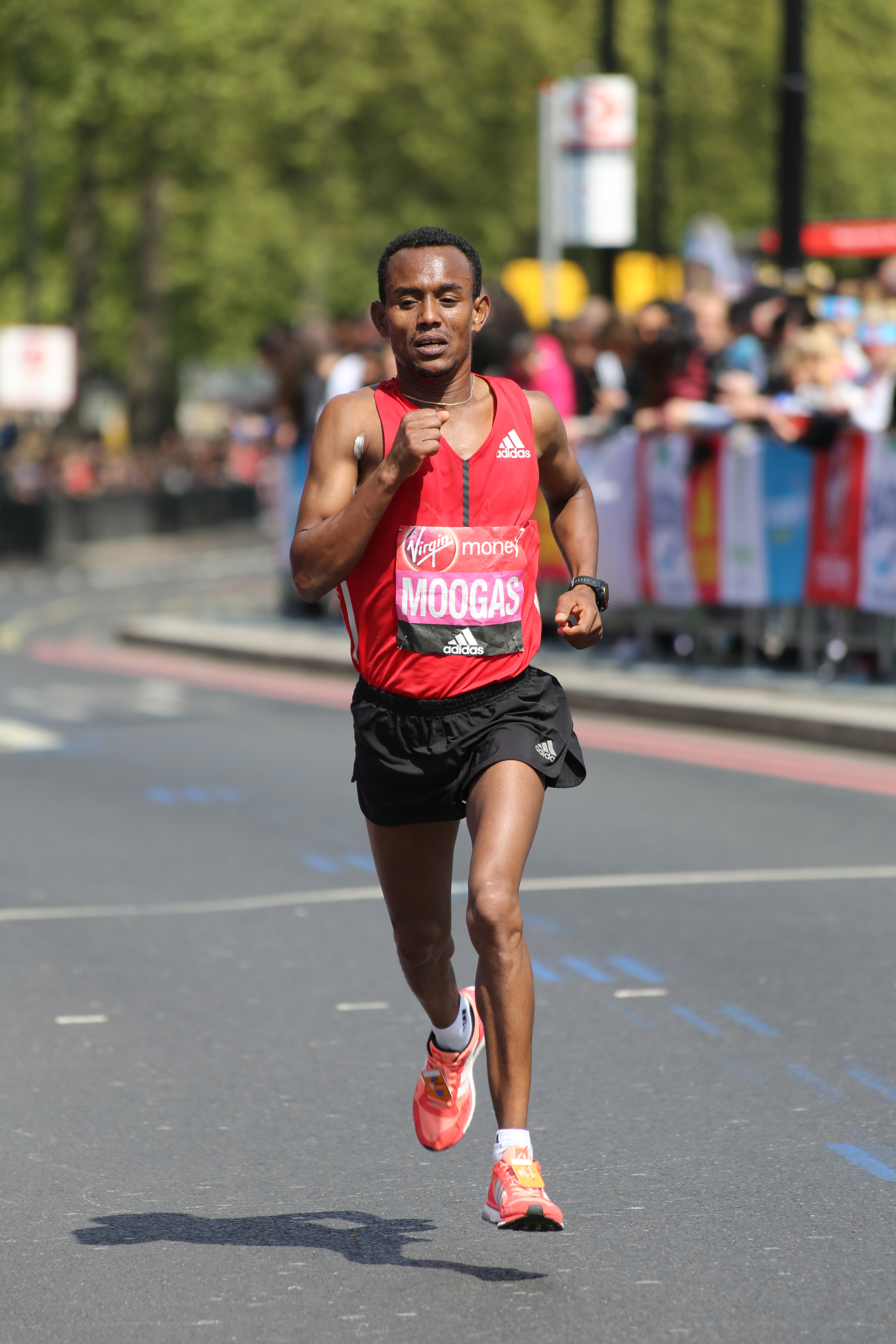
Tesama Moogas – Platz 120
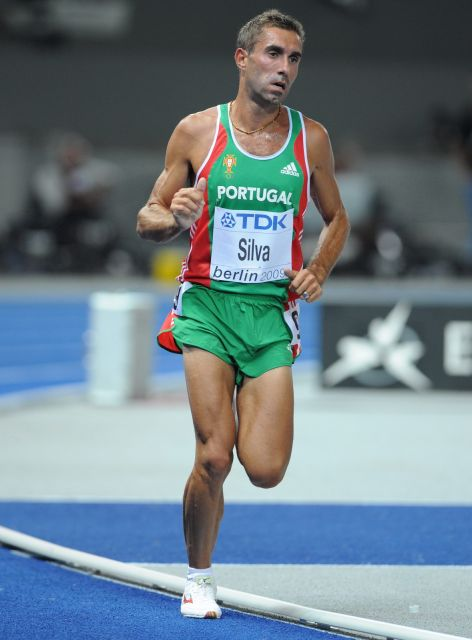
Rui Pedro Silva – Platz 122
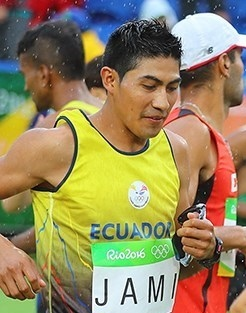
Segundo Jami – Platz 123
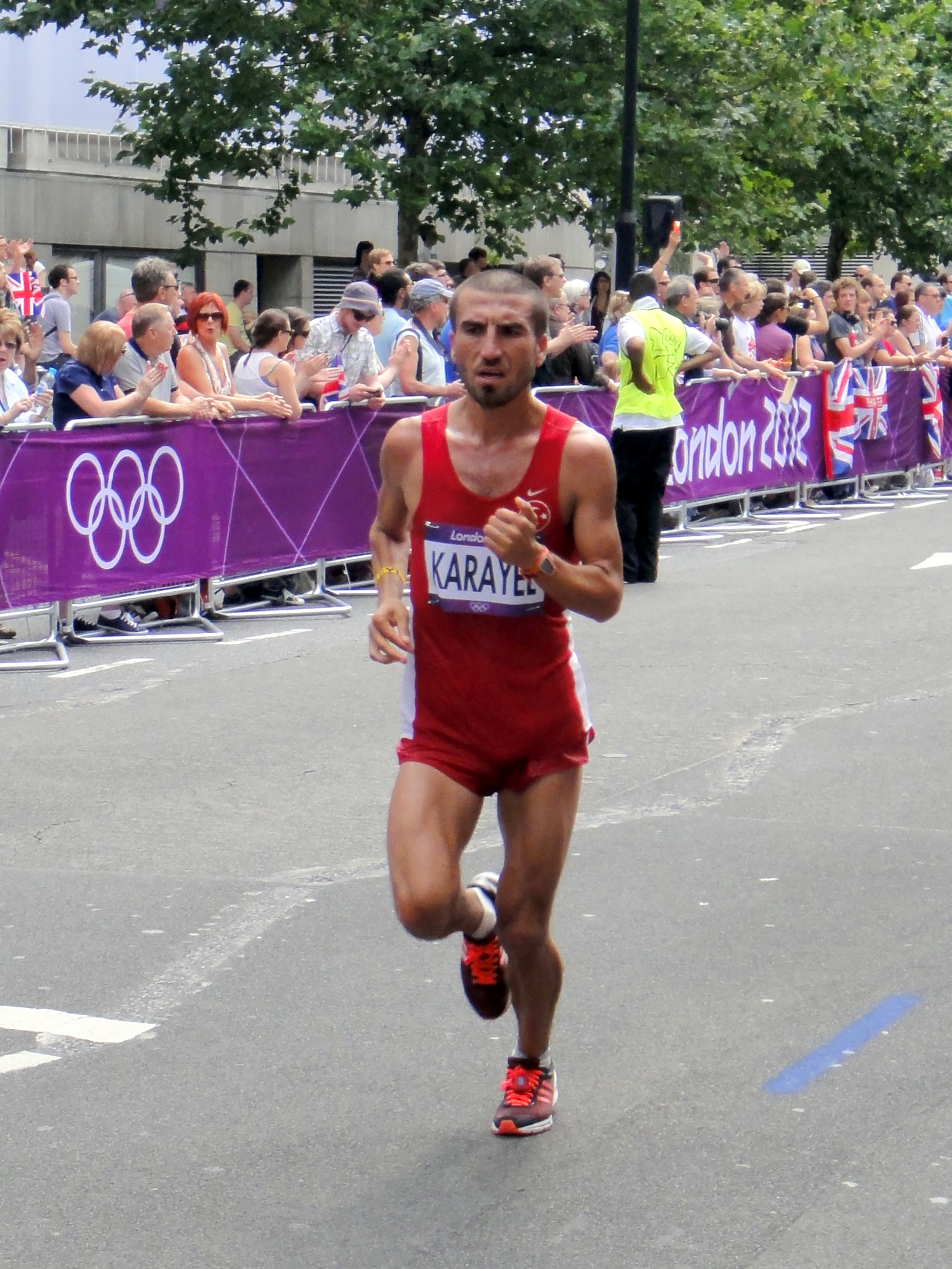
Bekir Karayel – Platz 125
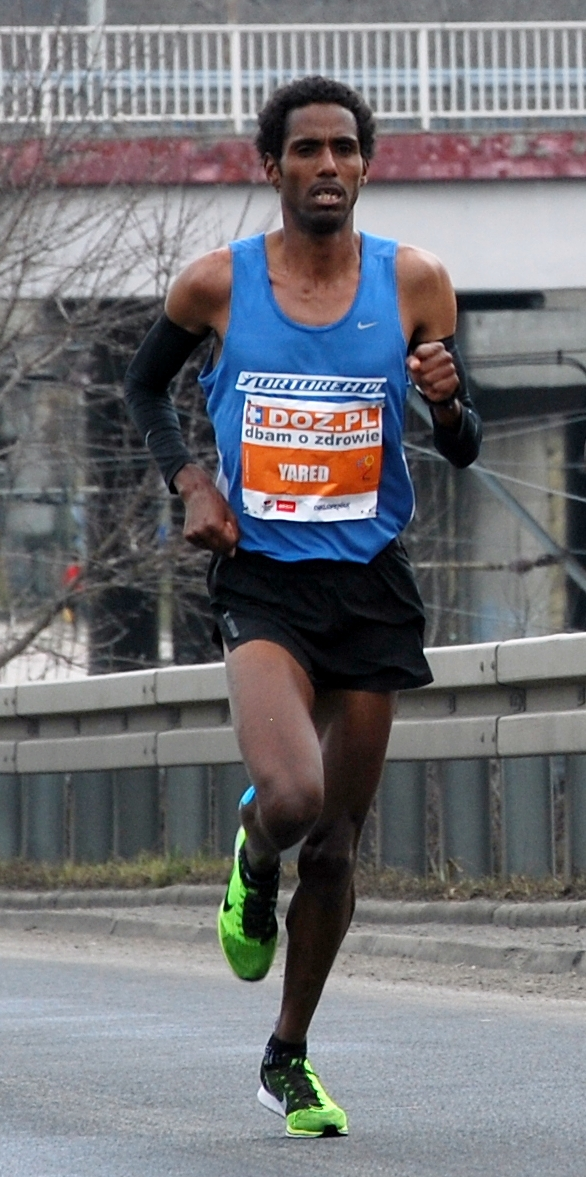
Yared Shegumo – Platz 127
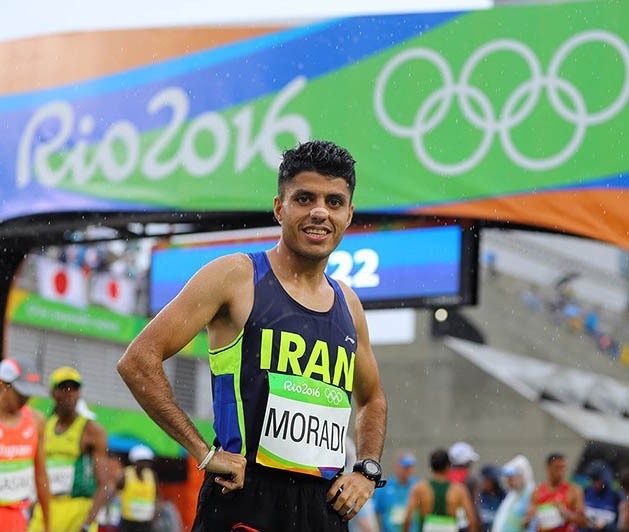
Mohammad Jafar Moradi – Platz 128
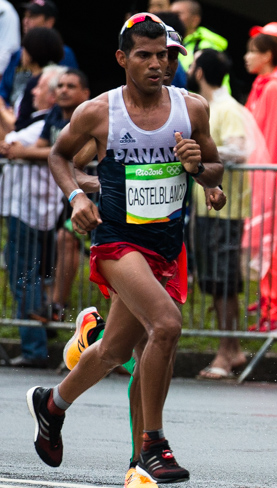
Jorge Castelblanco – Platz 134
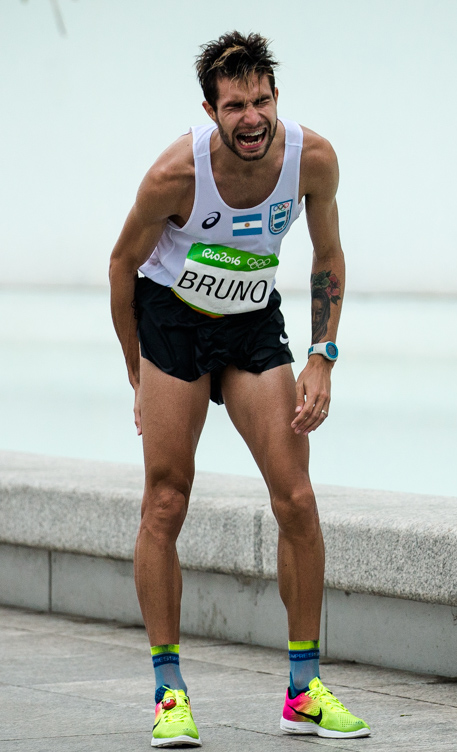
Federico Bruno – mit schmerzverzerrtem Gesicht auf Rang 136
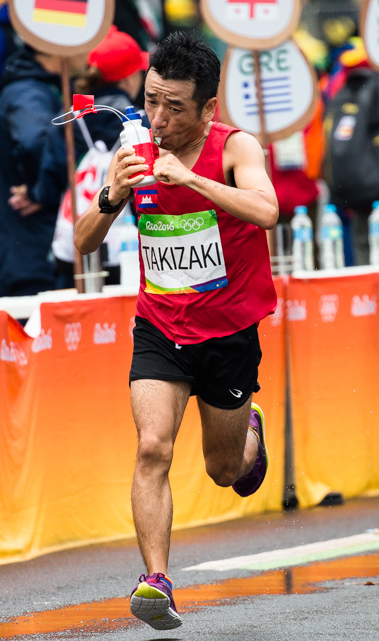
Kuniaki Takizaki – Platz 138
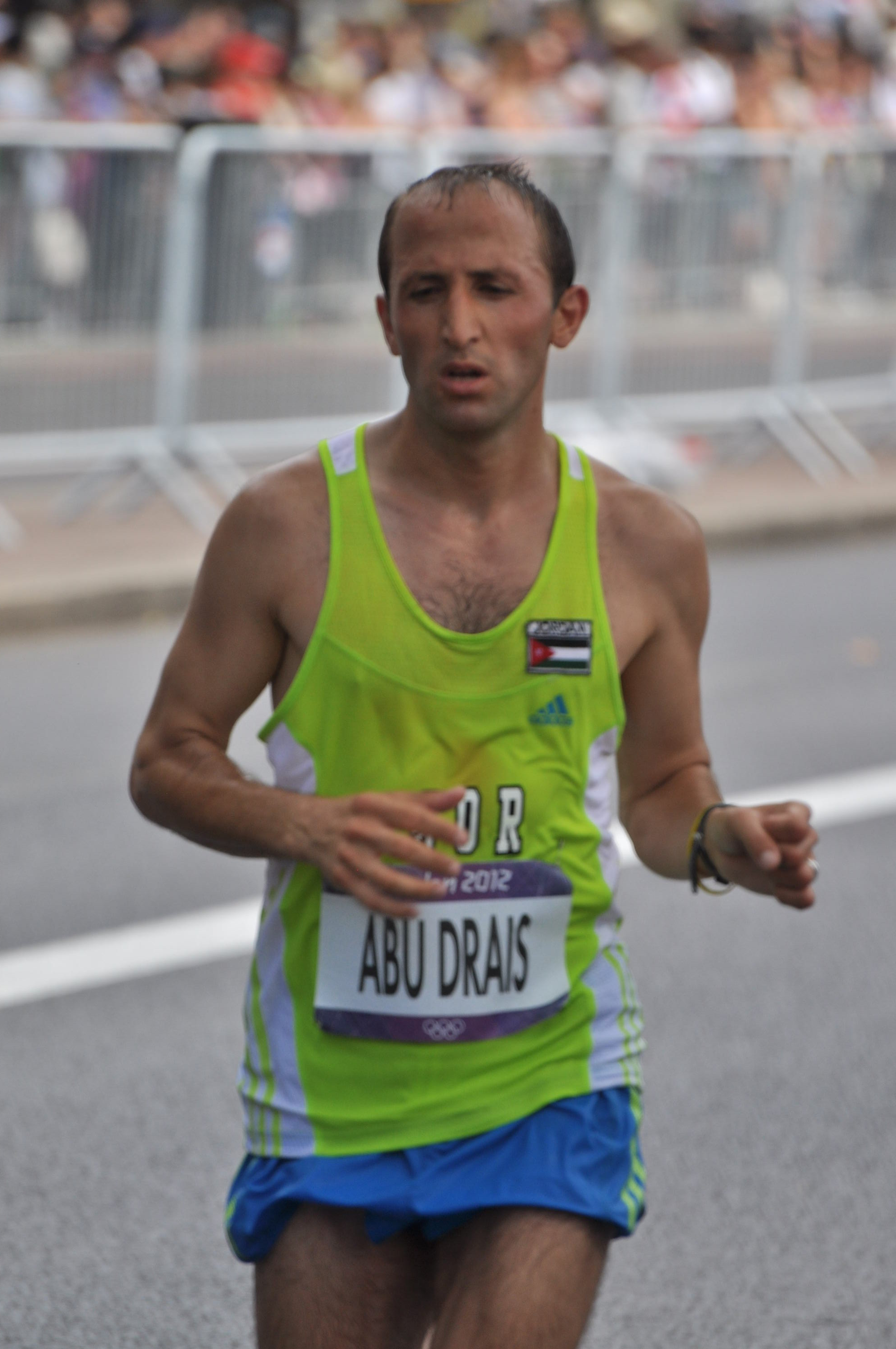
Methkal Abu Drais – Platz 139
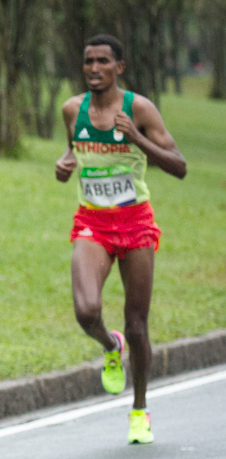
Tesfaye Abera – nicht im Ziel
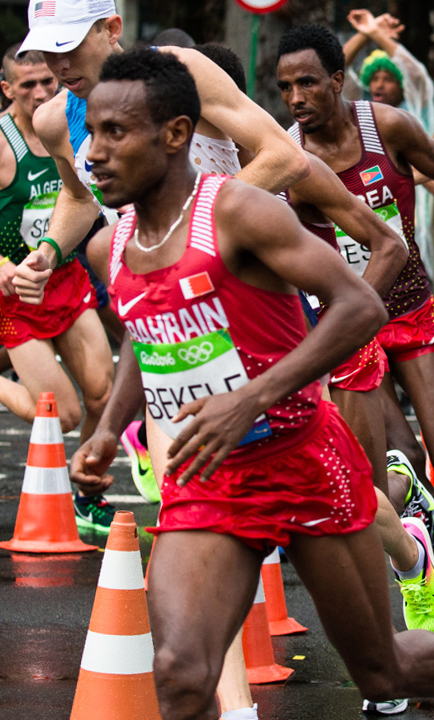
Alemu Bekele – nicht im Ziel
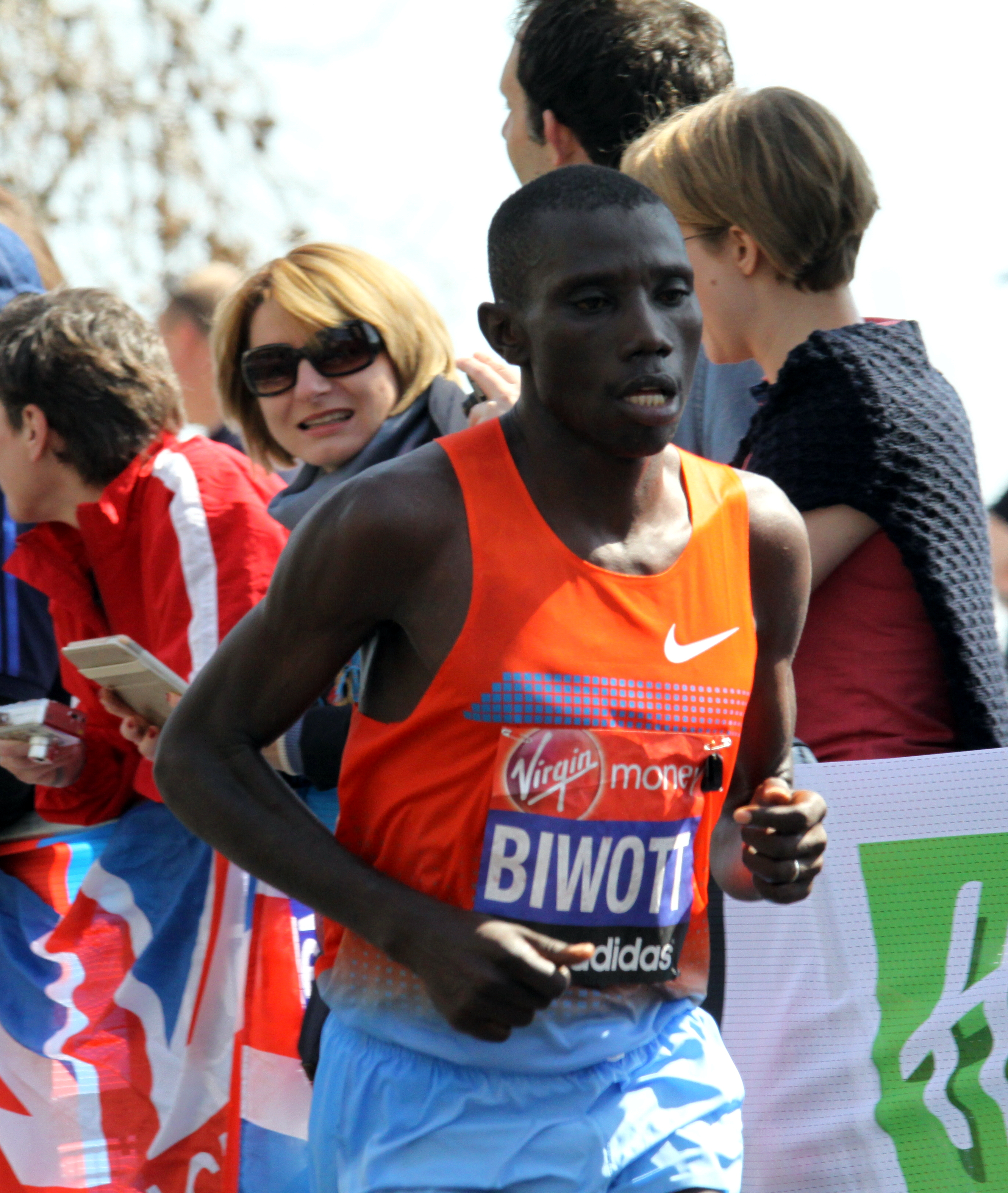
Stanley Kipleting Biwott – nicht im Ziel
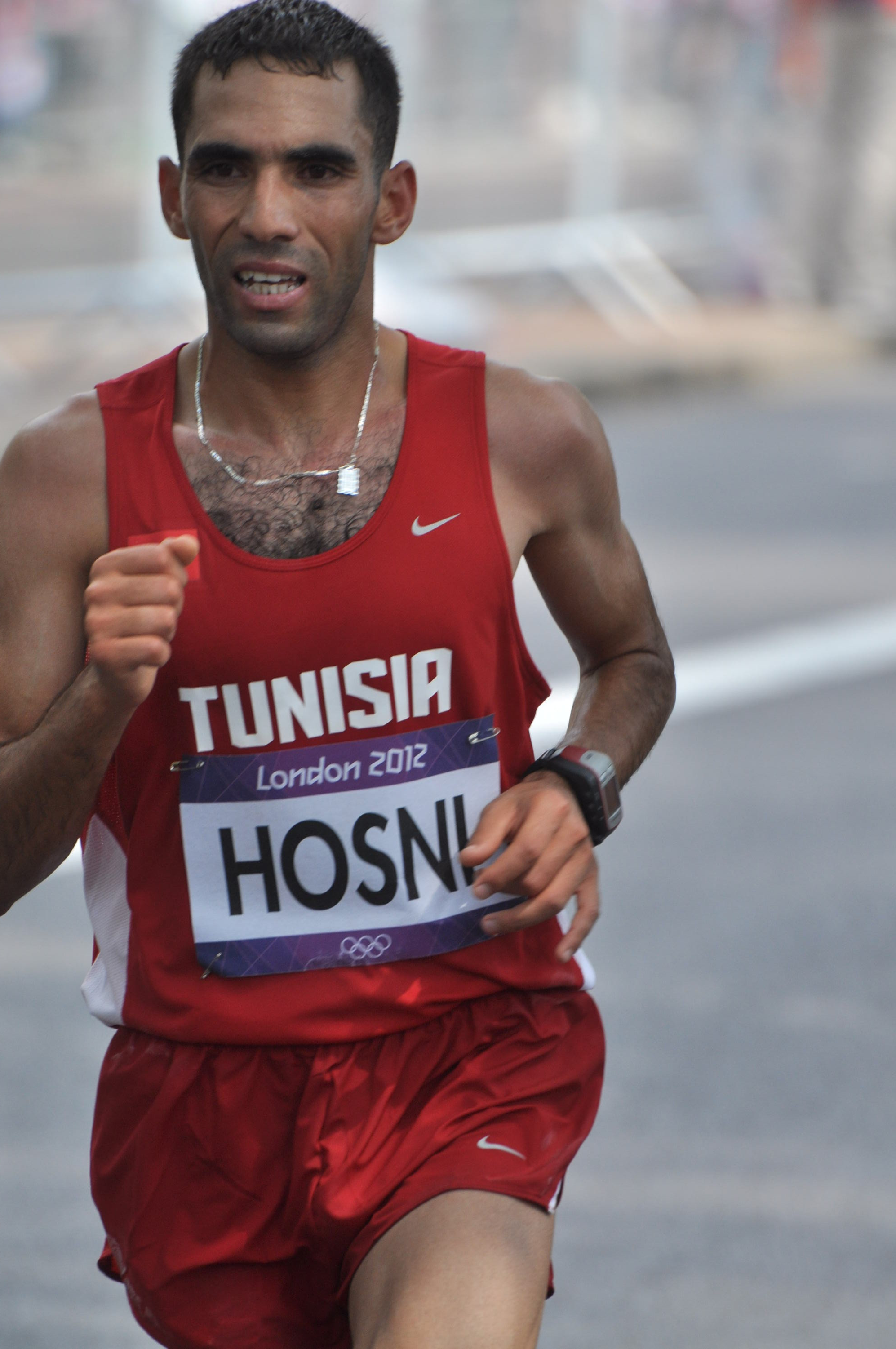
Wissem Hosni – nicht im Ziel
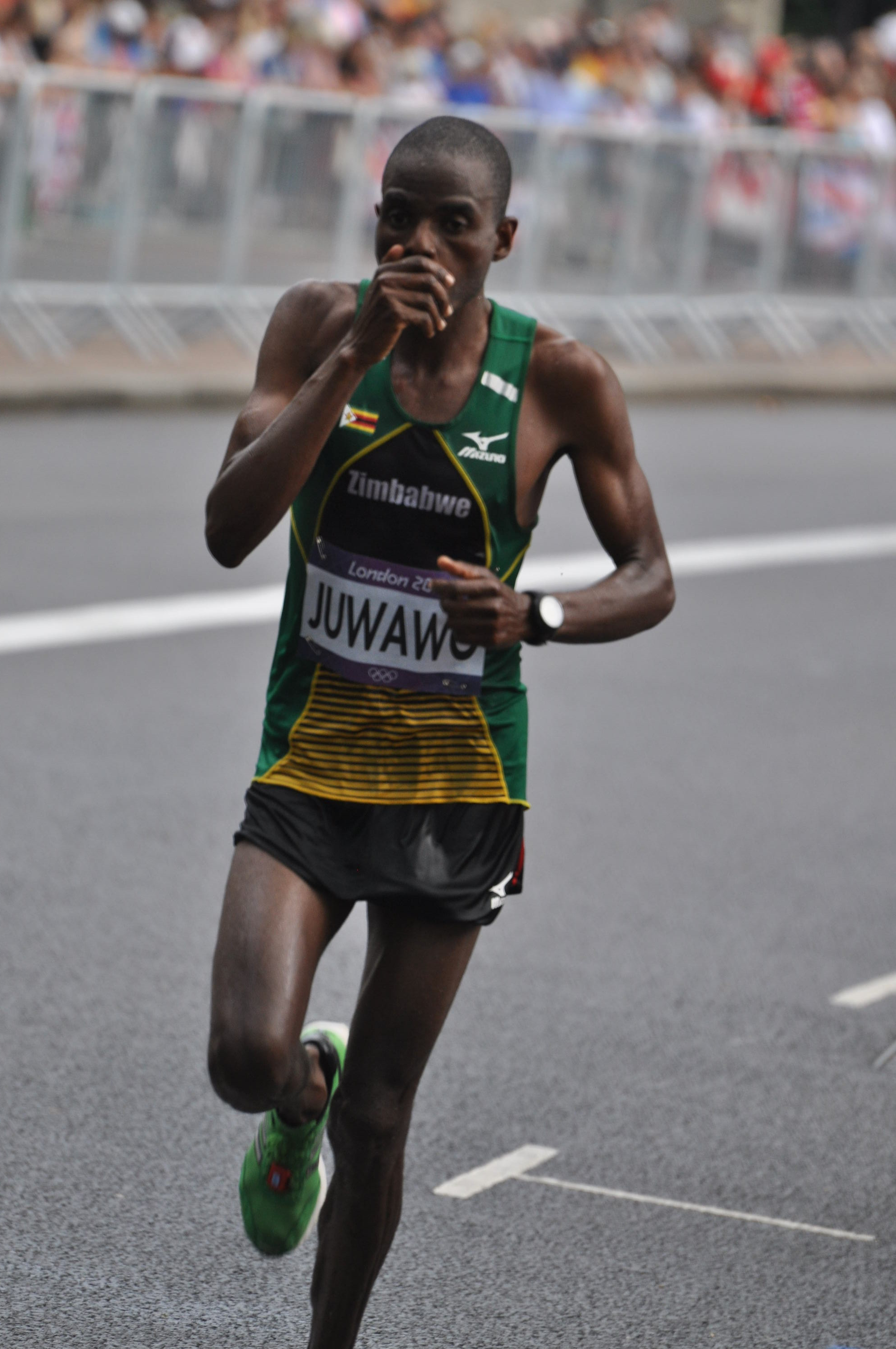
Wirimai Juwawo – nicht im Ziel
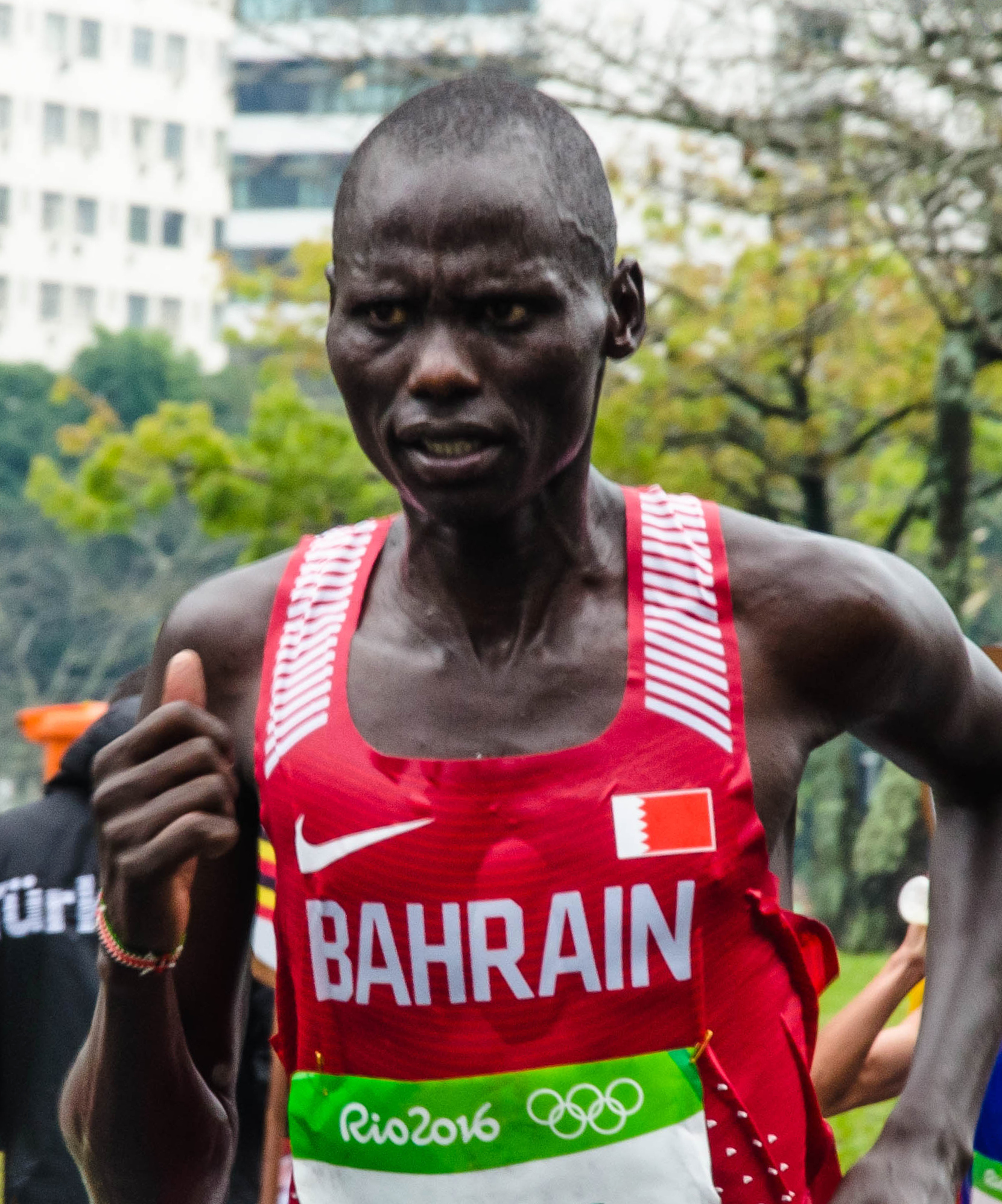
Isaac Korir – nicht im Ziel
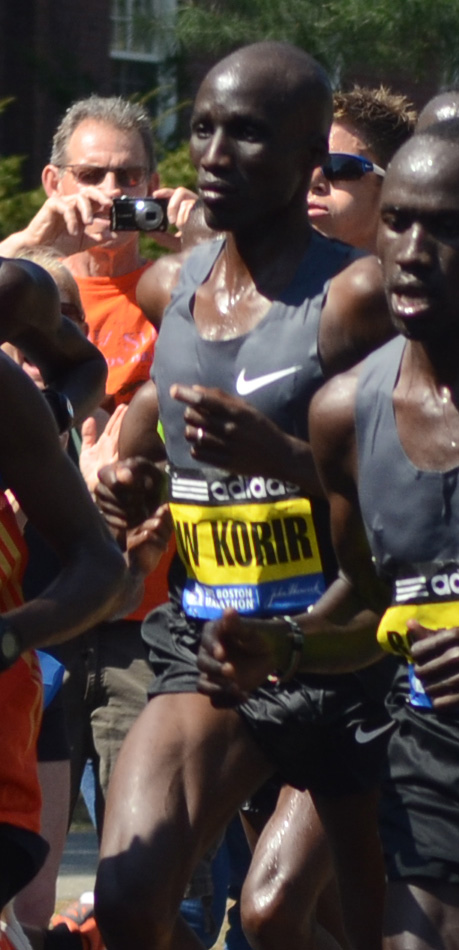
Wesley Korir – nicht im Ziel
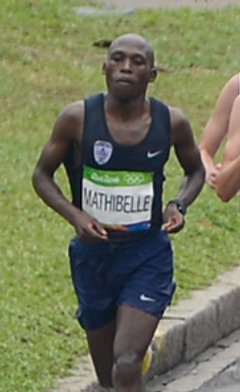
Tsepo Mathibelle – nicht im Ziel
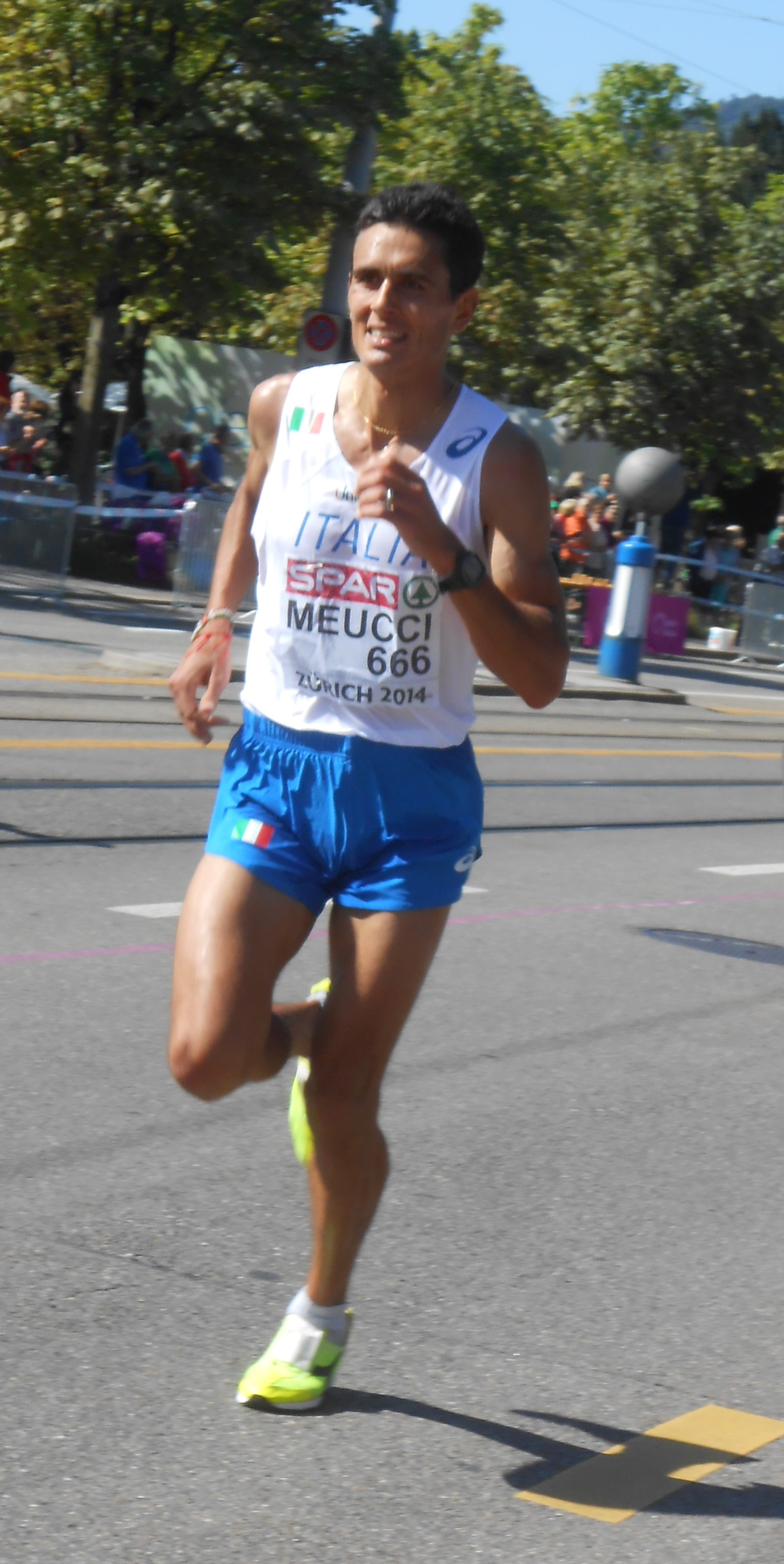
Daniele Meucci – nicht im Ziel
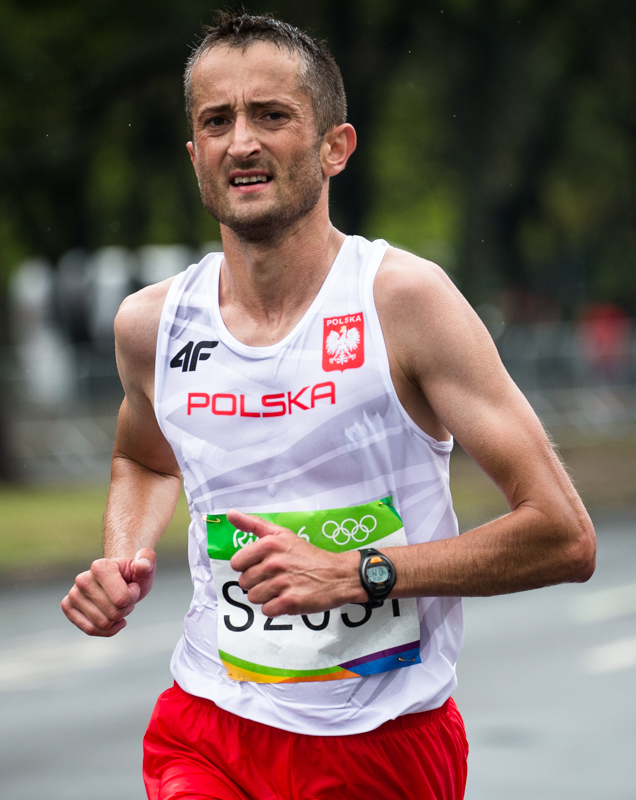
Henryk Szost – nicht im Ziel
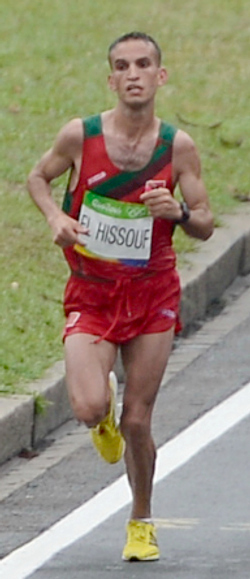
Abdelmajid El Hissouf – wegen Dopingmissbrauchs disqualifiziert

## Videolinks
- Eliud Kipchoge wins Men's Marathon Rio 2016, Throwback Thursday, youtube.com, abgerufen am 29. April 2022
- Eliud Kipchoge wins Men's Marathon gold, youtube.com, abgerufen am 29. April 2022